# Guinea Ecuatorial
Guinea Ecuatorial, oficialmente República de Guinea Ecuatorial, es un país africano bañado por las aguas del golfo de Guinea que se define en su constitución como Estado independiente, republicano, unitario, social y democrático, y cuya forma de gobierno es la república presidencialista. Su territorio está formado por ocho provincias. Su capital es la ciudad de Malabo, antiguamente conocida como Santa Isabel. Actualmente se está construyendo la ciudad Oyala-Ciudad de la Paz, con el fin de servir como futura y moderna capital del país.
Con sus 28 052 km² de superficie es uno de los países más pequeños del continente africano, compuesto por un territorio continental y cinco islas habitadas. Limita con Camerún al norte, Gabón al sur y al este y el golfo de Guinea (océano Atlántico) al oeste, en cuyas aguas se encuentran más al suroeste las islas de Santo Tomé y Príncipe. Su población se estimaba en 1 558 000 habitantes en 2022. La parte continental del territorio es conocida como Río Muni o Mbini, y tiene un área de 26 000 km². Dentro de la parte insular las islas más importantes son la isla de Bioko (antigua Fernando Poo) con 2017 km², Annobón con 17 km², y Corisco con 15 km².
Guinea Ecuatorial era un territorio español conocido como «Guinea Española» que en 1959 se convirtió por decreto en 2 provincias españolas (Fernando Poo y Río Muni)hasta que obtuvo su independencia respecto a España el 12 de octubre de 1968, y mantiene el idioma español como lengua oficial, siendo el principal país hispanoafricano. Posteriormente se agregó el francés como oficial, y a partir de 2010, el portugués, siendo actualmente el único país africano donde el español es lengua oficial sin considerar el caso del Sahara Occidental. También es la lengua más hablada (considerablemente más que las otras dos lenguas oficiales), dominada por el 87,7 % de la población según el Instituto Cervantes.
De acuerdo con el Informe de 2016 sobre Desarrollo Humano de las Naciones Unidas, Guinea Ecuatorial tenía un producto interno bruto per cápita de 21 517 dólares en 2015, uno de los más altos en la clasificación de riqueza en África. Sin embargo, es uno de los países más desiguales del mundo según el índice de Gini y el 70 % de los ecuatoguineanos vive con un dólar al día.

## Toponimia
El nombre que adoptó el país tras obtener su independencia de España procede del nombre que recibía desde 1963, cuando obtuvo un régimen de autonomía por parte de España con la denominación de «Guinea Ecuatorial», cuyo primer término se debe al hecho de estar dicho territorio ubicado en el golfo de Guinea y el segundo hace referencia a su proximidad al ecuador.

## Historia
El actual territorio de Guinea Ecuatorial se asienta sobre reinos tribales medievales de escasa organización, sin duda surgidos por la influencia de estructuras proto-estatales más avanzadas que se desarrollaron paralelamente en la zona: el Reino Oyo, el Reino del Congo, el Reino Benga de la isla Mandj (posteriormente llamada Corisco), el Reino Bubi de la isla de Bioko y las villas-estado de los clanes fang de la parte continental.
Existe la posibilidad de que la zona del golfo de Guinea fuera visitada por Hannón, un general cartaginés, que realizó un viaje bordeando las costas de África hacia finales del s. V a. C. o comienzos del s. IV a. C.

### Prehistoria
El estudio de la prehistoria de Guinea sigue una subdivisión geográfica, la isla de Bioko por un lado, y la provincia litoral entre Camerún y Gabón por otro.
La isla de Bioko estuvo conectada al continente hasta el año 8000 a. C. por un «puente» que fue sumergido lentamente por la subida de las aguas del Atlántico, que comenzó hacia el año 11 000 a. C., al final de la última Edad de Hielo. Por ello, es probable que esta zona estuviera habitada por poblaciones nómadas de cazadores-recolectores, similares a las que se conocen en el continente actual.
En las excavaciones del yacimiento de Mossumu (provincia del Litoral) se descubrieron restos de presencia humana, datados en el año 30 000 a. C. Se trata de la llamada "industria sango", muy conocida en aquella época en toda África Central. Otros pocos yacimientos, tanto superficiales como estratigráficos, indican que la Edad de Piedra Media está bien representada en esta parte del país. Posteriormente, los vestigios, aún mal datados, ilustran en torno a Bata y al Río Muni la permanencia de la presencia del hombre, nómada, cantero y cazador-recolector, hasta el año 3000 a. C.
En la isla de Bioko, la lectura es otra; seguramente se modificará en los próximos años con la instalación de proyectos de investigación arqueológica. Se han identificado tres yacimientos "preneolíticos". Solo la del sector de Banapa, al sur de Malabo, fue excavada en los años 60 por un antropólogo español. Lo único que se puede decir es que es anterior a la "Tradición Timbabé" de Bioko, aún no datada, que a su vez es anterior a la "Tradición Carboneras", datada por radiocarbono entre el siglo V y siglo X d. C.
Cabe señalar que en la isla de Elobey Grande se han encontrado en la superficie piedras talladas similares a las de la Edad de Piedra Reciente. Estos hallazgos apoyan la idea de que hubo una larga historia de presencia humana en todas las islas ecuatoguineanas antes de que se separaran definitivamente del continente.
Por último, la expansión del modo de vida aldeano en África Central implica en su modelización, y con la aproximación de los datos lingüísticos, la instalación en la isla de Bioko de aldeas ya en el año 3500 a. C. Hasta ahora, no se ha descubierto nada que verifique esta hipótesis. 
La secuencia arqueológica de la isla, aparte del periodo preneolítico ya mencionado, comienza con la "Tradición Timbabé" conocida en trece puntos de la costa. La continuidad de la ocupación de esta isla está bien atestiguada hasta el período histórico. Tras el "Timbabé", conocemos las tradiciones "Carboneras", "Bolaopi", "Buela", y finalmente "Balombe". Esta última tradición es histórica.
En el continente, entre Camerún y Gabón, los datos de las excavaciones siguen siendo incompletos, pero son suficientes para afirmar que la secuencia completa que queda por descubrir será muy similar a la que se conoce en el sur de Camerún y en la región de Libreville, en Gabón.

### Dominio portugués (1472–1778)
Fueron portugueses los primeros ibéricos y europeos que con certeza exploraron el golfo de Guinea en 1471. Ese año, el portugués Fernando Poo (que buscaba una ruta hacia la India) situó la isla actualmente llamada Bioko en los mapas europeos. La bautizó Formosa (hermosa). Sin embargo, pronto fue conocida por el nombre de su descubridor: Isla de Fernando Poo. El 1 de enero de 1472 los portugueses descubrieron la isla de Pagalú (actual Annobón), a la que llamaron Ilha do Annobom o Ano Bom (año bueno).
Hacia 1493, don Juan II de Portugal añadió a la serie de sus títulos reales el de Señor de Guinea y primer Señor de Corisco. Los portugueses colonizaron las islas de Bioko, Annobón y Corisco en 1494, las cuales convirtieron en «factorías» o puestos para el tráfico de esclavos.

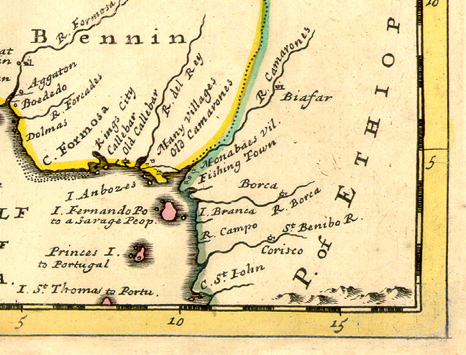
Mapa de 1729 mostrando el área geográfica del golfo de Guinea donde se desarrollan las culturas bubi, fang y benga, entre otras

En 1641 la Compañía Neerlandesa de las Indias Orientales se estableció sin el consentimiento portugués en la isla de Fernando Poo, centralizando desde allí temporalmente el comercio de esclavos del golfo de Guinea. Los portugueses volvieron a hacer acto de presencia en la isla en 1648, sustituyendo la Compañía holandesa por una propia, la Compañía de Corisco, dedicada al mismo tipo de comercio. Para tal fin construyeron una de las primeras edificaciones europeas en la isla, el fuerte de Punta Joko.
Desde Corisco, Portugal vendió mano de obra esclava con contratos especiales a Francia (a la que llegó a suministrar hasta 49 000 esclavos guineanos), España e Inglaterra entre 1713 y 1753. Los principales colaboradores fueron los bengas, pueblo dedicado a las razzias o apresamientos humanos, tarea en la que eran ayudados por pamues y nvikos.
Las islas permanecieron en manos portuguesas hasta marzo de 1778, tras el tratado de San Ildefonso (1777) y el de El Pardo (1778), por los que se cedían a España las islas, junto con derechos de trata esclavista y libre comercio en un sector de la costa del golfo de Guinea, entre los ríos Níger y Ogooué, así como la disputada Colonia del Sacramento, en Uruguay a cambio de la isla de Santa Catalina (sur de Brasil) en poder de los españoles. A partir de ese momento, el territorio español de la Guinea fue parte del Virreinato del Río de la Plata (fundado en 1776), hasta el desmembramiento definitivo de este con la Revolución de Mayo (1810) en Buenos Aires.

### Dominio español (1778-1968)

Evolución de las posesiones y reclamaciones españolas en el Golfo de Guinea (1778-1968)

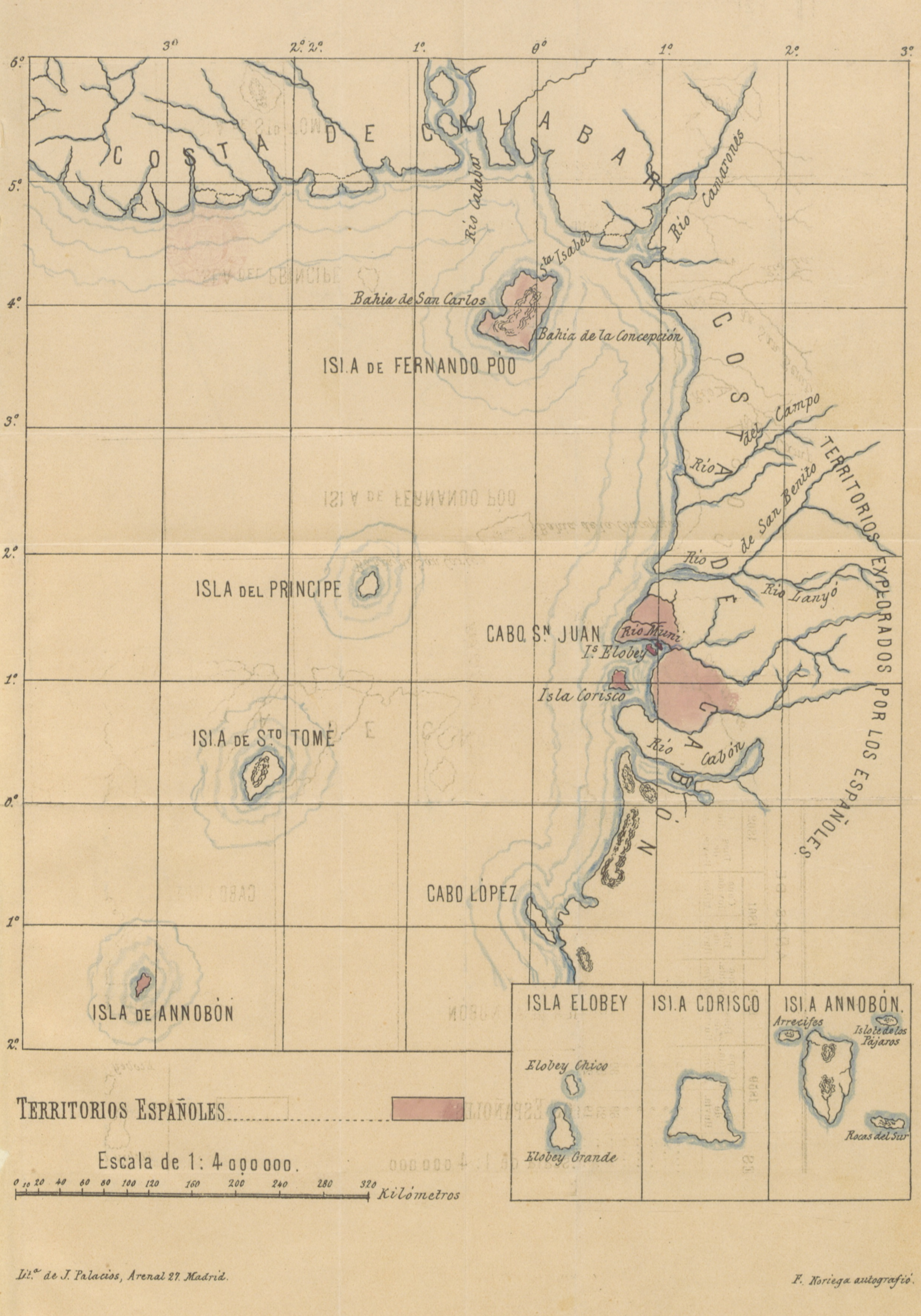
Mapa de las posesiones españolas en el Golfo de Guinea en 1897, antes del Tratado de París de 1900

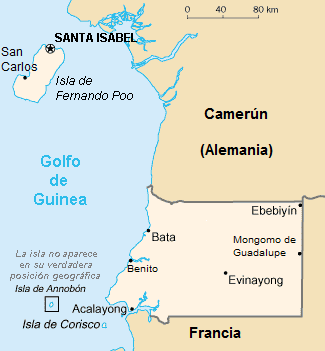
Fronteras acordadas con Francia en el Tratado de París de 1900 de los Territorios Españoles del Golfo de Guinea, luego renombrados como Guinea Española. Tras su independencia en 1968 Guinea Ecuatorial conserva esas fronteras con los países vecinos

El 17 de abril de 1778, el brigadier español Felipe José de los Santos Toro y Freyre, VII conde de Argelejo, salió de Montevideo rumbo a Fernando Poo, para tomar posesión de los territorios del golfo de Guinea en nombre de España, pero murió cuatro meses más tarde; tales territorios serían parte del Virreinato del Río de la Plata gobernado desde Buenos Aires, actual capital de Argentina.
El segundo gobernador fue Joaquín Primo de Rivera, que lo fue circunstancialmente del 14 de noviembre de 1778 al 30 de octubre de 1780, momento en el que la misión española decidió regresar, desentendiéndose de actuar en el territorio y abandonando el establecimiento de Concepción, primer y provisional centro administrativo.
Los británicos dominaron la isla de Fernando Poo entre 1827 y 1843 con el pretexto formal de «luchar contra el tráfico de esclavos» (aun cuando la posición británica en décadas anteriores había sido proclive a dicho tráfico). Así las cosas, se estableció en Fernando Poo la «Comisión de Represión de la Trata para la captura de barcos negreros y persecución de traficantes». En 1827 fue fundado el establecimiento de Port Clarence, posteriormente llamado Santa Isabel y hoy Malabo. En 1836 el navegante español José de Moros visitó la isla de Annobón, gobernada por Pedro Pomba. 

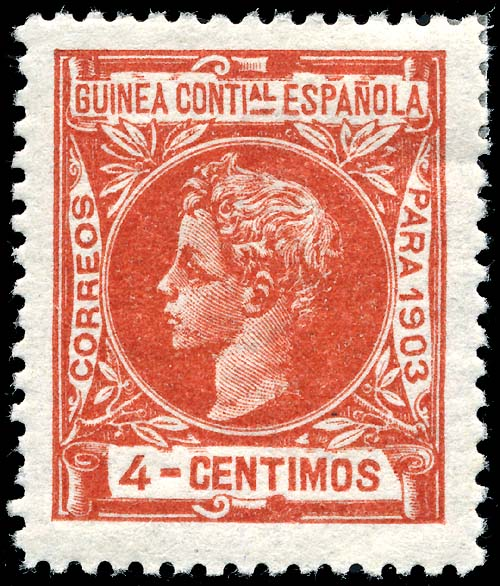
Sello postal de la Guinea Continental Española (1903)

En 1841, Gran Bretaña aún seguía interesada en dominar Fernando Poo, proponiendo la compra de la isla a España. El Congreso Español y la opinión pública lograron parar esta iniciativa. Para afianzar los derechos de España, se envió la expedición de Juan José Lerena y Barry, que en marzo de 1843 izó el pabellón español en Santa Isabel, recibiendo la sumisión de varios jefes locales, como Bonkoro I, rey de los bengas de la isla de Corisco.
El 13 de septiembre de 1845 se hace pública la Real Orden por la cual la reina Isabel II autoriza el traslado a la región de todos los negros y mulatos libres de Cuba que «voluntariamente» lo desearan.
A partir de 1855 se produce una agitada época de luchas internas entre los bengas por la cuestión de las jefaturas locales, luchas que terminan en 1858 con la llegada del primer gobernador español, Carlos de Chacón y Michelena, quien, en 1858, nombró teniente gobernador de Corisco a Munga I (enfrentado a Bonkoro II). De 1859 a 1875 dejó una guarnición española en la isla, que luego sería trasladada a la isla de Elobey Chico. Dentro de esta política de intervencionismo, en 1864 el gobernador Ayllón nombra rey de Elobey Grande al nativo Bodumba.
El 20 de junio de 1861 se publica la Real Orden por la que se convierte la isla de Fernando Poo en presidio español; en octubre del mismo año se dicta la Real Orden por la que, al no ofrecerse voluntariamente negros emancipados de Cuba para inmigrar a Guinea, se dispone que de no presentarse voluntarios se proceda al embarque, sin su consentimiento, de 260 negros cubanos, a los que se unirán posteriormente represaliados políticos.

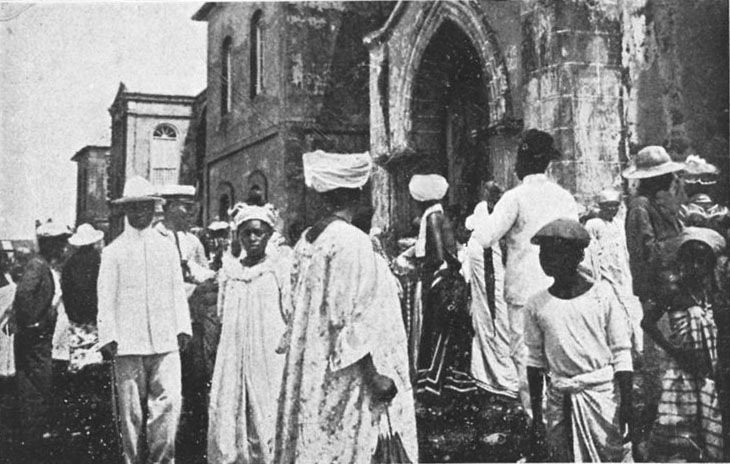
Bengas de Corisco (1910)

La región será ampliamente explorada por Manuel de Iradier y Bulfy, a cargo de dos expediciones (en 1875 y 1884) que también tendrá por misión acabar con los levantamientos de varias villas-estado fang. Durante el periodo 1887-1897, varios representantes españoles establecen relaciones con el rey Moka de Fernando Poo, quien en la segunda mitad del siglo XIX unificó a todos los clanes bubis (le seguirán Sas Ebuera entre 1899-1904 y Malabo entre 1904-1937, año este último en el que el rey fue encarcelado por las autoridades españolas). La porción continental, Río Muni, se convirtió en Protectorado en 1885 y en Colonia en 1900, año en el que un tratado firmado en París determinó los límites del territorio reconocido a España.
Al estallar la Primera Guerra Mundial en 1914 (en la que España se declaró neutral), Río Muni estaba totalmente rodeada por la colonia alemana de Camerún y no muy lejos del África ecuatorial francesa, de manera que cuando empezaron los combates entre las tropas coloniales, hubo miedo por parte de las autoridades españolas de que esos combates se trasladaran a Río Muni. Para solucionar el problema, el gobernador Ángel Barrera hizo instalar cuatro puestos militares (Mibonde, Micomiseng, Mongomo y Ebibeyin) muy simples (sin emisoras de radio o ametralladoras y con muy pocos soldados), pero que fueron suficientes para mostrar los límites simbólicos de la soberanía española y cumplieron su función, evitando la extensión de la guerra hacia la Guinea Continental. Posteriormente esas bases se convirtieron en focos de crecimiento comercial y desde allí se lanzaron ataques contra los fang que se resistían a la colonización.
El 30 de diciembre de 1916 España envió una compañía expedicionaria de infantería de marina para hacerse cargo de tropas alemanas que, procedentes de Camerún, se habían internado en la Guinea Española huyendo de la presión británica. El grueso volvió en 1917, quedándose oficiales junto a los internados hasta que acabó la guerra. En 1918, y con el conflicto mundial a punto de finalizar, ocurrió una rebelión indígena en el interior de Río Muni, que fue reprimida por las tropas coloniales españolas. No obstante, los conflictos armados que a menudo rebasaban las fronteras de la colonia convencieron a las autoridades para empezar una verdadera colonización del territorio. Al término de la Gran Guerra comenzarían a establecerse misiones, plantaciones y puestos militares a lo largo del interior del territorio guineano mientras se lanzaban expediciones para someter a las tribus.

#### Colonia de Guinea Española

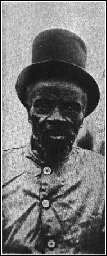
El rey Malabo I de Fernando Poo en 1930

Tanto el territorio insular como el continental fueron unidos en 1926 como la colonia de Guinea Española. Para esta época terminan de disolverse las estructuras previas tradicionales de los reinos nacionales locales, consolidándose la administración de corte europeo importada por los españoles.
Sin embargo, España carecía de la riqueza y el interés necesarios para desarrollar una infraestructura económica importante durante la primera mitad del siglo XX. No obstante, España desarrolló grandes plantaciones de cacao en la isla de Fernando Poo con miles de peones de la vecina Nigeria.
En 1936 cuando, iniciada ya la guerra civil española, se unió al Alzamiento contra la República, provocando la efímera Toma de Guinea. En 1942, se desarrolló en territorio ecuatoguineano la llamada Operación Postmaster.

#### Provincias españolas

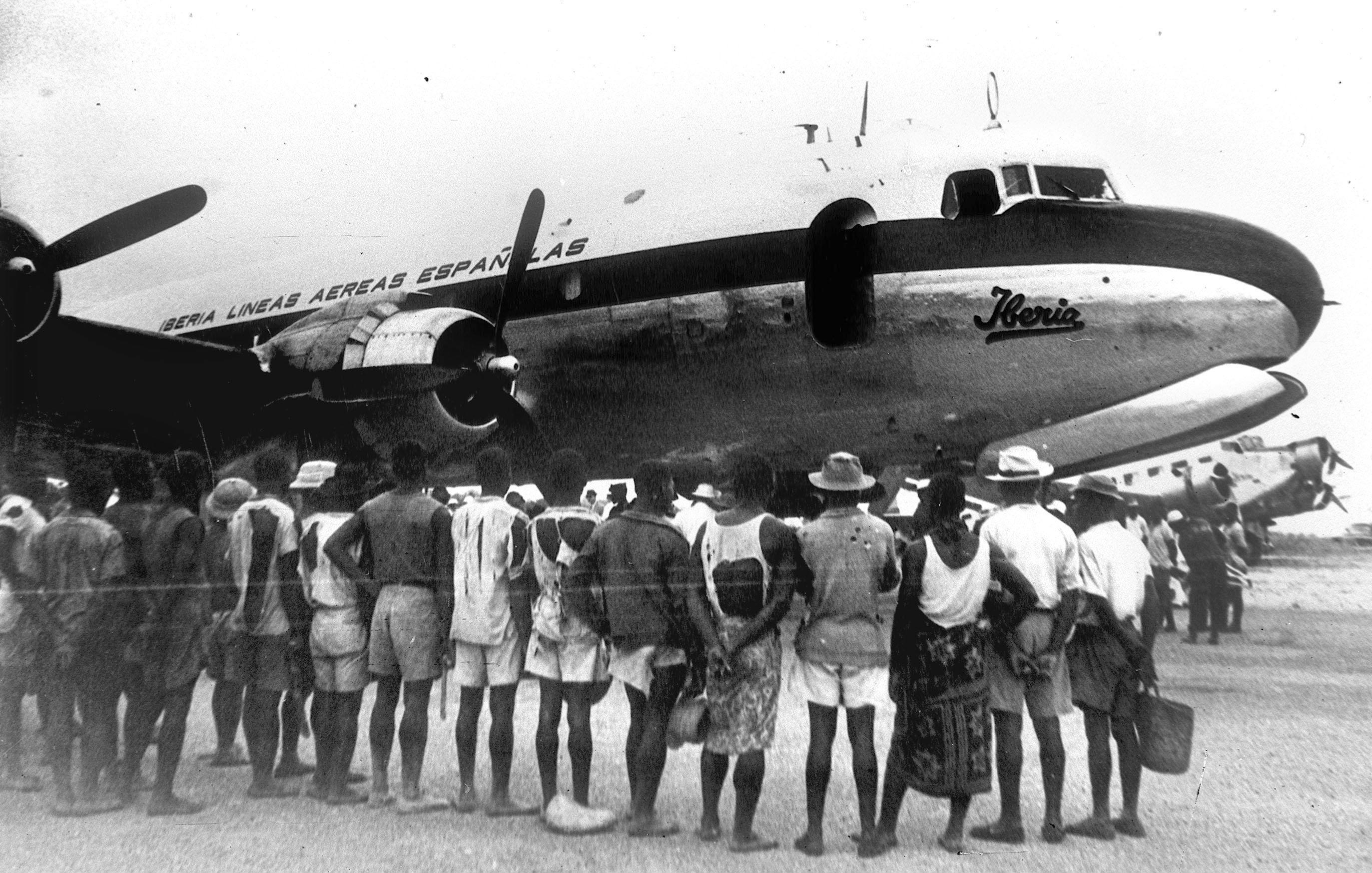
Vuelo inaugural con Iberia de Madrid a Bata, año 1941

Hasta 1956, las islas de Fernando Poo y Annobón, formaron parte del Territorio de Guinea Española. El 21 de agosto de 1956 dichos territorios fueron organizados con el nombre de Provincia del Golfo de Guinea. Durante este periodo empiezan a surgir tímidamente los primeros movimientos independentistas en el país, como el liderado por Acacio Mañé Ela.
En 1959 los territorios españoles del golfo de Guinea adquirieron el estatus de provincias españolas ultramarinas, similar al de las provincias metropolitanas. Por la ley de 30 de julio de 1959, adoptaron oficialmente la denominación de Región Ecuatorial Española y se organizó en dos provincias: Fernando Poo y Río Muni. Como tal, la región fue regida por un gobernador general ejerciendo todos los poderes civiles y militares. Las primeras elecciones locales se celebraron en 1960, y se eligieron los primeros procuradores en cortes ecuatoguineanos.

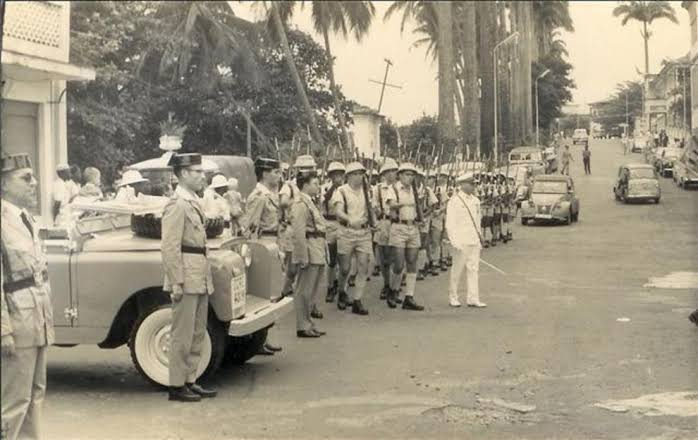
Infantería de Marina en Guinea Ecuatorial 1964

El 15 de diciembre de 1963, el Gobierno español sometió a referéndum entre la población de estas dos provincias un proyecto de Bases sobre Autonomía, que fue aprobado por abrumadora mayoría. En consecuencia, estos territorios fueron dotados de autonomía, adoptando oficialmente el nombre de Guinea Ecuatorial, con órganos comunes a todo el territorio (Asamblea General, Consejo de Gobierno y Comisario General) y organismos propios de cada provincia. Aunque el comisionado general nombrado por el gobierno español tenía amplios poderes, la Asamblea General de Guinea Ecuatorial tenía considerable iniciativa para formular leyes y regulaciones. Su primer y único presidente fue Bonifacio Ondó Edu.
En noviembre de 1965, la IV Comisión de la Asamblea de la ONU, aprobó un proyecto de resolución en el que se pedía a España que fijase lo antes posible la fecha para la independencia de Guinea Ecuatorial. En diciembre de 1966 el Consejo de Ministros del Gobierno español acordó preparar la Conferencia Constitucional. En octubre de 1967 se inauguró dicha Conferencia, presidida por Fernando María Castiella, ministro español de Asuntos Exteriores; al frente de la delegación guineana figuraba Federico Ngomo.

### Estado independiente (1968-presente)

#### Proclamación de la independencia (1968)

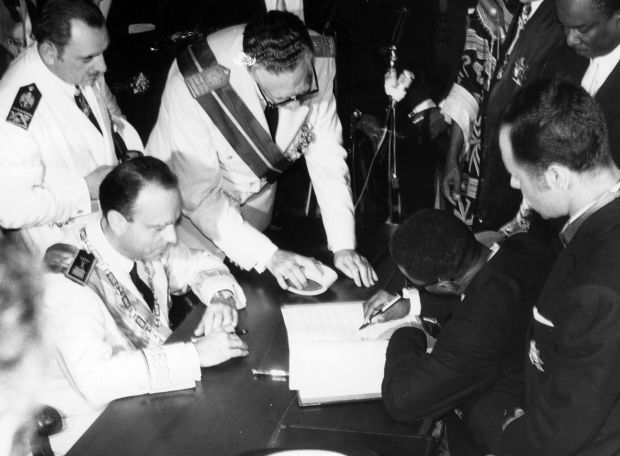
Firma de la independencia de Guinea Ecuatorial por el entonces ministro español Manuel Fraga junto al nuevo presidente Macías Nguema el 12 de octubre de 1968

En marzo de 1968, bajo la presión de los nacionalistas ecuatoguineanos y de las Naciones Unidas, España anunció que concedería la independencia. Se formó una Convención Constituyente que produjo una ley electoral y un borrador de constitución. Terminada la segunda fase de la Conferencia Constitucional (17 de abril-22 de junio de 1968) se llevó a cabo la consulta. El referéndum sobre la constitución se produjo el 11 de agosto de 1968, bajo la supervisión de un equipo de observadores de las Naciones Unidas. Un 63 % del electorado votó a favor de la nueva constitución, que preveía un gobierno con una Asamblea General y un Tribunal Supremo con jueces nombrados por el presidente.
El 22 de septiembre se celebraron las primeras elecciones presidenciales y ninguno de los cuatro candidatos obtuvo mayoría absoluta. Una semana después fue elegido presidente de Guinea Ecuatorial Francisco Macías Nguema; su inmediato seguidor en la elección fue Bonifacio Ondó Edu.
En septiembre de 1968, Francisco Macías Nguema fue elegido primer presidente de Guinea Ecuatorial con el apoyo de movimientos nacionalistas como el IPGE (Idea Popular de la Guinea Ecuatorial), parte del MONALIGE (Movimiento Nacional de Liberación de Guinea Ecuatorial) y el MUNGE (Movimiento de Unión Nacional de Guinea Ecuatorial). La independencia de Guinea Ecuatorial se proclamó el 12 de octubre de 1968. El país adoptó el nombre de República de Guinea Ecuatorial. Fue admitida en la ONU como miembro 126 de la Organización.
Decreto de independencia de Guinea Ecuatorial, parte dispositiva:

Artículo primero. Se reconocen los resultados electorales proclamados por la Comisión Electoral de Guinea, con fecha de dos de octubre del corriente año, y en su virtud se tiene al excelentísimo señor don Francisco Macías Nguema como presidente electo de la República de Guinea Ecuatorial.

Artículo segundo. Se declara independiente el territorio de Guinea Ecuatorial, a partir de las doce horas del día doce de octubre del corriente año, en cuyo momento tendrá lugar la ceremonia de entrega de poderes al presidente electo de la República de Guinea Ecuatorial.

Así lo dispongo por el presente Decreto, dado en Madrid a nueve de octubre de mil novecientos sesenta y ocho.
Decreto 2467/1968, de 9 de octubre, por el que se concede la independencia a Guinea Ecuatorial

Francisco Franco, Boletín Oficial del Estado, 11 de octubre de 1968

En enero de 1969, el líder de la oposición a Macías, Bonifacio Ondó Edu, que estaba sometido a arresto domiciliario, fue asesinado. Aumentó la inestabilidad en el país.
En marzo de 1969, Macías anunció que había dominado un intento de golpe de Estado encabezado por el opositor Atanasio Ndongo (las versiones varían: aunque algunos autores aseguran que nunca había existido, otros afirman que el intento se produjo). El presidente ecuatoguineano aprovechó este pretexto para acabar con toda la oposición e instaurar una siniestra dictadura. Los seguidores de Atanasio Ndongo fueron arrestados o asesinados. El fallido golpe o falso golpe generó una ola de indignación popular antiespañola (estimulada por el gobierno), por lo que la comunidad española se sintió amenazada. Toda esta situación se tradujo en una crisis diplomática entre España y Guinea Ecuatorial.
El 28 de marzo de 1969 se reembarcaron las tropas españolas estacionadas en Río Muni. Ocurrirá lo mismo el 5 de abril abandonando la isla de Fernando Poo. La presencia española en Guinea Ecuatorial había terminado.

#### Dictadura de Macías (1968-1979)

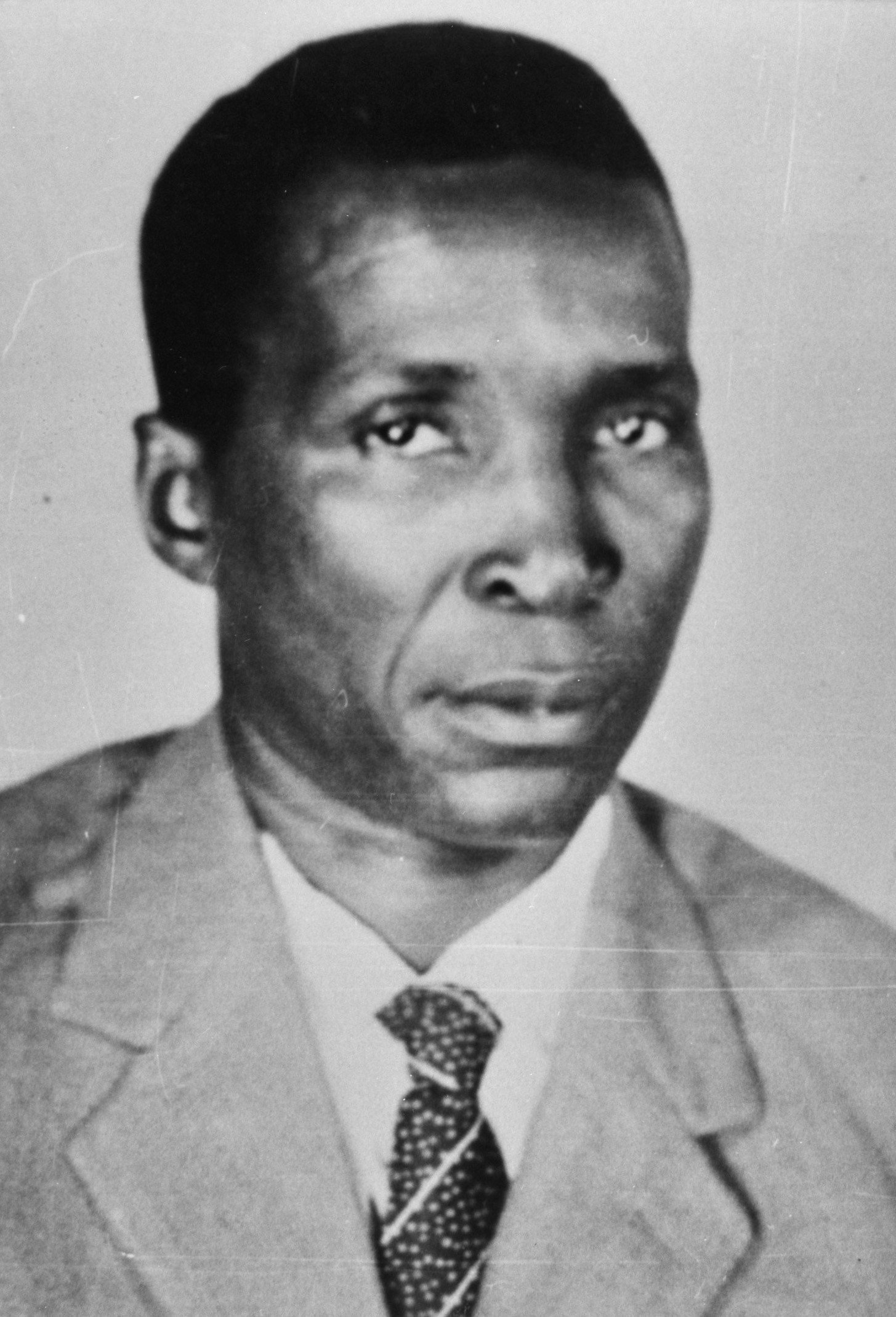
Francisco Macías Nguema, primer presidente de Guinea Ecuatorial en 1968 y que se transformó en un dictador hasta que fue derrocado en 1979

Macías no tardó mucho en concentrar en su persona todos los poderes del Estado: en julio de 1970 creó un régimen de partido único, el PUNT (Partido Único Nacional de los Trabajadores); en mayo de 1971 partes cruciales de la Constitución fueron abrogadas; y en julio de 1972 se autoproclamó presidente vitalicio.
En julio de 1973 promulgó una nueva Constitución (la segunda del país), realizada a su medida, que creaba un Estado unitario, anulando el estatus anterior de federación entre Fernando Poo y Río Muni. Llevó a cabo una represión implacable contra sus oponentes políticos, que eran liquidados en las cárceles mediante simple y brutal apaleamiento. A causa de sus métodos dictatoriales, más de 100 000 personas escaparon a países vecinos; al menos 50 000 de los que permanecieron en el país murieron, y otros 40 000 fueron sentenciados a trabajos forzados.
El régimen de Macías se caracterizó por el abandono de todas las funciones gubernamentales a excepción de la seguridad interna. Debido al robo, la ignorancia y la negligencia, la infraestructura del país —eléctrica, de suministro de agua, carreteras, transportes y salud— cayeron en la ruina. La religión católica fue reprimida y el sistema educativo cerrado. Los peones nigerianos bajo contrato, que llevaban a cabo el grueso del trabajo en las plantaciones de cacao de Bioko, fueron deportados en masa a principios de 1976. La economía ecuatoguineana se hundió y los ciudadanos más cualificados y los extranjeros dejaron el país.
Las escuelas fueron cerradas en 1975 y el culto católico y toda forma de cristianismo fue prohibida en junio de 1978. Nguema puso en práctica una campaña de africanización toponímica, imitando superficialmente el movimiento sociocultural de la negritud, reemplazando los nombres hispanos con nombres nativos: la capital Santa Isabel se convirtió en Malabo, la isla de Fernando Poo fue rebautizada como Masie Nguema Biyogo en memoria del propio dictador, y Annobón se convirtió en Pagalu. Como parte del mismo proceso se ordenó a toda la población que cambiara sus nombres europeos por nombres africanos. El propio nombre del dictador sufrió varias transformaciones, de forma que al final de su gobierno se le conocía como Masie Nguema Biyogo Ñegue Ndong.

#### Dictadura de Teodoro Obiang (1979-presente)

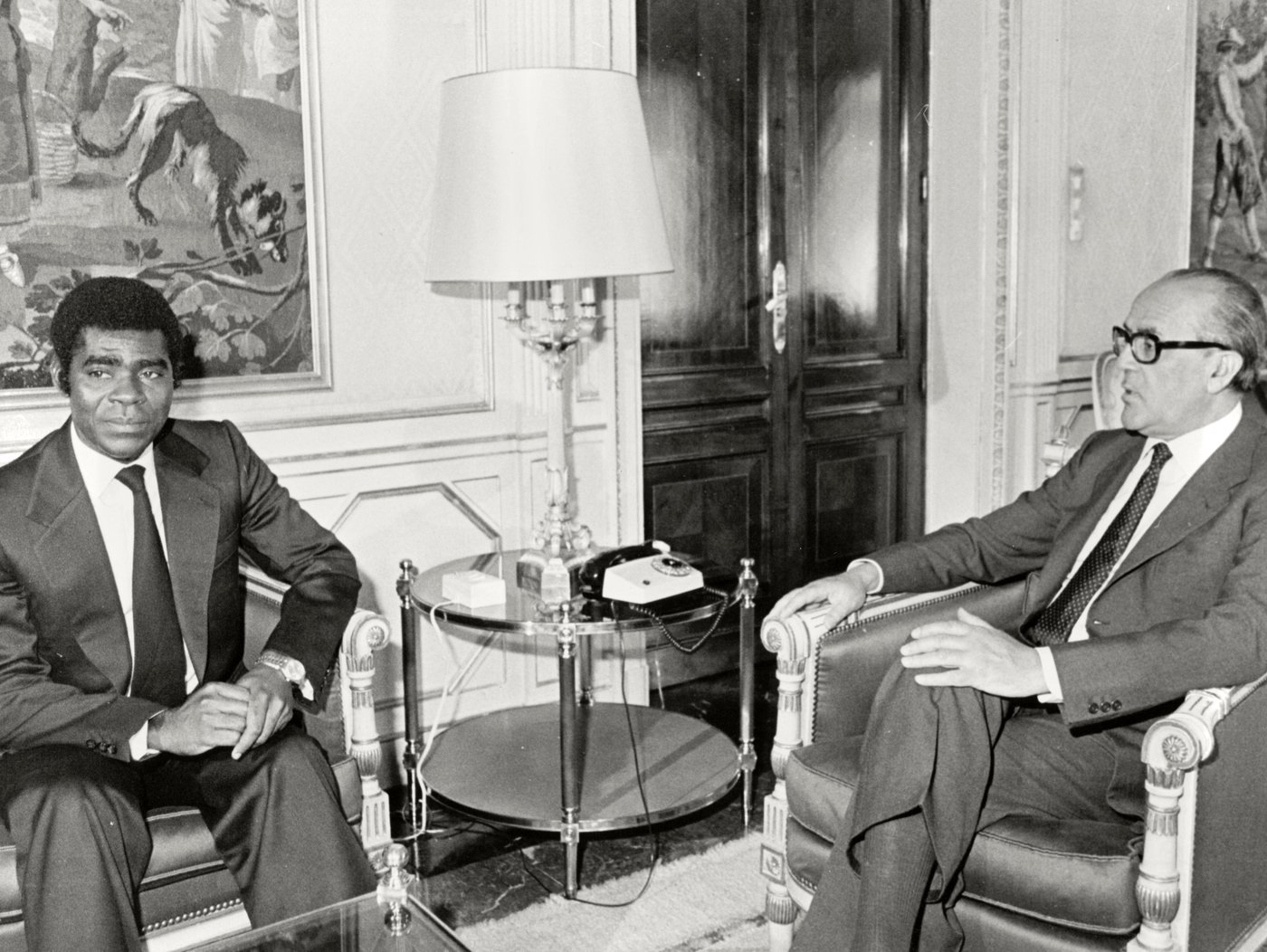
El entonces presidente del gobierno español Leopoldo Calvo Sotelo se reúne con Teodoro Obiang en Madrid en 1982

El 3 de agosto de 1979, Macías fue derrocado por un golpe de Estado liderado por su sobrino, el teniente coronel Teodoro Obiang Nguema, que había sido alcaide de la siniestra prisión Playa Negra. Macías fue juzgado y ejecutado, en tanto que se constituía un Consejo Supremo Militar presidido por el propio Obiang. Las islas fueron renombradas Bioko y Annobón. El nuevo régimen tenía ante sí una labor ingente: las arcas del Estado estaban vacías y la población era apenas un tercio de la que había en el momento de la independencia.
En julio de 1982, dicho Consejo nombró a Obiang presidente de la República para un periodo de siete años, al tiempo que se promulgaba una nueva constitución (la tercera del país), aprobada en referéndum (15 de agosto de 1982). El Consejo Supremo Militar se disolvía en octubre de 1982. Poco después, el 19 de diciembre de 1983, Guinea Ecuatorial se adhirió a la Comunidad Económica de los Estados de África Central (CEMAC), y un poco más tarde a la Comunidad Económica y Monetaria de África Central, por lo que en 1985 adoptó el franco CFA como moneda. En 1983 y 1988 tuvieron lugar elecciones parlamentarias, a las que concurrió una sola lista de candidatos. En 1987, Obiang había anunciado la formación del Partido Democrático de Guinea Ecuatorial (PDGE) con vistas a las elecciones presidenciales que se celebrarían en 1989. Candidato único, Obiang resultó reelegido. Sin embargo, no logró que el país saliera de la profunda crisis económica en la que se encontraba sumido.
En 1991 se inicia una tímida democratización, indispensable para que continuara la ayuda económica de España, Francia y otros países. En noviembre se aprueba en referéndum una nueva constitución (la cuarta del país) que establecía un sistema de representación parlamentaria para los partidos políticos que fuesen legalizados. Ante el anuncio de esta tímida apertura, muchos opositores políticos regresaron al país, solo para ser encarcelados por Obiang (enero-febrero de 1992).
Aunque algunos meses después fueron legalizadas diversas formaciones políticas de la oposición. Sin embargo, en las elecciones legislativas de 1993 fueron prohibidos diez de los catorce partidos inscritos, lo que se tradujo en una abstención de voto en torno al 80 %. Los resultados oficiales dieron como ganador al PDGE, con lo que Obiang siguió en el poder como jefe de Estado y de Gobierno. Tras estas elecciones, el régimen no solo no se democratizó, sino que en 1995 el líder opositor Severo Moto Nsá fue encarcelado bajo la acusación de corrupción y calumnias. Tampoco se permitió participar en las elecciones presidenciales de febrero de 1996 al candidato de la Plataforma de Oposición Conjunta (POC), Amancio Nsé, utilizando para ello una ley electoral hecha a medida del presidente. Consecuentemente Obiang fue reelegido con el 98 % de los votos.
El año 1996 fue un año crucial para la evolución futura del país. Ese año la multinacional estadounidense Mobil comenzó la extracción de petróleo en el territorio ecuatoguineano, lo que repercutiría en un aumento considerable de ingresos para el país.

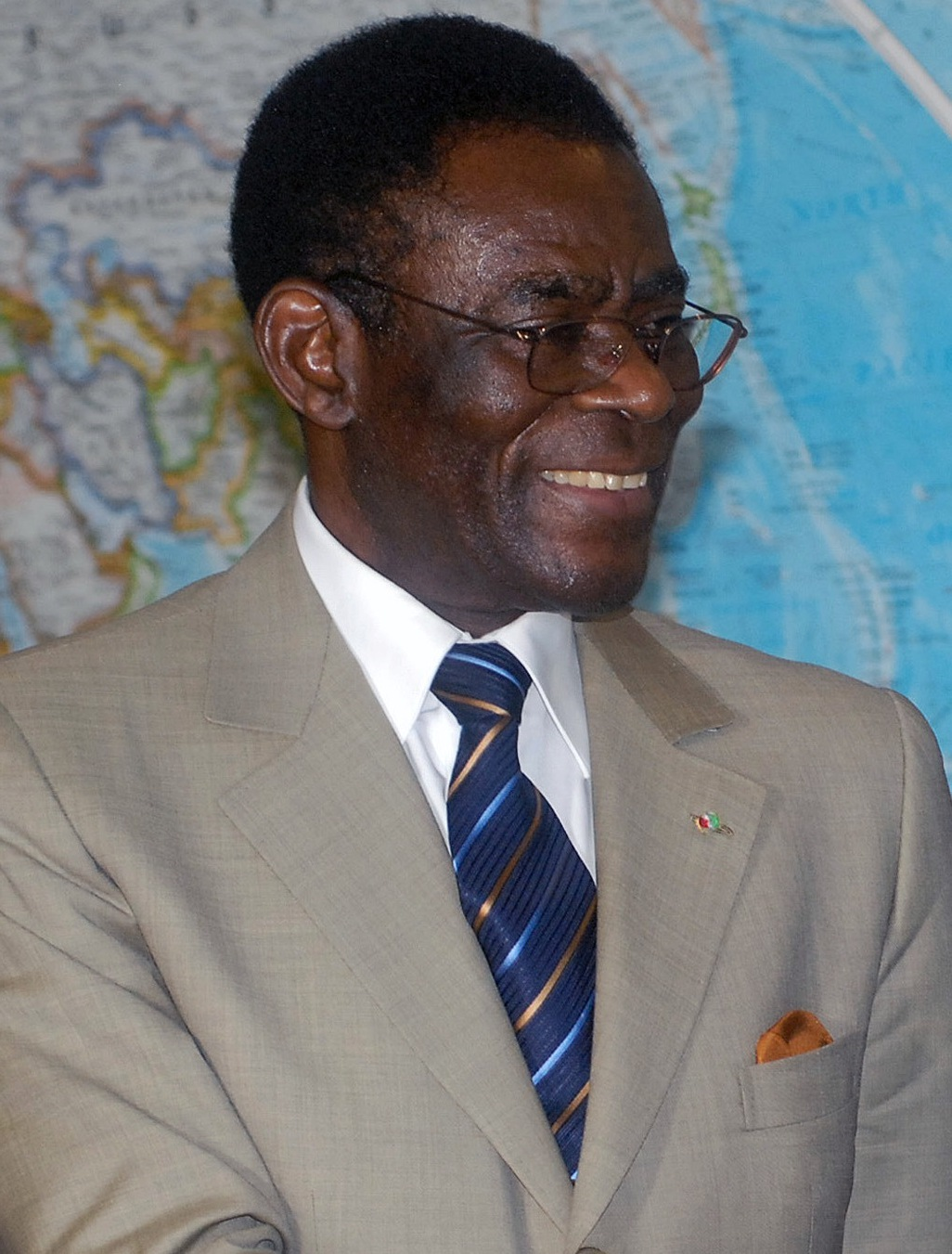
El presidente Teodoro Obiang en 2008

Las elecciones de 1996 fueron fuertemente cuestionadas internacionalmente. Para contrarrestar las críticas, Obiang nombró un nuevo gobierno en el que figuras de la oposición ocupaban algunos cargos menores. En 1998 se lleva a cabo un juicio sin ninguna garantía procesal contra 117 miembros de la etnia bubi (la familia Nguema pertenece a la etnia fang, mayoritaria en el país) cercanos al grupo opositor MAIB (Movimiento por la Autodeterminación de la Isla de Bioko), implicados presuntamente en un intento de magnicidio, la revuelta bubi de 1998. El simulacro de juicio terminó con quince condenas a muerte.
Las elecciones legislativas de marzo de 1999 vieron un nuevo triunfo aplastante del partido del presidente, el PDGE (que pasó de 68 a 75 escaños en una cámara de 80). Los principales partidos de la oposición, la Convergencia para la Democracia Social (CPDS) y la Unión Popular (UP), que obtuvieron cuatro y un escaños respectivamente, rechazaron tomar posesión de ellos.

#### Década de 2000
Las elecciones locales de mayo de 2000 supusieron otro triunfo arrollador del PDGE, Partido Democrático de Guinea Ecuatorial, que controló así todos los municipios importantes del país. Los principales partidos de la oposición calificaron las elecciones como amañadas y las boicotearon.
En las elecciones presidenciales de diciembre de 2002, pese a las denuncias de fraude de la oposición, Obiang fue reelegido, revalidando su mandato otros siete años (hasta 2009).
En 2003 se formó un Gobierno de Guinea Ecuatorial en el Exilio, dirigido por Severo Moto. Según parece, contrataron a una empresa con sede en las Islas del Canal para derrocar al gobierno de Obiang. En marzo de 2004, 64 presuntos mercenarios fueron detenidos en el aeropuerto de Harare (Zimbabue) después de que ocultaran datos sobre la carga y la tripulación. En 2004, el hijo de la ex primera ministra británica Margaret Thatcher, Mark Thatcher, fue arrestado en Sudáfrica bajo el cargo de colaborar con un fallido intento de golpe de Estado.
Gracias a los ingresos petroleros, cuya producción se ha multiplicado por diez en los últimos años, Guinea Ecuatorial ha experimentado tasas de crecimiento del 33 %. Sin embargo, tal afluencia de riqueza no está sirviendo para mejorar las condiciones económicas de la población, sino que han servido para otorgar cierta «legitimidad» internacional al régimen con visitas de representantes de los gobiernos de EE. UU. y España, entre otros. Guinea Ecuatorial es el tercer productor de crudo del África subsahariana (tras Angola y Nigeria).
En 2003 el presidente George Walker Bush reanudó las relaciones diplomáticas con el gobierno ecuatoguineano, que se habían interrumpido en 1995 cuando el embajador del presidente Bill Clinton, al querer promover la causa de los derechos humanos, fuera amenazado de muerte y conminado a dejar el país.
El gobierno de Teodoro Obiang Nguema está considerado como uno de los más represores del mundo, según organizaciones internacionales de derechos humanos como Amnistía Internacional y Human Rights Watch.[cita requerida] Específicamente se han denunciado las desapariciones de activistas, la tortura, la falta de libertad de prensa, la falta de garantías jurídicas reales, la manipulación de los procesos electorales y el extremadamente desigual reparto de la riqueza del país.[cita requerida]

#### Década de 2010
En 2011 el gobierno anunció la creación de una nueva capital para el país, Ciudad de la Paz.

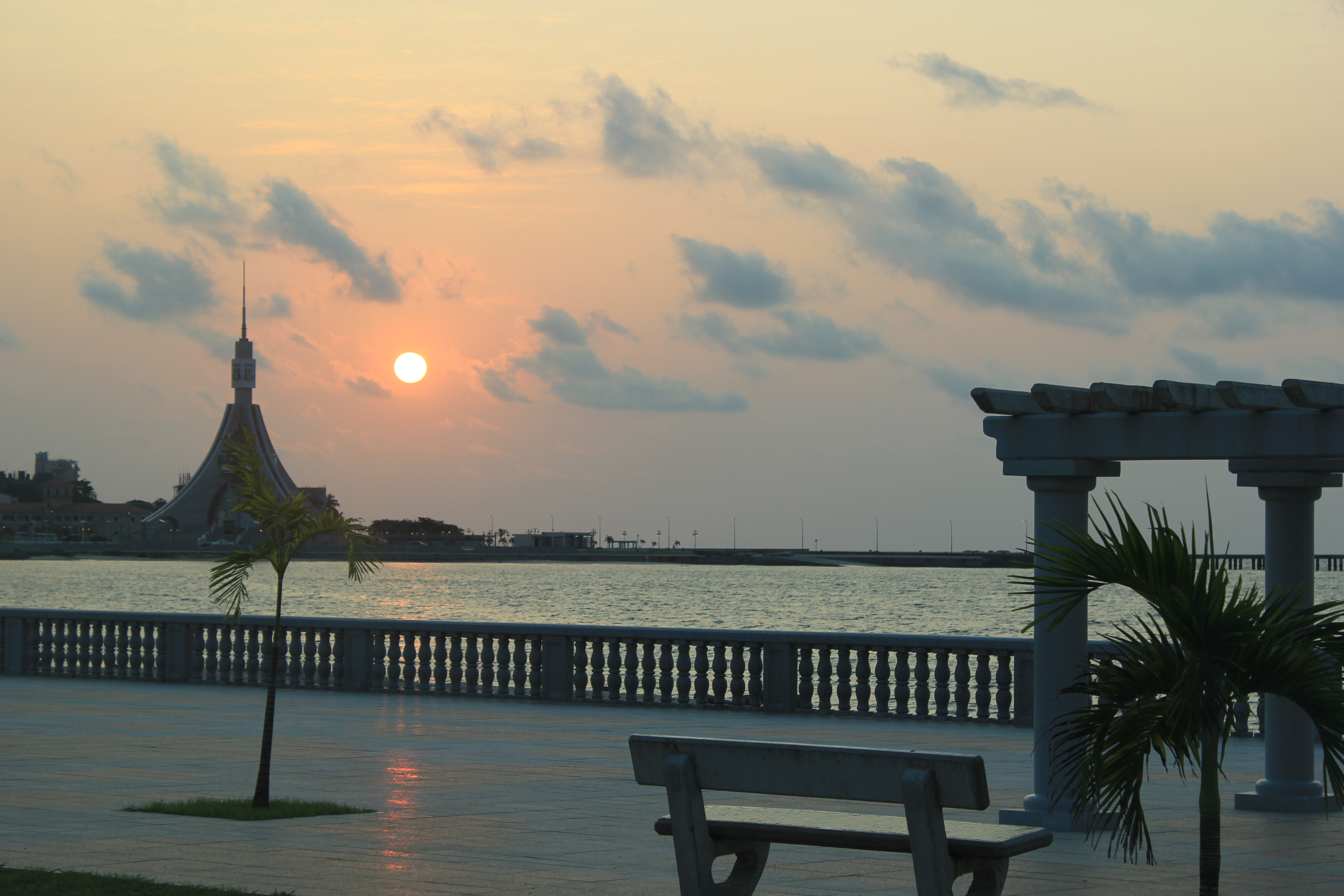
Torre de La Libertad inaugurada en 2011 en Bata construida para conmemorar la independencia del país

En 2011 se celebra un referéndum constitucional, en el cual se aprueban reformas como la restitución del cargo de vicepresidente, la creación del Senado y la limitación del mandato presidencial a dos periodos.
El 20 de julio de 2012, la CPLP rechazó de nuevo la solicitud de Guinea Ecuatorial para ser considerada miembro de pleno derecho.
En las elecciones legislativas de 2013, el PDGE obtuvo 69 de 70 escaños en el Senado y 99 de 100 parlamentarios en la Cámara de los Diputados. La CPDS denunció los comicios como fraudulentos.
El 24 de abril de 2016 tuvieron lugar nuevas elecciones presidenciales, en las que Obiang obtuvo un 93,5 %.
Ese mismo año el vicepresidente Teodorín Nguema Obiang fue condenado en París a una pena suspendida de tres años de cárcel y 30 millones de euros de multa por corrupción. Además, todos sus palacios en Francia y 17 coches de lujo fueron incautados.
Las elecciones legislativas de 2017 resultaron en un nuevo triunfo para el PDGE, que obtuvo la totalidad de los senadores y 99 de los 100 diputados, correspondiéndole el escaño restante al partido Ciudadanos por la Innovación (CI). Este partido fue acusado poco después de organizar un golpe de Estado y en consecuencia 146 de sus militantes fueron sometidos a un juicio en febrero de 2018. La sentencia del juicio se dio a conocer el 26 de febrero. 36 acusados (incluyendo el diputado del partido Jesús Mitogo Oyono) fueron condenados a 26 años de prisión (en un principio se informó erróneamente que las penas eran de 44 años). Pese a que gran parte de los procesados fueron absueltos, también la sentencia incluyó la ilegalización de CI. CI anunció su intención de recurrir la sentencia, lo cual finalmente concretó interponiendo un recurso de casación ante la Corte Suprema de Justicia.

En un comunicado oficial desde España, el Partido Popular, el Partido Socialista Obrero Español, Unidos Podemos, En Comú Podem, Ciudadanos y el Partido Nacionalista Vasco denunciaron la persecución al partido opositor y exigieron el "respeto a los derechos humanos, a las libertades públicas y a las normas elementales de la democracia". El gobierno español se puso en contacto con Gabriel Nsé Obiang (líder de CI) y aseguró mantener un diálogo constante con la oposición guineana para promover la democracia. En marzo de 2018, el senador español Carles Mulet García de Compromís redactó una pregunta en el Senado de España, respondida por el Gobierno Español en mayo del mismo año, alusiva a los hechos relacionados con CI acontecidos en Guinea Ecuatorial. En contraste, el PDGE justificó las condenas, lo cual fue repudiado por CI.

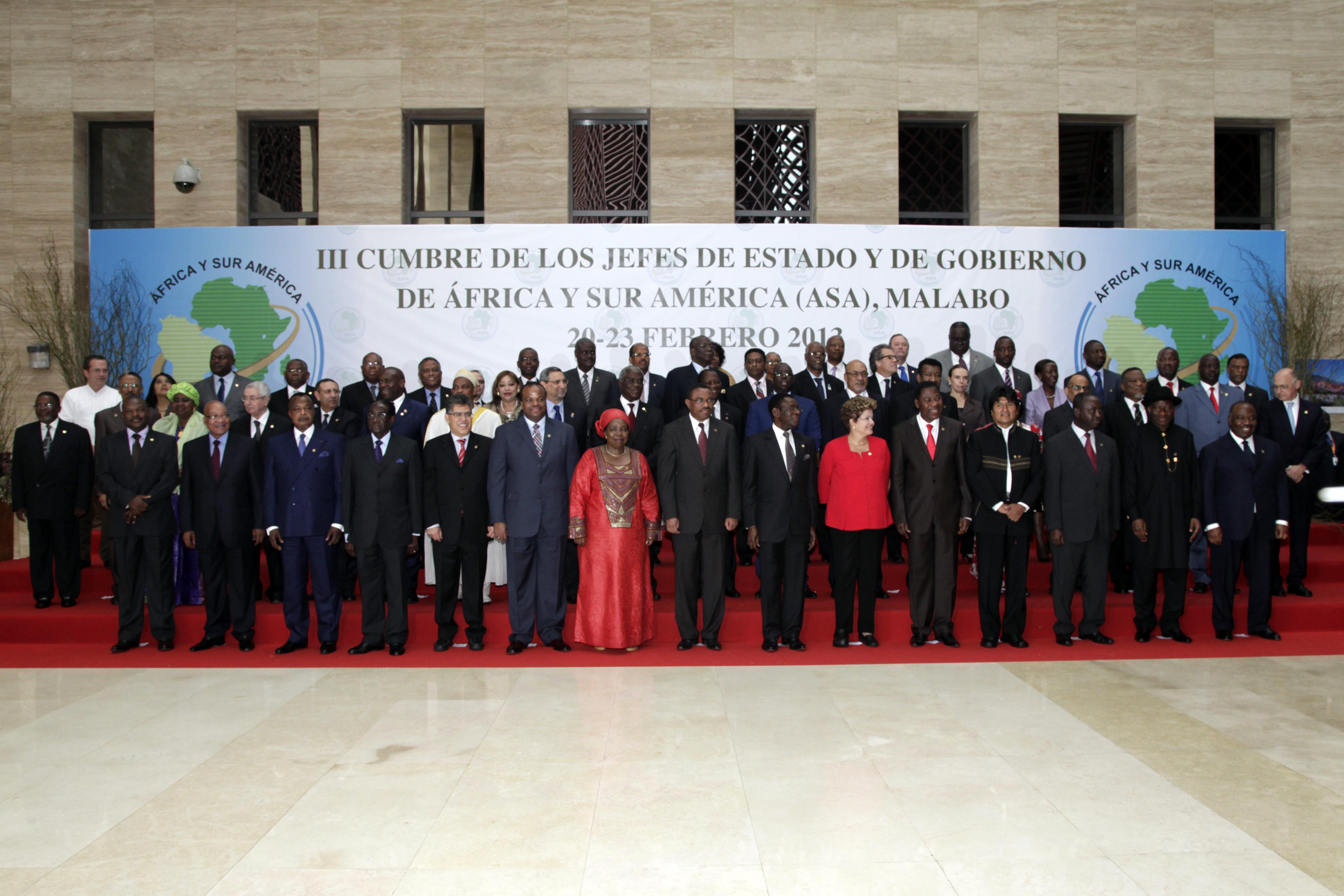
Cumbre de jefes de Estado de África y América del Sur en Malabo en 2013

En abril de 2018 Guinea Ecuatorial organizó el llamado "Coloquio Internacional sobre los Derechos Humanos y la Sociedad Civil", en el que participaron embajadores, expertos internacionales y jefes de misiones diplomáticas. Dicho evento fue criticado por partidos opositores como CI, dada la situación política del país. El 2 de mayo de 2018 inició el juicio del recurso de casación interpuesto por el partido para revocar su ilegalización. Dicho proceso estuvo a cargo de los abogados Fabián Nsue y Ponciano Mbomio.
La sentencia definitiva fue dictada el 7 de mayo, y confirmó tanto la ilegalización de CI como las condenas a sus militantes. CI se mostró en desacuerdo con el veredicto y acusó al sistema judicial guineano de estar manipulado por el gobierno. La ilegalización de CI también fue condenada por la Convergencia para la Democracia Social (CPDS).
El 17 de mayo, la secretaría general de CI María Jesús Mene Bopabote viajó a Bruselas y fue recibida por las instituciones de la Unión Europea, presentando un expediente sobre las violaciones a los derechos humanos cometidas por el gobierno.
El 23 de mayo, el presidente Obiang se reunió con una delegación española liderada por el secretario de Estado de Asuntos Exteriores Ildefonso Castro López, quien trasladó el deseo del Gobierno español de acompañar a las autoridades y al pueblo de Guinea Ecuatorial en el 50 aniversario de su independencia. Castro también se entrevistó con los opositores Andrés Esono Ondó (líder de la Convergencia para la Democracia Social) y Avelino Mocache (líder de la Unión de Centro Derecha), con quienes conversó sobre la situación política ecuatoguineana.
En junio de 2018, la Corte Internacional de Justicia aceptó determinar si fueron correctas las expropiaciones de varias propiedades al vicepresidente Nguema Obiang por parte de las autoridades francesas, durante su proceso judicial. El 7 de junio, CI presentó interpuso un recurso de amparo ante el Tribunal Constitucional por considerar que la condena ratificada en su contra violaba la Ley Fundamental de Guinea Ecuatorial.
El 11 de junio Obiang convocó una Mesa de Diálogo Nacional (la sexta en la historia del país) para el mes de julio y en la que podrían participar todos los partidos políticos legalizados y no legalizados del país, así como formaciones opositoras en el exilio. Dicha convocatoria fue recibida con optimismo por CI (si bien criticó al gobierno por no explicar el contenido del proyecto) y con escepticismo por CPDS. El proceso fue convocado por decreto presidencial el 13 de junio. Se estableció como fecha de celebración del acto el periodo comprendido entre el 16 y el 21 de julio. CI y CPDS pusieron como condición para participar del proceso la liberación de los presos políticos, la participación de la sociedad civil y la presencia de la comunidad internacional.
El gobierno de Obiang accedió a este último punto invitando al Diálogo a personalidades extranjeras, sin embargo no permitió la participación de CI argumentando su previa ilegalización. CI condenó mediante un comunicado la actitud del gobierno. Por su parte, el Partido del Progreso de Guinea Ecuatorial calificó al Diálogo Nacional como un "engaño" de Obiang. La Unión para la Democracia y el Desarrollo Social (UDDS) y la Fuerza Demócrata Republicana (FDR) pusieron una serie de condiciones para participar. La Coordinadora Nacional de Organizaciones de la Sociedad Civil felicitó a Obiang por la convocatoria, al igual que hizo Naciones Unidas, organismo que además anunció que enviaría un observador al evento. La Coalición CORED, formación en el exilio, manifestó su intención de participar por videoconferencia.

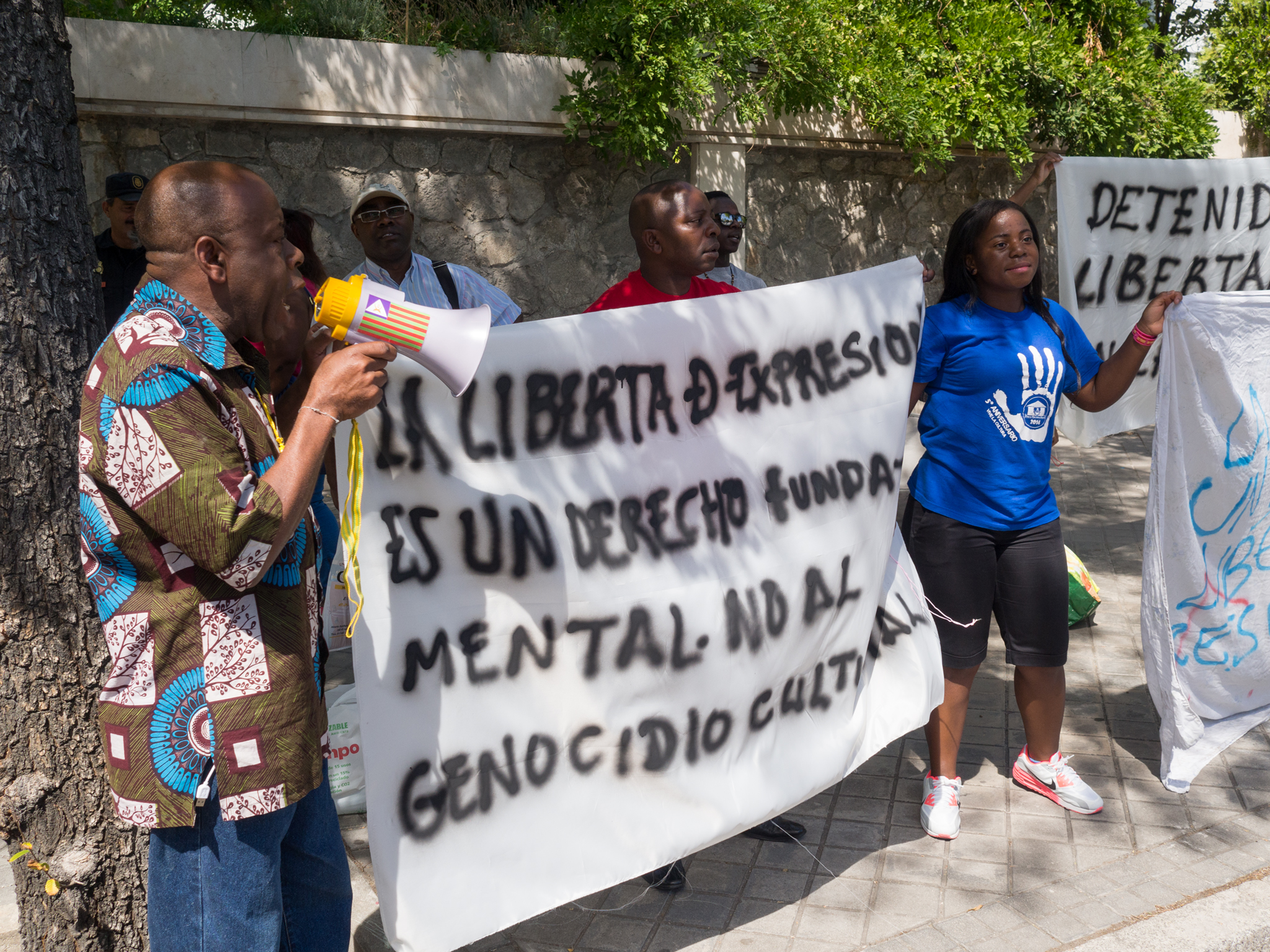
Protesta Contra la persecución a la Cultura Bubi frente a la Embajada de Guinea Ecuatorial en Madrid en 2015

El 4 de julio, el gobierno de Obiang anunció una amnistía general para todos los presos políticos en miras a la Mesa de Diálogo convocada por el gobierno semanas antes. CI, la CPDS y la FDR valoraron de forma positiva la medida, pero denunciaron las arbitrariedades del régimen. De forma similar se pronunciaron el Gobierno de España y Amnistía Internacional. El gobierno guineano criticó al gobierno español por una actitud a la que calificó de "injerencia".
Días después de ser sancionado el decreto de amnistía, la oposición denunció que aún no se había puesto en práctica. CPDS también criticó la organización de la Mesa de Diálogo, que a su juicio excluía a los partidos opositores. El Diálogo Nacional comenzó el día 16 de julio en el Palacio de Conferencias de Sipopo con la participación de 17 partidos políticos (incluido CPDS) y la ausencia de CI, que lamentó su exclusión.
En vísperas del inicio del evento, la Unión Europea pidió participar como observador. Durante el desarrollo del evento, los partidos opositores volvieron a denunciar el incumplimiento de la amnistía y la permanencia en prisión de varios magistrados de la Corte Suprema, uno de los cuales falleció en prisión. La CPDS incluso pidió la dimisión del Gobierno y el establecimiento de un gobierno de transición, propuesta que fue rechazada por el Ejecutivo. La Mesa de Diálogo fue finalmente extendida hasta el 23 de julio, en espera a que los participantes cerrasen acuerdos. Tras la clausura del proceso, se llegaron a acuerdos tales como mayor respeto a los derechos humanos, proyectos sobre asuntos culturales y construcción de escuelas públicas.
El Gobierno valoró positivamente la Mesa de Diálogo, y el presidente Obiang declaró sentirse satisfecho y alentado con el resultado de la misma. No obstante, partidos opositores como la CPDS y la Unión de Centro Derecha (UCD) consideraron el proceso como infructífero y se negaron a firmar el documento de acuerdos final. Días después se celebró una reunión entre gobierno y partidos políticos en la cual las autoridades intentaron convencer sin éxito a CPDS y UCD de firmar el documento. CI también valoró los resultados de la Mesa de Diálogo como un fracaso, al igual que lo hizo la oposición en el exilio.
En octubre de 2018, en vísperas del 50.º aniversario de la independencia de Guinea Ecuatorial, todos los presos de CI fueron indultados, incluyendo su diputado electo Jesús Mitogo. Su líder Gabriel Nsé declaró que esperaba recuperar el escaño parlamentario del partido. No obstante, CI igualmente denunció que los detenidos no fueron inmediatamente liberados. El 22 de octubre finalmente fueron liberados, actitud que fue felicitada por el Gobierno español y la oposición tanto interior como en el exilio. No obstante, la dirigencia de la formación hizo notar que varios liberados presentaban señales de tortura. Asimismo, las autoridades impidieron al partido recuperar su escaño parlamentario.
El 12 de octubre de 2018, Guinea Ecuatorial celebró 50 años de independencia. El gobierno realizó un acto multitudinario al que incluso asistieron varios jefes de Estado del continente africano. Por su parte, la oposición en el exilio realizó una concentración de protesta frente a la embajada ecuatoguineana en España y el gobierno de este país felicitó a Guinea Ecuatorial por su aniversario de independencia, si bien instó al gobierno de Obiang a detener la represión política.
En mayo de 2019, tras un polémico juicio, más de 130 personas fueron condenadas a prisión por su participación en el intento de golpe de 2017.

#### Década de 2020
El 7 de marzo de 2021, hubo explosiones de municiones en una base militar cerca de la ciudad de Bata que causaron 98 muertes y 600 personas resultaron heridas y atendidas en el hospital.
En noviembre de 2022 Obiang fue reelegido en las elecciones generales de Guinea Ecuatorial de 2022 con el 99,7 % de los votos en medio de acusaciones de fraude por la oposición.
En julio de 2024, el régimen de Obiang inició una represión en la isla de Annobón tras haberse desatado protestas por la actividad de una empresa minera. Se suspendió la cobertura telefónica e internet en la isla, dejando a sus habitantes completamente aislados del resto del mundo. Se señaló que se busca silenciar las voces disidentes y evitar la difusión de información sobre las violaciones de derechos humanos en la isla.
También en 2024 se publicó que mercenarios del grupo Wagner (renombrado como "África Corps") habían entrado en Guinea Ecuatorial a petición de Obiang. Según los opositores el objetivo de los mercenarios sería ayudar a consolidar una hipotética sucesión en el poder de Obiang a su hijo Teodorín.
El 19 de mayo de 2025, la Corte Internacional de Justicia (CIJ) otorgó a Guinea Ecuatorial la soberanía de la isla Mbañe, isla Cocoteros y la isla Conga frente a las reivindicaciones territoriales que el país vecino Gabón llevaba haciendo desde 1972.

## Gobierno y política

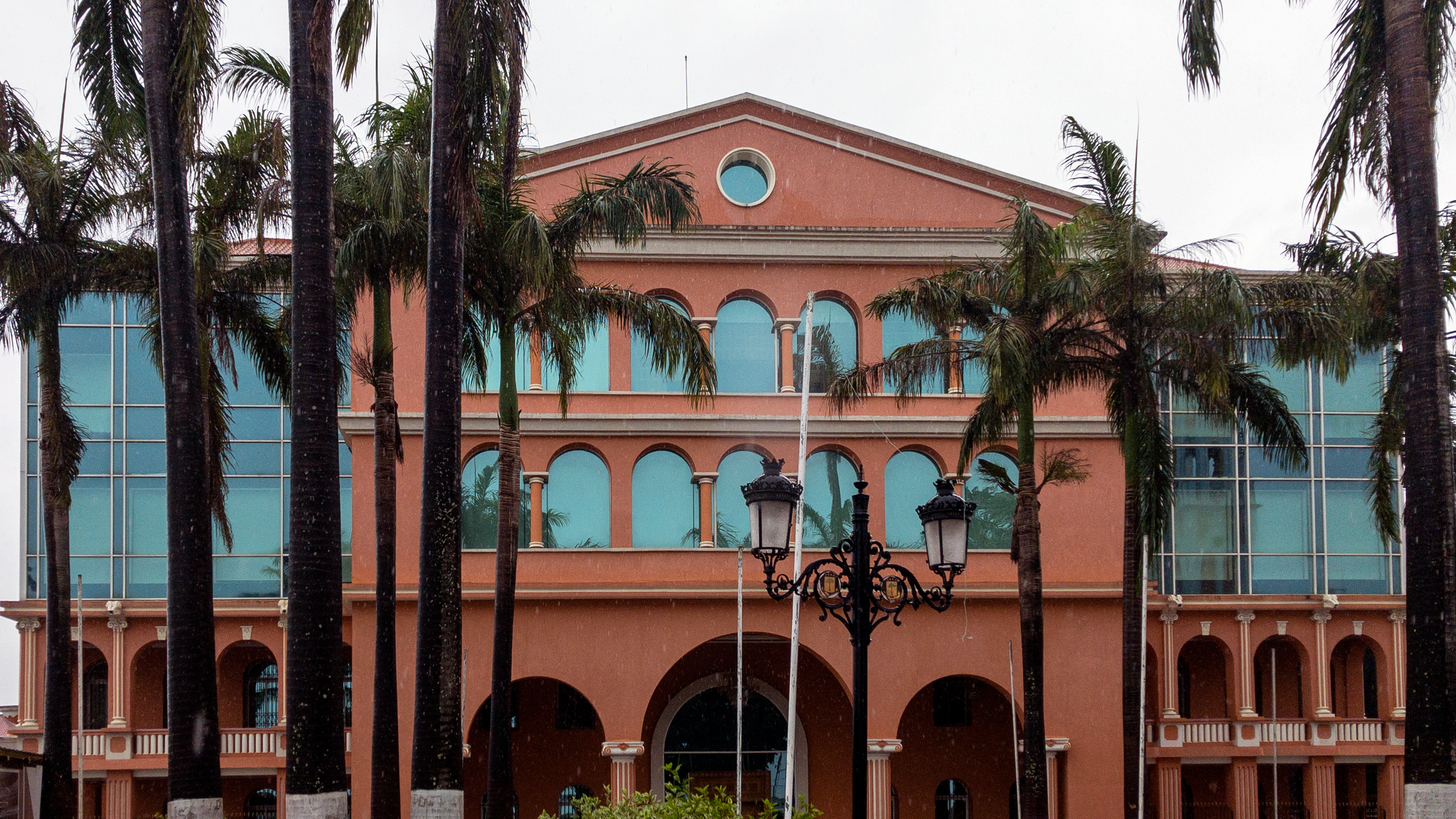
Palacio Presidencial de Guinea Ecuatorial en Malabo

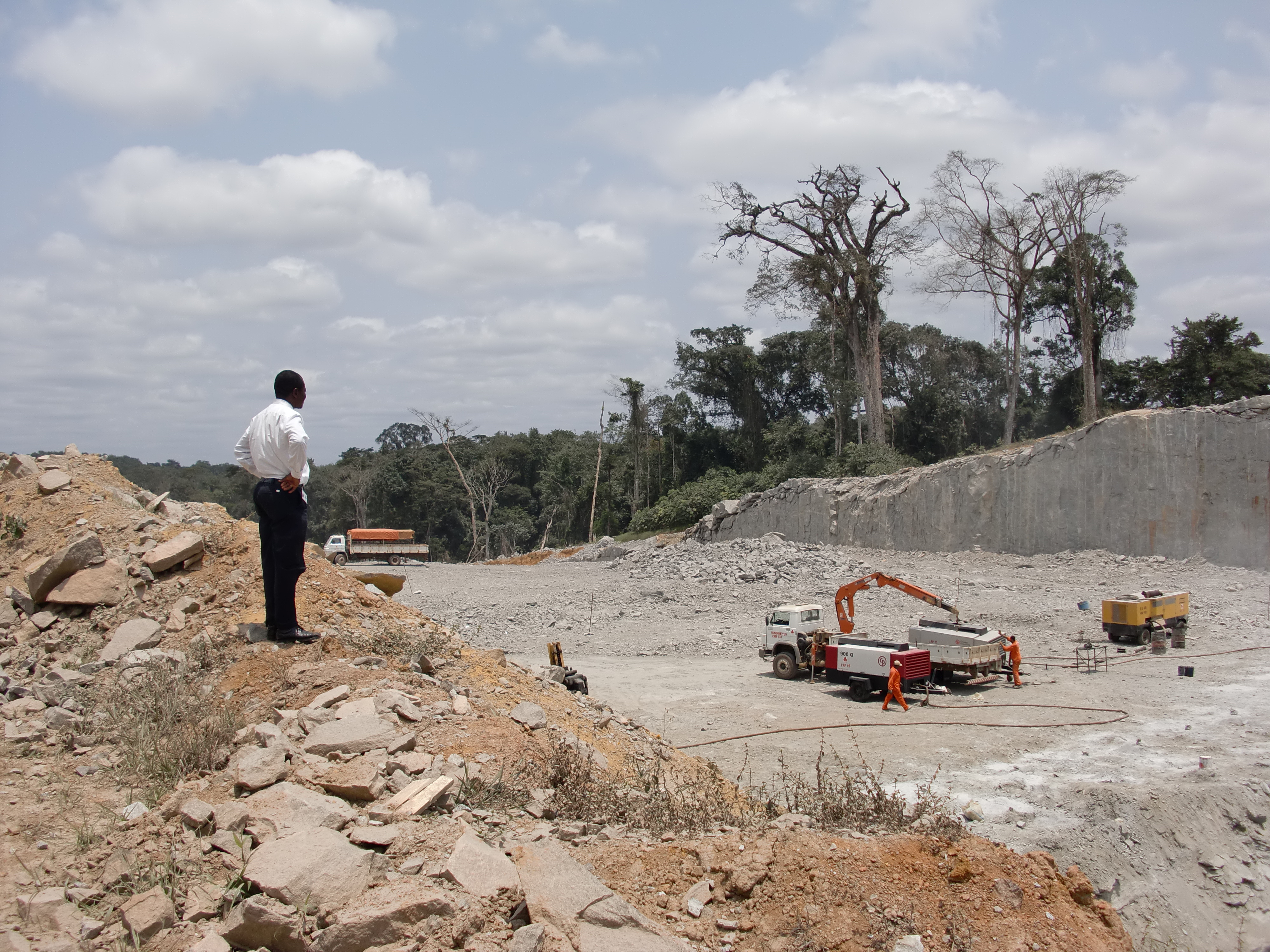
Se está construyendo Oyala-Ciudad de la Paz, que será la futura capital del país

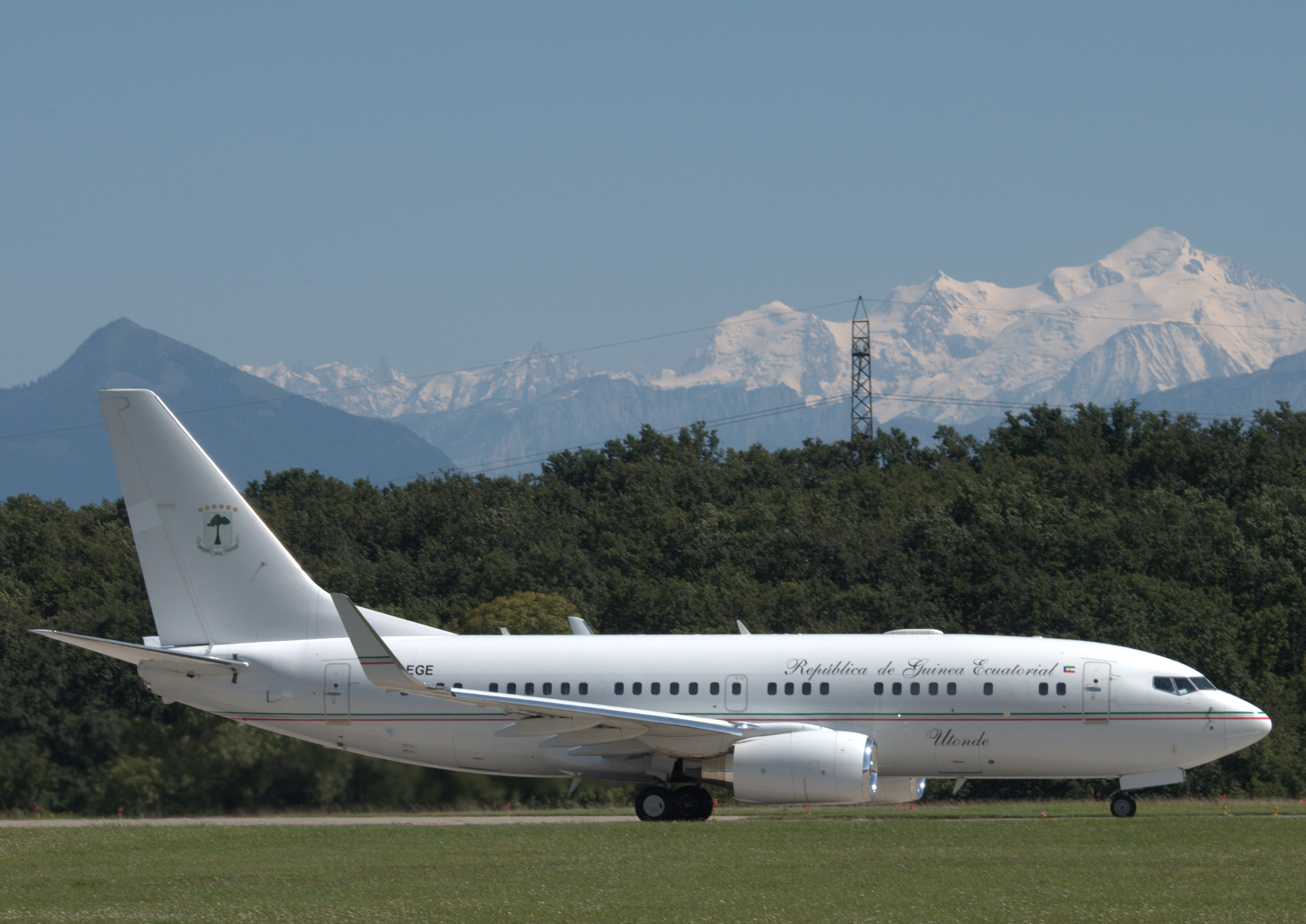
Un Boeing 737/7 utilizado por el gobierno de Guinea Ecuatorial

Nominalmente, Guinea Ecuatorial es una democracia constitucional desde 1991. La Constitución ha sido reformada en varias ocasiones, siendo la última de ellas la reforma de noviembre de 2011. Sin embargo, fuerzas opositoras señalan a la realidad política de este país bajo la categoría de dictadura unipartidista y personal de Teodoro Obiang Nguema, en el poder desde el 3 de agosto de 1979, cuando lideró un golpe de Estado contra su tío, Francisco Macías Nguema, y que se ha perpetuado en la presidencia falseando los resultados electorales y asesinando a los opositores serios. El sistema político de Guinea Ecuatorial ha sido definido como «democratura» por el profesor Max Liniger-Goumaz, mientras que otros analistas coinciden en señalar que se trata de una dinastía de facto. Sus críticos afirman que en la práctica el país funciona como una plutocracia.
Un grupo de exiliados, radicados principalmente en España y liderados por Armengol Engonga Ondo líder del Partido del Progreso (PPGE) de tendencia centro-derecha, reclaman la democratización del país. El partido Convergencia para la Democracia Social (CPDS), de tendencia socialista y liderado por Plácido Micó Abogo, es la segunda fuerza de la oposición, a la que le sigue el Movimiento para la Autodeterminación de la Isla de Bioko (MAIB) dirigido por Weja Chicampo Puye, partido Bubi de carácter étnico nacionalista; y, por último, la Fuerza Demócrata Republicana (FDR), partido liderado por Guillermo Nguema Elá, el cual no ha sido reconocido por el gobierno.
Las elecciones presidenciales se realizan cada siete años (las últimas de ellas tuvieron lugar en diciembre de 2009 y abril de 2016) y en ellas votan todas las personas mayores de 18 años. El presidente, a su vez, nombra al primer ministro (actualmente, Manuel Osa Nsue Nsua). Hay una sola cámara legislativa, prácticamente decorativa y sin poder real (la Cámara de los Diputados), compuesta por 100 representantes elegidos sobre el papel, por voto popular directo para una legislatura de cinco años. De los 100 escaños, 99 corresponden en la actual legislatura al partido único de la dictadura, el Partido Democrático de Guinea Ecuatorial (PDGE) y el otro al opositor Ciudadanos por la Innovación (CI) que acusó al proceso de votación como fraudulento.
Desde la toma del poder por parte de Teodoro Obiang, se suceden denuncias de asesinatos políticos y desapariciones, así como las juicios considerados parodias que destacan por la ausencia de garantías procesales. Los informes de Amnistía Internacional y otros organismos independientes recogen e informan, desde hace años, de una estremecedora realidad en cuanto a detenciones arbitrarias, torturas, apaleamientos y muertes en detención.

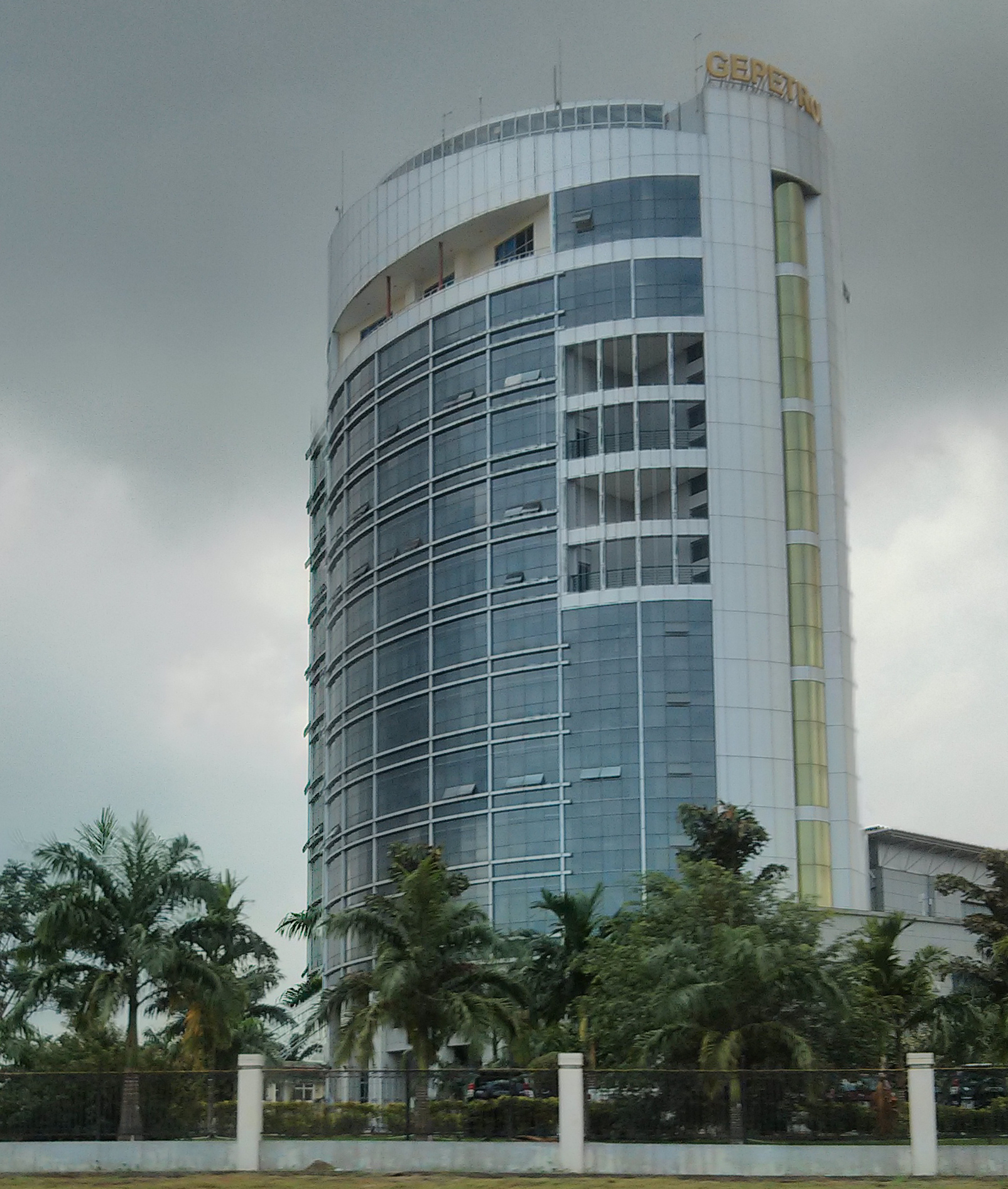
Torre Gepetrol sede de la empresa estatal de Petróleo

Actualmente, el petróleo también guía las relaciones con las viejas potencias colonizadoras europeas. A pesar de que el país está gobernado por un régimen autoritario (en la década de 2000 a 2010 varias veces ha estado entre los diez países con regímenes más represivos). Los sucesivos gobiernos de España han hecho declaraciones de apoyo a la «democracia» en Guinea Ecuatorial, ya que Repsol tiene importantes intereses económicos en el país. Igualmente las relaciones de Guinea Ecuatorial con Francia son buenas a pesar de su pésimo desempeño en materia de derechos humanos.
En noviembre de 2011 se aprobó una reforma de la Constitución que limitaba la presidencia de la República a dos legislaturas, creaba el Consejo de la República, creaba un Senado, la figura del defensor del pueblo y la introducción de la figura de un vicepresidente de la República. El jefe de Estado se convertía también en jefe del gobierno. Esta nueva reforma de la Constitución se sometió a referéndum popular antes de que se publicara el texto sobre el que se iba a votar.
Sorprendentemente, durante la remodelación del gobierno posterior al referéndum, el presidente Teodoro Obiang nombró dos vicepresidentes, violando flagrantemente la reforma que él mismo acababa de introducir. El senado estaría compuesto de 70 miembros, de los que 55 serían elegidos por el pueblo, mientras que los 15 restantes los iba a designar el presidente de la República. El Consejo de la República estaría siempre presidido por un exjefe de Estado.

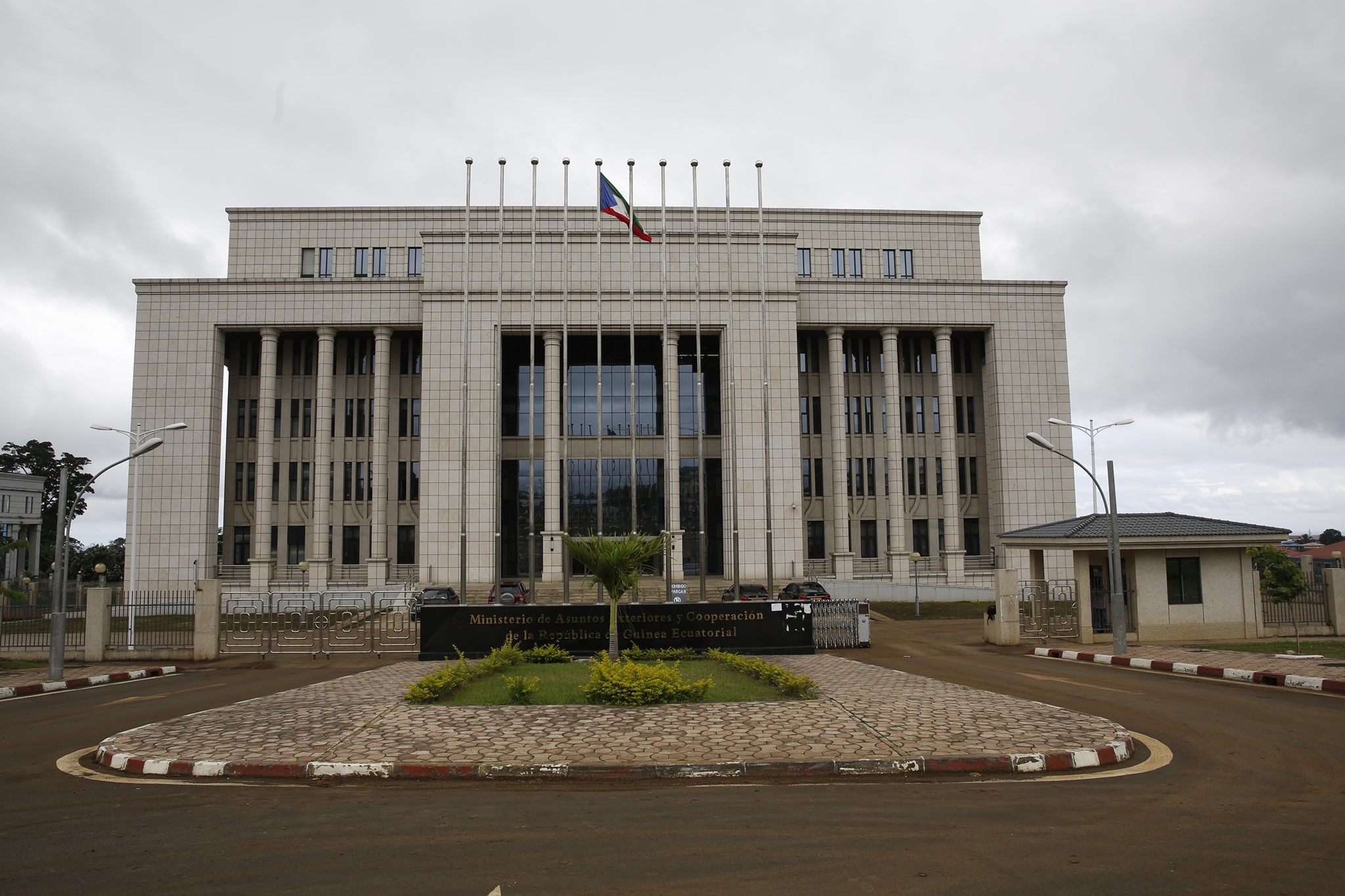
Sede del Ministerio de Asuntos Exteriores y Cooperación de Guinea Ecuatorial

### Derechos humanos
Guinea Ecuatorial tiene uno de los peores registros sobre derechos humanos en el mundo según el informe anual sobre los derechos políticos y civiles de Freedom House. Reporteros sin fronteras sitúa al presidente Teodoro Obiang Nguema Mbasogo entre los «depredadores» de la libertad de prensa. El informe de Estados Unidos sobre tráfico de personas de 2012 dice que «Guinea Ecuatorial es una fuente y destino para las mujeres y niños sujetos a trabajo forzado y tráfico sexual». El informe sitúa a Guinea Ecuatorial como un país Tier 3, el ranking más bajo, en donde se encuentran los países «cuyos gobiernos no cumplen los estándares mínimos y no están haciendo esfuerzos significativos para cumplirlos».
Actualmente Guinea Ecuatorial está bajo lo que muchas fuentes consideran una dictadura militar que ya lleva 40 años en el poder.En materia de derechos humanos, respecto a la pertenencia a los siete organismos de la Carta Internacional de Derechos Humanos, que incluyen al Comité de Derechos Humanos (HRC), Guinea Ecuatorial ha firmado o ratificado:
| Guinea Ecuatorial | Tratados internacionales | Tratados internacionales  | Tratados internacionales | Tratados internacionales | Tratados internacionales  | Tratados internacionales | Tratados internacionales    | Tratados internacionales | Tratados internacionales  | Tratados internacionales | Tratados internacionales | Tratados internacionales | Tratados internacionales    | Tratados internacionales    | Tratados internacionales | Tratados internacionales    | Tratados internacionales  | Tratados internacionales  |
| --- | --- | ------------------------- | --- | --- | ------------------------- | --- | --------------------------- | --- | ------------------------- | --- | ------------------------ | --- | --------------------------- | --------------------------- | ------------------------ | --------------------------- | ------------------------- | ------------------------- |
| Guinea Ecuatorial | CESCR | CESCR                     | CCPR | CCPR | CCPR                      | CERD | CED                         | CEDAW | CEDAW                     | CAT | CAT                      | CRC | CRC                         | CRC                         | CRC                      | MWC                         | CRPD                      | CRPD                      |
| Guinea Ecuatorial | CESCR | CESCR-OP                  | CCPR | CCPR-OP1 | CCPR-OP2-DP               | CERD | CED                         | CEDAW | CEDAW-OP                  | CAT | CAT-OP                   | CRC | CRC-OP-AC                   | CRC-OP-SC                   | CRC-OP-CP                | MWC                         | CRPD                      | CRPD-OP                   |
| Pertenencia | Guinea Ecuatorial ha reconocido la competencia de recibir y procesar comunicaciones individuales por parte de los órganos competentes. | Ni firmado ni ratificado. | Guinea Ecuatorial ha reconocido la competencia de recibir y procesar comunicaciones individuales por parte de los órganos competentes. | Guinea Ecuatorial ha reconocido la competencia de recibir y procesar comunicaciones individuales por parte de los órganos competentes. | Ni firmado ni ratificado. | Guinea Ecuatorial ha reconocido la competencia de recibir y procesar comunicaciones individuales por parte de los órganos competentes. | Firmado pero no ratificado. | Guinea Ecuatorial ha reconocido la competencia de recibir y procesar comunicaciones individuales por parte de los órganos competentes. | Ni firmado ni ratificado. | Guinea Ecuatorial ha reconocido la competencia de recibir y procesar comunicaciones individuales por parte de los órganos competentes. | Sin información.         | Guinea Ecuatorial ha reconocido la competencia de recibir y procesar comunicaciones individuales por parte de los órganos competentes. | Firmado pero no ratificado. | Firmado pero no ratificado. | Sin información.         | Firmado pero no ratificado. | Ni firmado ni ratificado. | Ni firmado ni ratificado. |
| Firmado y ratificado, firmado, pero no ratificado, ni firmado ni ratificado, sin información, ha accedido a firmar y ratificar el órgano en cuestión, pero también reconoce la competencia de recibir y procesar comunicaciones individuales por parte de los órganos competentes. | |                           | | |                           | |                             | |                           | |                          | |                             |                             |                          |                             |                           |                           |

### Relaciones exteriores

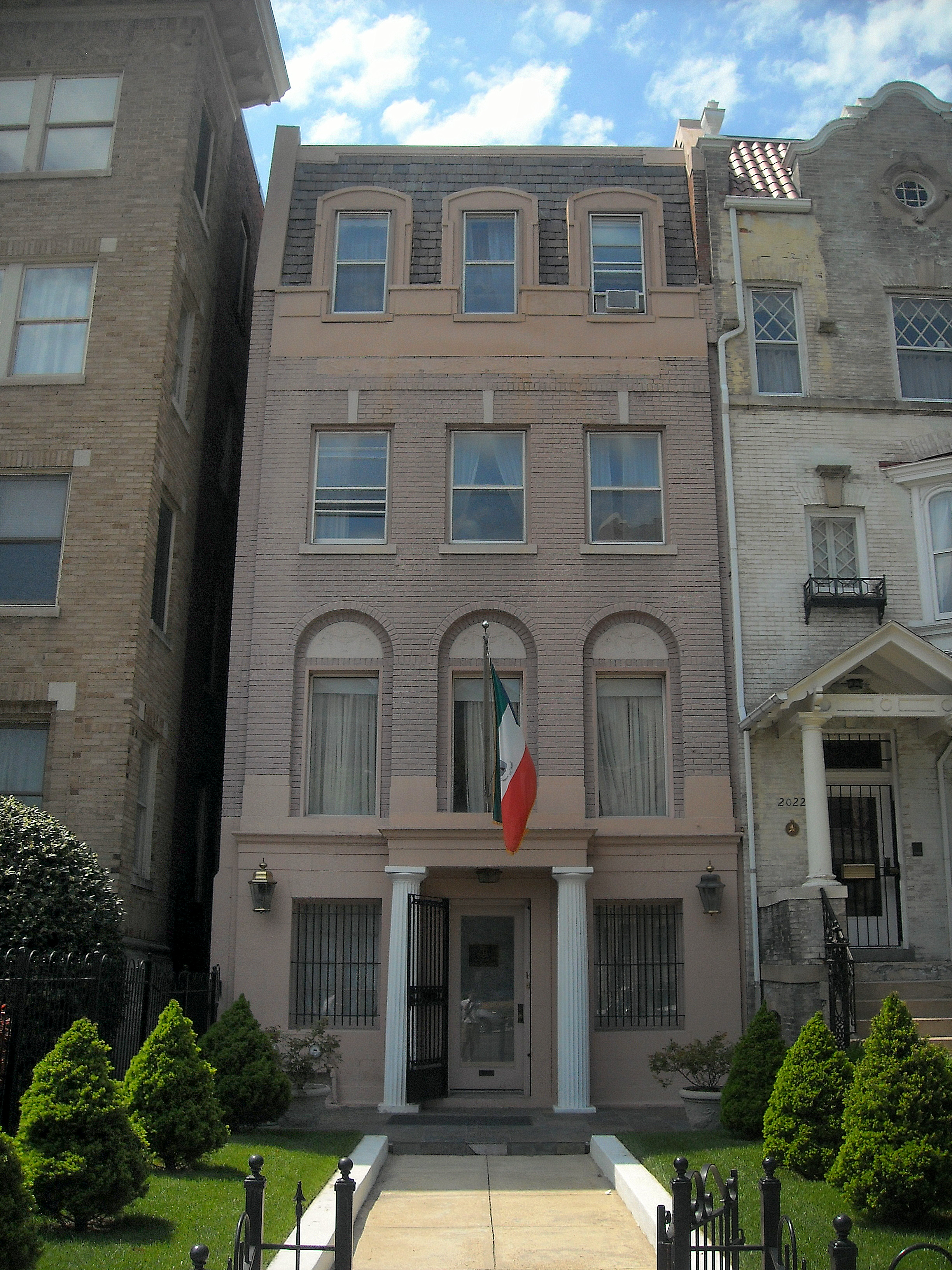
Embajada de Guinea Ecuatorial en Estados Unidos

Guinea Ecuatorial es miembro de las Naciones Unidas (ONU), de la Unión Africana, del Comité Económico de África central y de la Unión Monetaria (CEMAC), que incluye a Camerún, República Centroafricana, Chad, Congo (Brazzaville) y Gabón. También es miembro de la zona del franco.
Mantiene algunos litigios internacionales, por ejemplo, con la zona económica exclusiva en la frontera marítima con Camerún y que se encuentra actualmente ante la Corte Internacional de Justicia. Otra disputa de límites marítimos existió con Gabón hasta 2025 por la soberanía sobre las islas en la bahía de Corisco, además de la disputa sobre la frontera marítima con Nigeria y Camerún a causa de la competencia por las zonas ricas en petróleo en el Golfo de Guinea.

### Fuerzas Armadas

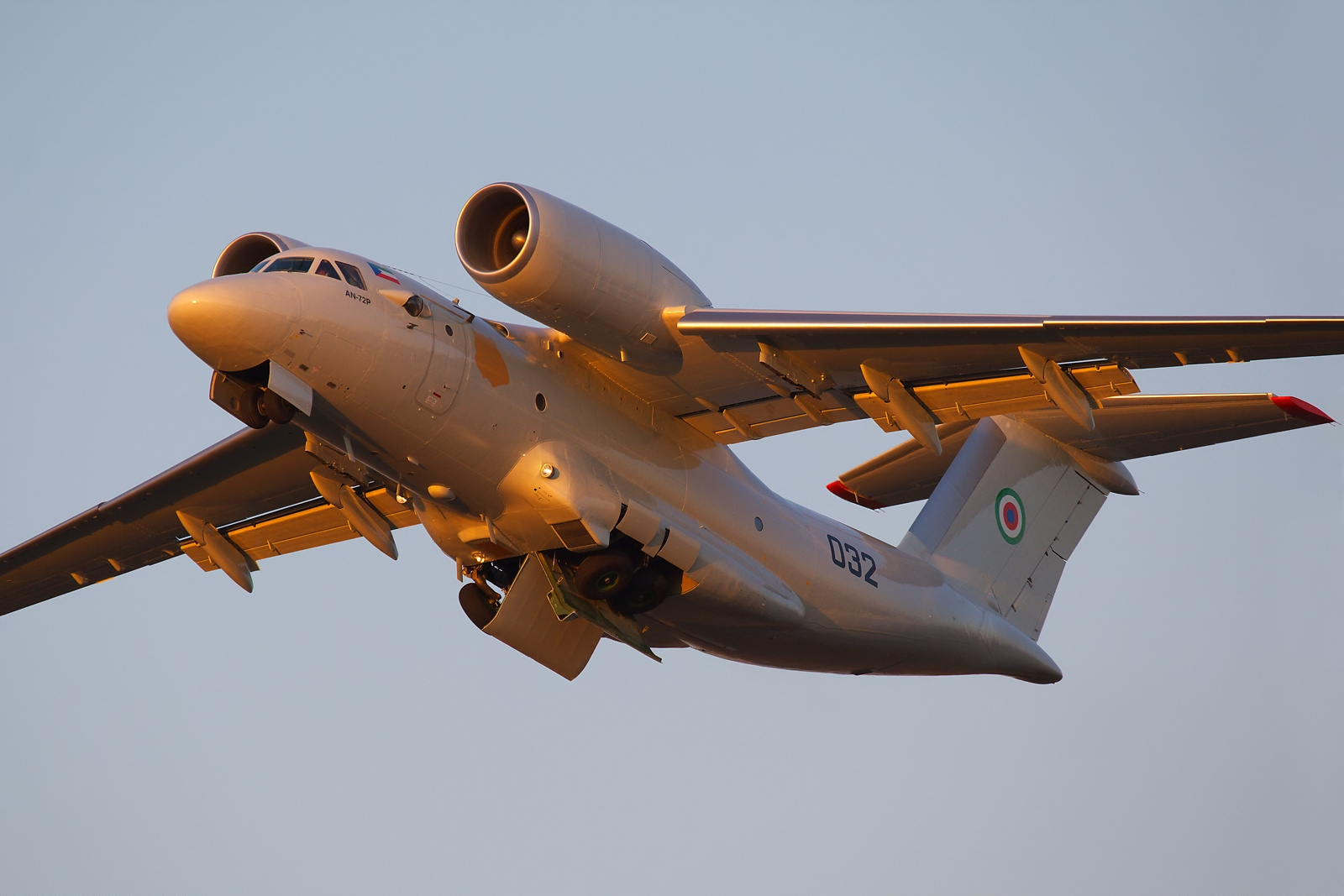
Antonov An-72P de la Fuerza Aérea de Guinea Ecuatorial

Las Fuerzas Armadas de Guinea Ecuatorial están conformadas por el Ejército, la Marina, la Fuerza Aérea y una Guardia Nacional. En conjunto representan la institución ecuatoguineana que, según la Constitución de 1995, es la encargada de garantizar la Defensa nacional y la soberanía, y mantener el orden y la integridad territorial de esta nación de África Central.
Su jefe supremo, según el artículo 39 de la constitución, es el presidente de la República. El título tercero, capítulo único de la carta magna de este país se refiere a las funciones y organización de dicha institución militar.

## Organización político-administrativa
De acuerdo con el Instituto Nacional de Estadística de Guinea Ecuatorial, el país está dividido administrativamente en 2 regiones, 8 provincias y éstas a su vez en 19 distritos y 37 municipios. La octava provincia fue creada mediante la Ley 4/2017 de fecha 20 de junio a partir de la provincia de Wele-Nzas. Los datos de población no se encuentran disponibles para la nueva provincia ya que el último censo fue realizado en 2014.
| Escudo y abreviatura | Provincia         | Creación | Capital             | Población (2015) | Superficie (km²) | Densidad | Distritos (2018) | Municipios (2018) |
| -------------------- | ----------------- | -------- | ------------------- | ---------------- | ---------------- | -------- | ---------------- | ----------------- |
| AN                   | Annobón           | 1968     | San Antonio de Palé | 5 314            | 17,0             | 307      | 1                | 1                 |
| BN                   | Bioko del Norte   | 1968     | Malabo              | 300 374          | 776,0            | 386      | 2                | 3                 |
| BS                   | Bioko del Sur     | 1968     | Luba                | 34 674           | 1 241,0          | 28       | 2                | 4                 |
| CS                   | Centro Sur        | 1968     | Evinayong           | 141 903          | 9 930,8          | 14       | 3                | 7                 |
| DJ                   | Djibloho          | 2017     | Oyala               | n/d              | 452,5            | n/d      | 1                | 1                 |
| KN                   | Kié-Ntem          | 1968     | Ebibeyin            | 183 331          | 3 942,9          | 46       | 3                | 6                 |
| LT                   | Litoral           | 1968     | Bata                | 366 130          | 6 665,7          | 55       | 3                | 8                 |
| WN                   | Wele-Nzas         | 1968     | Mongomo             | 191 383          | 5 025,6          | 35       | 4                | 7                 |
| GQ                   | Guinea Ecuatorial | 1968     | Malabo              | 1 222 442        | 28 051           | 44       | 19               | 37                |

## Geografía

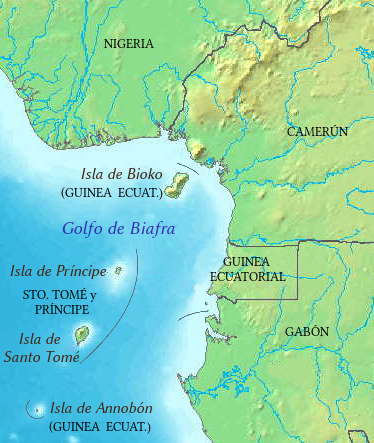
Mapa de Guinea Ecuatorial

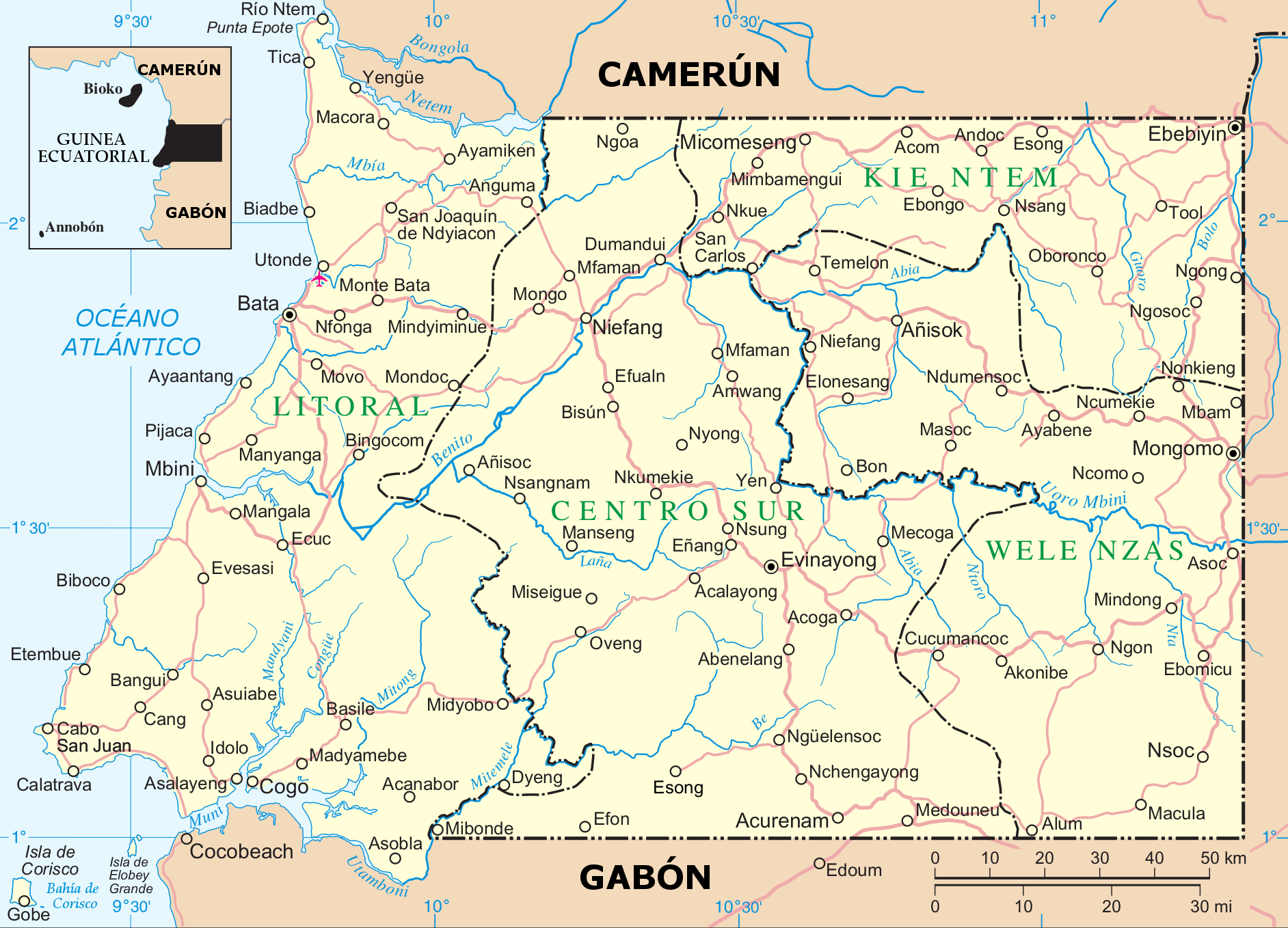
Mapa de la Región Continental de Guinea Ecuatorial

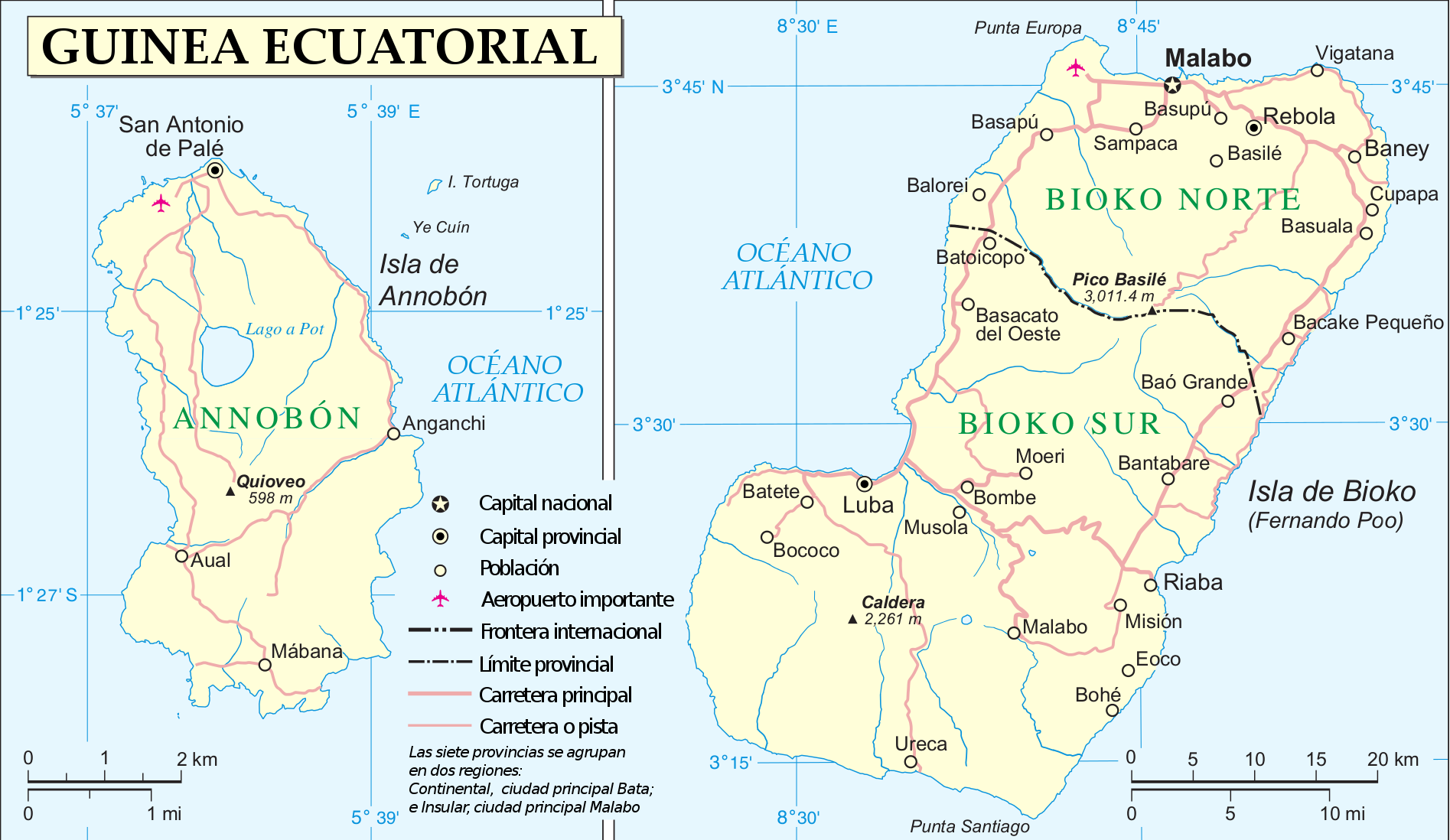
Mapa de Annobón y Bioko

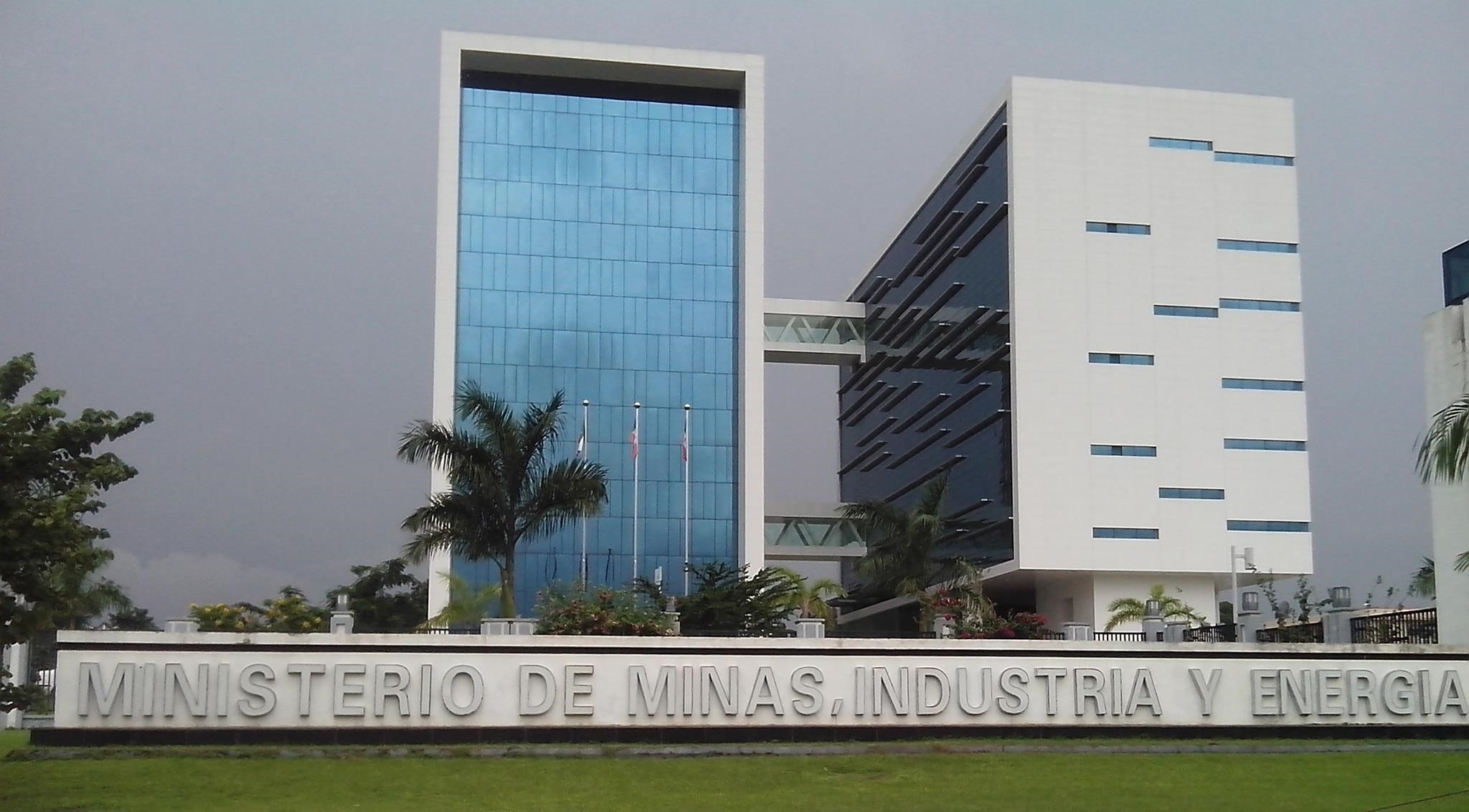
Ministerio de Minas, Industria y Energía de Guinea Ecuatorial en la Isla de Bioko

Guinea Ecuatorial es un pequeño país situado en la parte ecuatorial del África. Consta de un territorio continental de 26 017 km², denominado Región Continental o Mbini (antiguo Río Muni), que limita al norte con Camerún, al este y sur con Gabón y al oeste con el océano Atlántico; y de otro denominado Región Insular de 2034 km², formado por las islas de Bioko (antigua Fernando Poo) donde se encuentra la capital Malabo, de Annobón (al sur de Santo Tomé y Príncipe, llamada Pagalú durante la dictadura de Macías), y de las islas ubicadas en la bahía de Corisco: Corisco, Elobey Grande, Elobey Chico y algunas otras.
Mbini comprende una franja costera llana, que va accidentándose hacia el interior, en donde se encuentra una serie de cadenas montañosas llamadas «de las Siete Montañas». El terreno está suavemente ondulado y cubierto por vegetación selvática. Alrededor del 60 % del área pertenece a la cuenca del río Mbini (antes llamado Benito).
La isla más importante es Bioko (2017 km²), y está situada al norte de la parte continental, a 40 kilómetros de la costa de Camerún en el golfo de Biafra (bahía de Bonny), una sección del golfo de Guinea. La isla, de origen volcánico, es montañosa y muy boscosa, con una costa escarpada y rocosa (de 195 km) en las que cuando sube la marea oculta sus playas. Excelentes puertos en Malabo y Luba. Su máxima elevación es el pico de Santa Isabel, también conocido como pico Basilé, de 3008 metros de altura.
La isla cuenta con fértiles suelos volcánicos (en los que se cultiva cacao) y diversos ríos; los lagos se encuentran en las montañas. Técnicamente, y hasta que se inaugure su nueva capital (Oyala), Guinea Ecuatorial es el único país del mundo junto a Dinamarca que, teniendo una parte continental, tiene su capital ubicada en una isla (obviando el caso de Gibraltar y Londres, siendo territorio británico de ultramar).
La isla de Annobón (18 km²), llamada así debido a ser descubierta el día de Año Nuevo de 1472, está situada a unos 640 kilómetros al suroeste de la costa de Gabón y 595 al suroeste de Bioko.
Las islas de la bahía de Corisco forman parte de la municipalidad de Corisco, la cual está situada a 25 km del estuario del río Muni, mientras que las Elobeyes están situadas a menos de 10 km de Gabón.
Más del 45 % del territorio es forestal (46,2 %) y está formado por bosques tropicales, en los que destaca su biodiversidad. A pesar de los beneficios que produce el petróleo, la superficie agraria está aumentando con la consiguiente deforestación (8,2 %).

### Islas
| Número | Isla          | Superficie (km²) | Población   | Provincia(s)          | Coordenadas                   |
| ------ | ------------- | ---------------- | ----------- | --------------------- | ----------------------------- |
| 1      | Bioko         | 2017             | 592 066     | Bioko Norte Bioko Sur | 3°30′N 8°42′E / 3.500, 8.700  |
| 2      | Annobón       | 17               | 20 741      | Annobón               | 1°26′S 5°38′E / -1.433, 5.633 |
| 3      | Corisco       | 15               | 1004        | Litoral               | 0°55′N 9°19′E / 0.917, 9.317  |
| 4      | Elobey Grande | 2,27             | deshabitada | Litoral               | 0°59′N 9°30′E / 0.983, 9.500  |
| 5      | Elobey Chico  | 0,19             | deshabitada | Litoral               | 1°00′N 9°31′E / 1.000, 9.517  |

### Clima

Clasificación climática de Köppen de Guinea Equatorial. Hay un clima ecuatorial

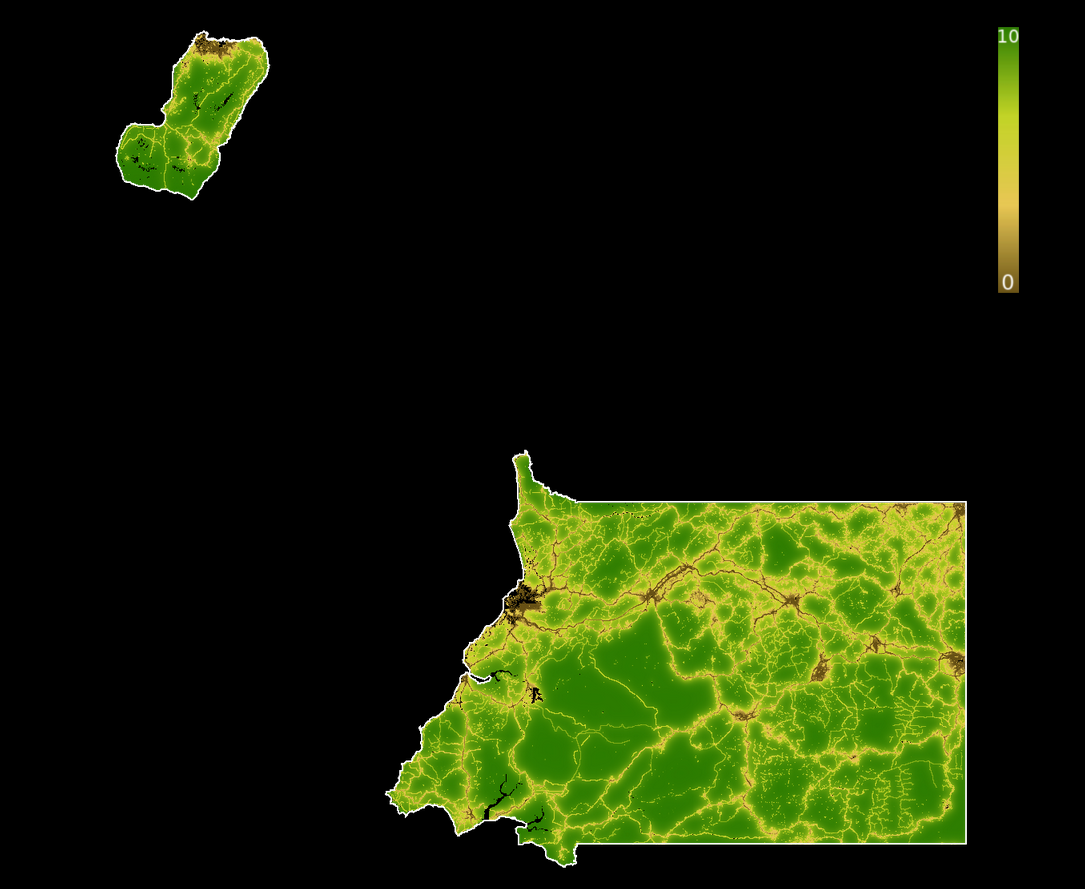
Guinea Ecuatorial obtuvo una puntuación media en el índice de integridad del paisaje forestal de 2019 de 7,99, lo que la sitúa en el puesto 30 entre 172 países.

Guinea Ecuatorial tiene un clima ecuatorial. La temperatura media anual es de alrededor de 25 °C y las precipitaciones medias anuales de más de 2000 mm en la mayor parte del país. En la isla de Bioko la estación lluviosa comprende el período de abril a octubre, mientras que en el continente, las lluvias son un poco más ligeras y tienen lugar de abril a mayo y de octubre a diciembre.
En la capital llamada Malabo y sus alrededores ubicada en la isla de Bioko, se han registrado 2000 milímetros de precipitaciones o menos por año, pero por otra parte hay datos que indican unos 3000 milímetros de lluvia por año en otras regiones de la referida isla. Malabo es considerada una de las capitales con menos sol en África con un paisaje constatemente nublado. En general en esta parte del país hay un periodo llamado estación seca que se desarrolla de diciembre hasta febrero, Aunque esto suele ser más notorio en la parte septentrional donde está la ciudad capital nacional, además se puede identificar una temporada con más lluvias que regularmente comienza en mayo y se extiende hasta octubre.
El pico más alto de Guinea Ecuatorial, el pico Basilé, de 3011 metros de altura se puede hallar no muy lejos de allí. Las pendientes que presenta este volcán son por lo regular muy lluviosas, pero funcionan como una protección para la capital, que se puede hallar en la provincia de Bioko Norte, en el período de julio a octubre, cuando suelen presentarse precipitaciones más fuertes que en la capital.
En la porción continental de Guinea Ecuatorial la situación no varía demasiado con lluvias bastantes abundantes casi todo el año (un promedio de 2000 milímetros) con un pequeño periodo seco que suele empezar en junio y se extiende hasta el mes de agosto.

### Flora y fauna

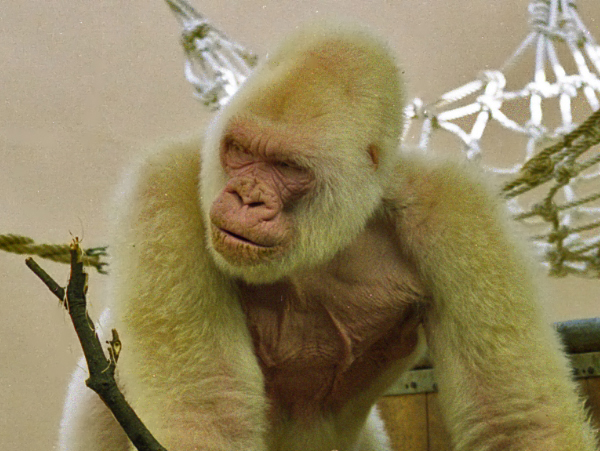
Copito de Nieve fue trasladado por Jordi Sabater Pi al zoo de Barcelona (España) donde vivió hasta su muerte en 2003

Destacan especies típicas de los ecosistemas ecuatoriales africanos. Entre ellas hay que citar el dril (Mandrillus leucophaeus), el mandril, picathartes, gorila de llanura, sitatunga, leopardo, cercopitecos, chimpancé, elefante y la rara ardilla de Zenker (Idiurus zenkeri). Es muy elevado el número de casos de endemismo en la isla de Bioko.
En su territorio se han identificado al menos:
- 140 especies de árboles[187]
- 3.250 especies de plantas[187]
- 418 especies de aves
- 91 especies de reptiles[187]
- 194 especies de mamíferos[187]

Flora y fauna de Guinea Ecuatorial
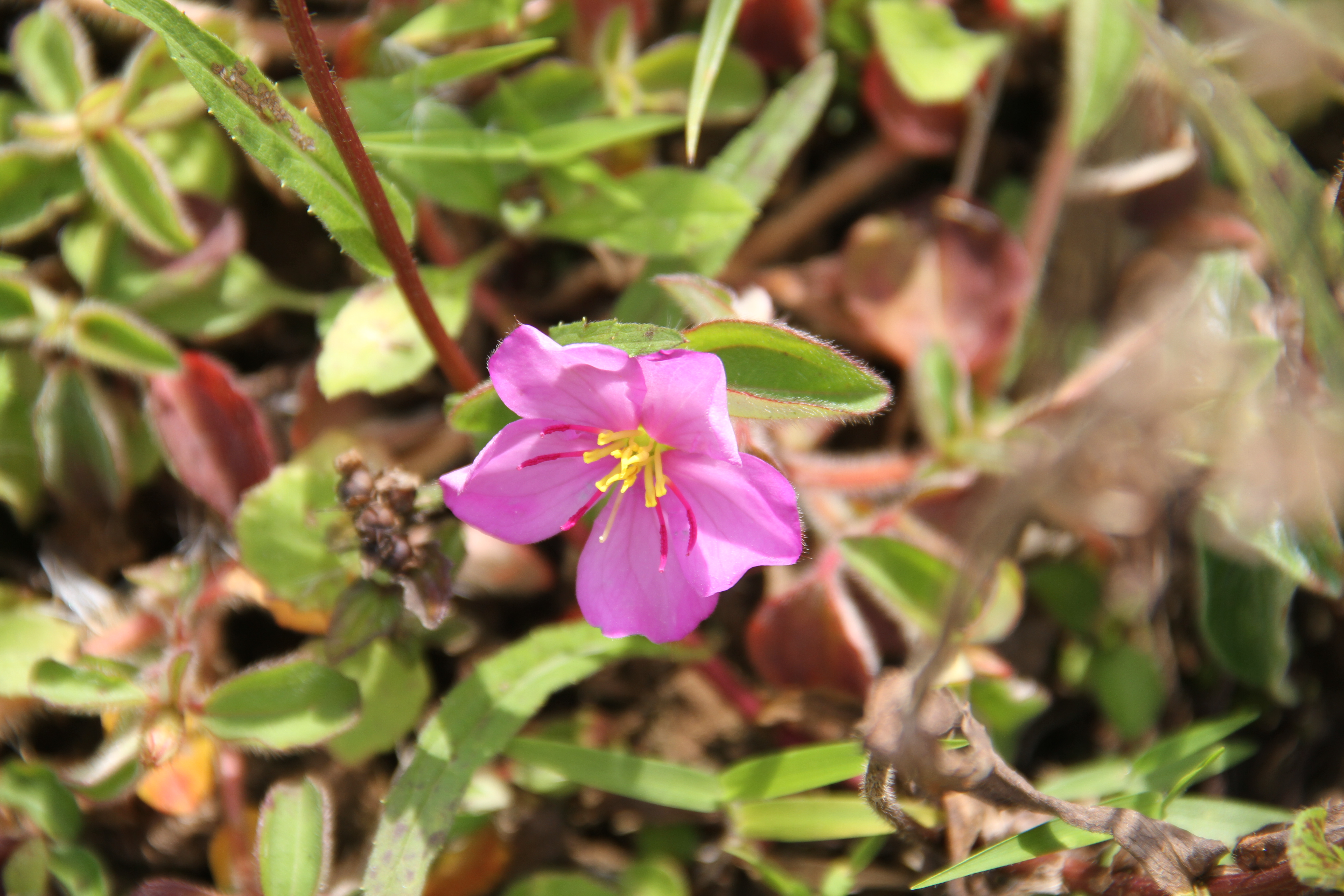
Dissotis
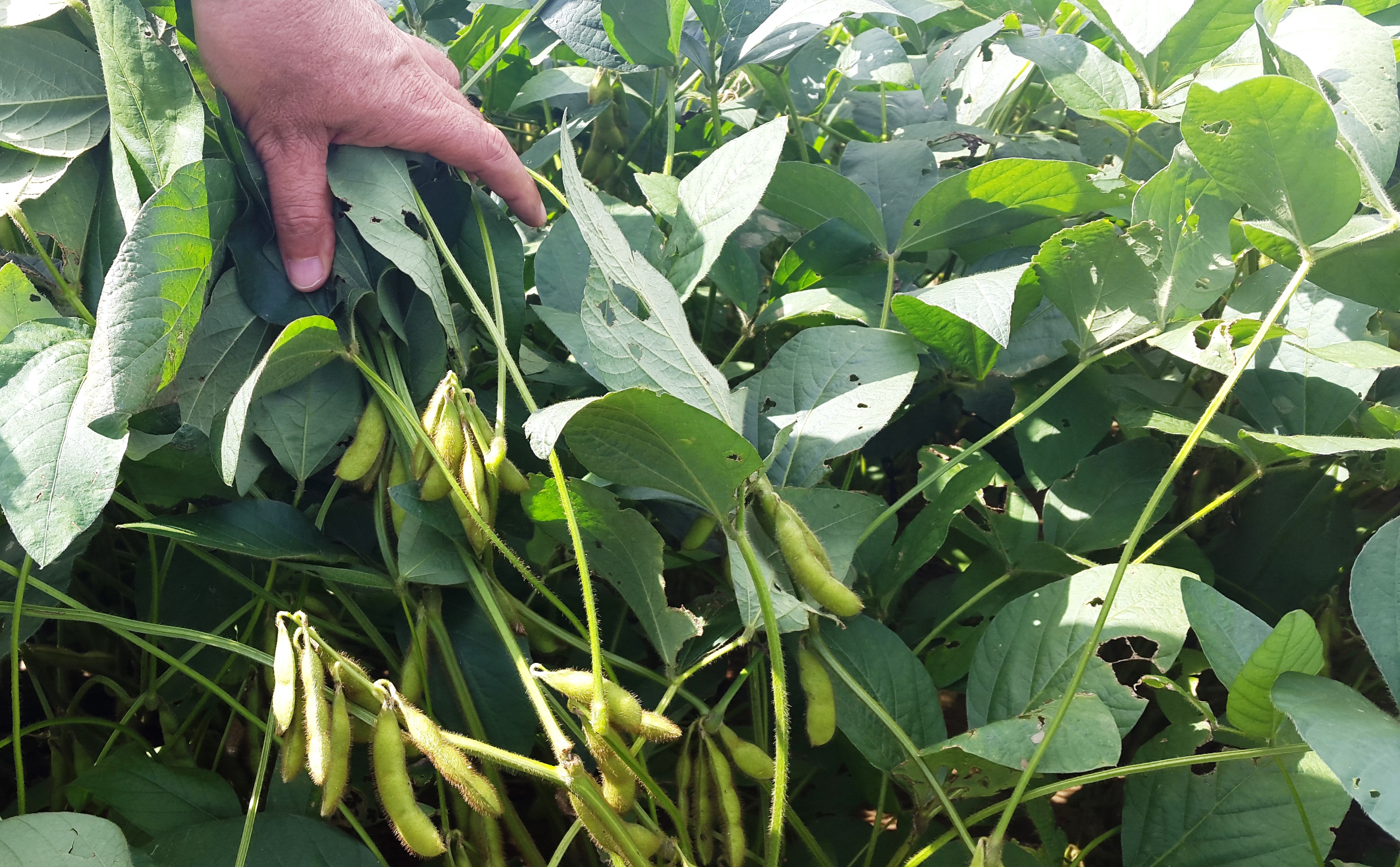
Soja
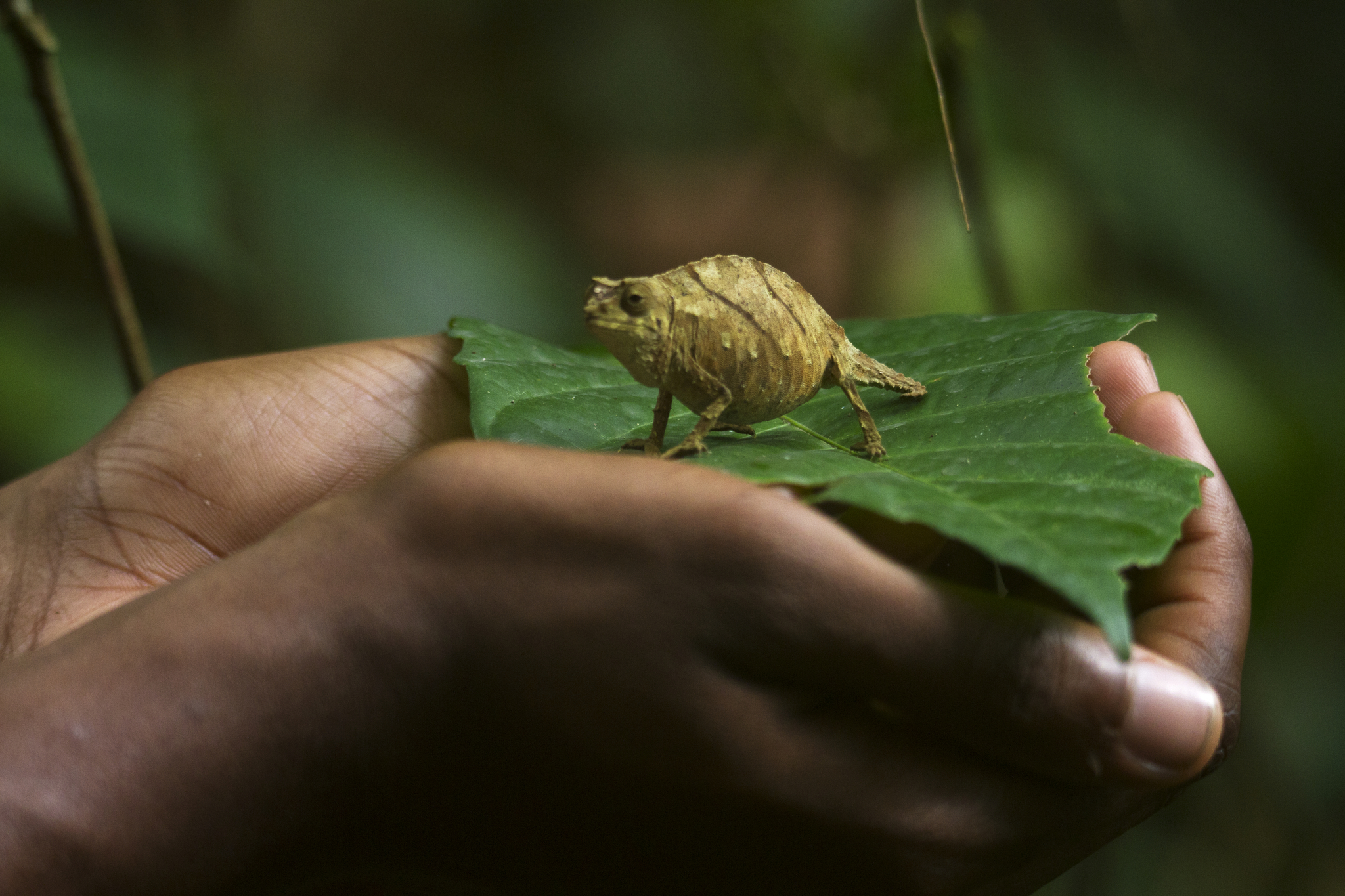
Camaleón pigmeo (Rhampholeon spectrum)
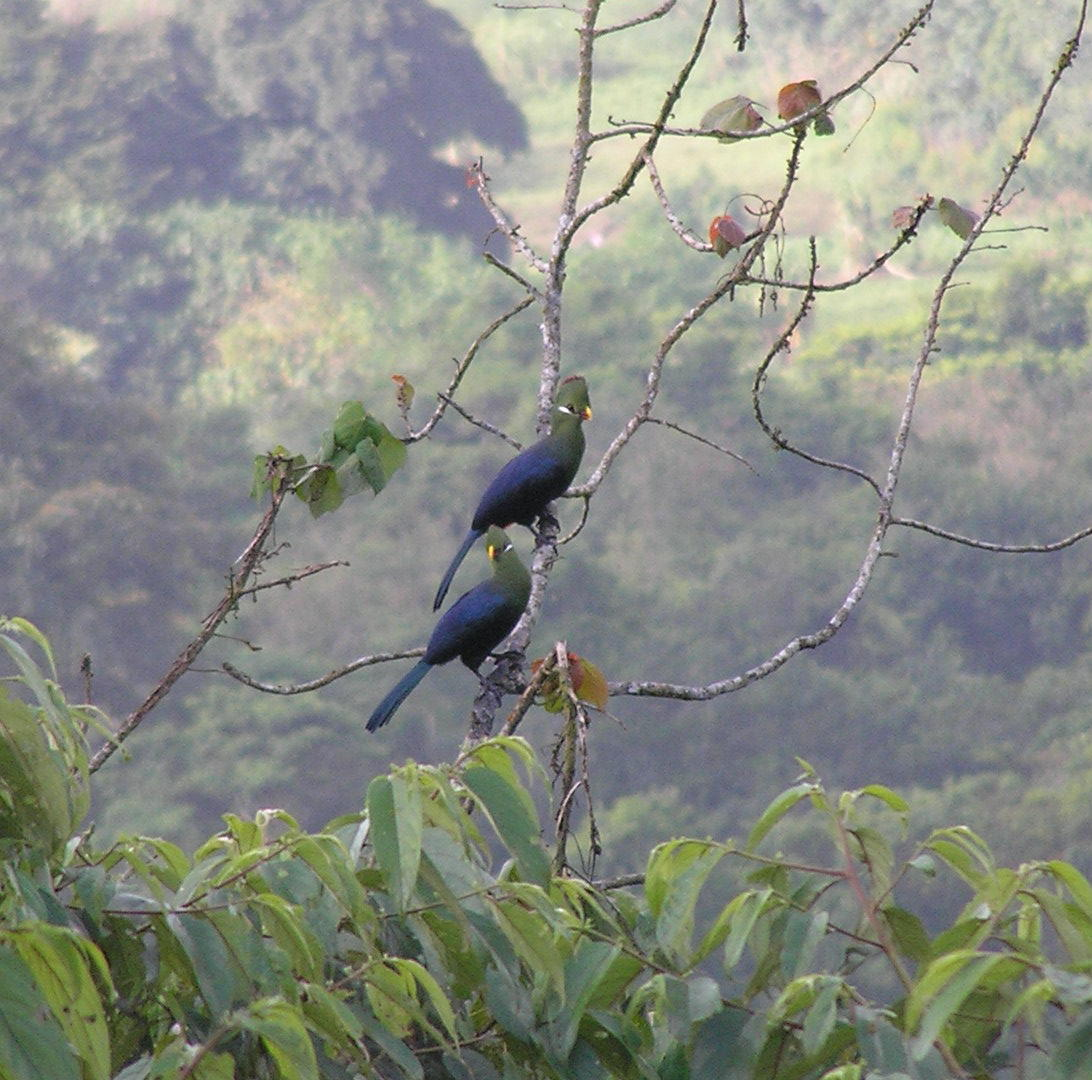
Turaco piquigualdo (Tauraco macrorhynchus)
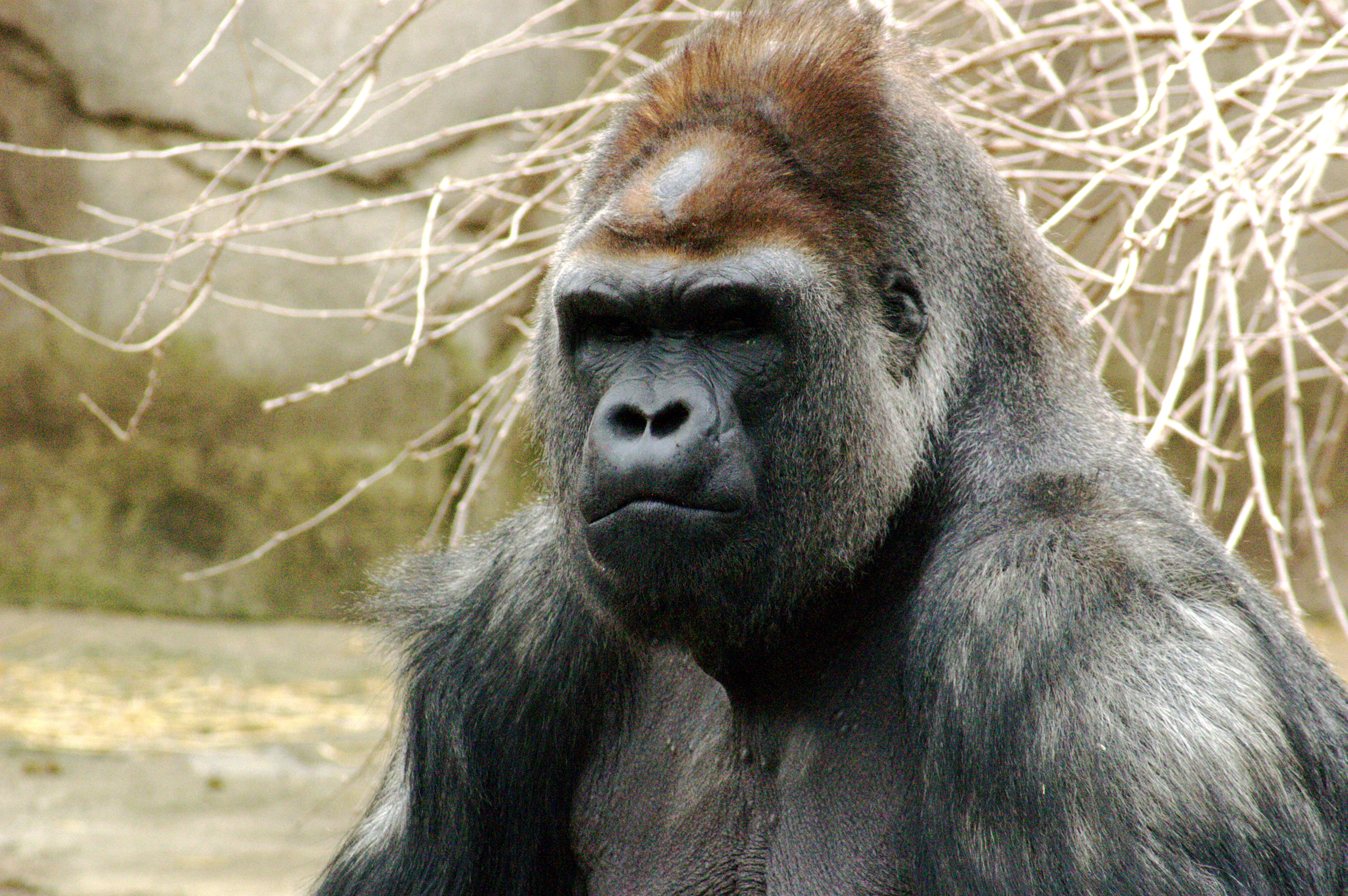
Gorila occidental (Gorilla gorilla)

### Ecología
Los biomas presentes en Guinea Ecuatorial son la selva umbrófila y el manglar. La superficie forestal ocupa más del 90 % del territorio.
Según WWF, la región continental de Guinea Ecuatorial pertenece íntegramente a la ecorregión de la selva costera ecuatorial atlántica, con la excepción del estuario del río Muni, en la frontera con Gabón, que está incluido en el manglar de África central, al igual que las islas de Corisco, Elobey Grande y Elobey Chico. La isla de Annobón forma parte de la selva de tierras bajas de Santo Tomé, Príncipe y Annobón, mientras que Bioko se reparte entre la selva costera del Cross-Sanaga y Bioko y la selva montana de Bioko y el monte Camerún, esta última por encima de los 800 m s. n. m.

Paisajes de Guinea Ecuatorial
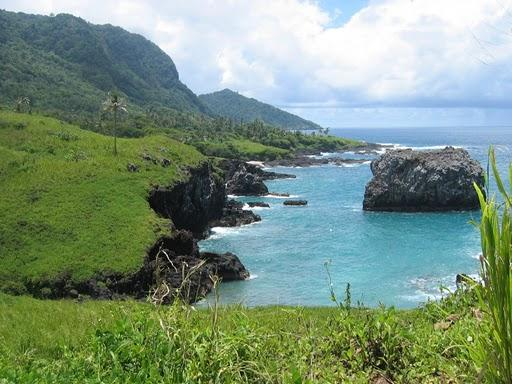
Isla de Annobón
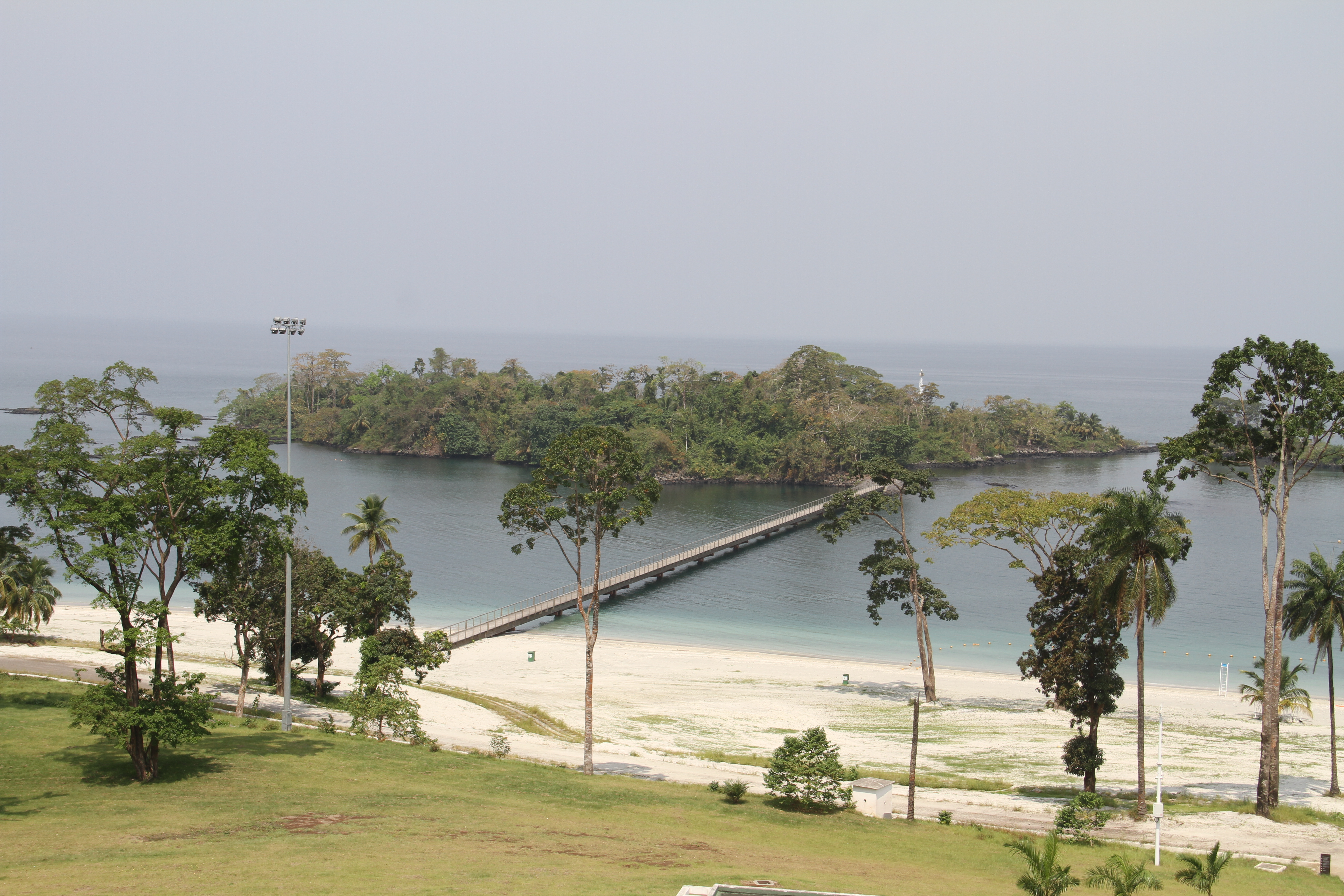
Islote Horacio
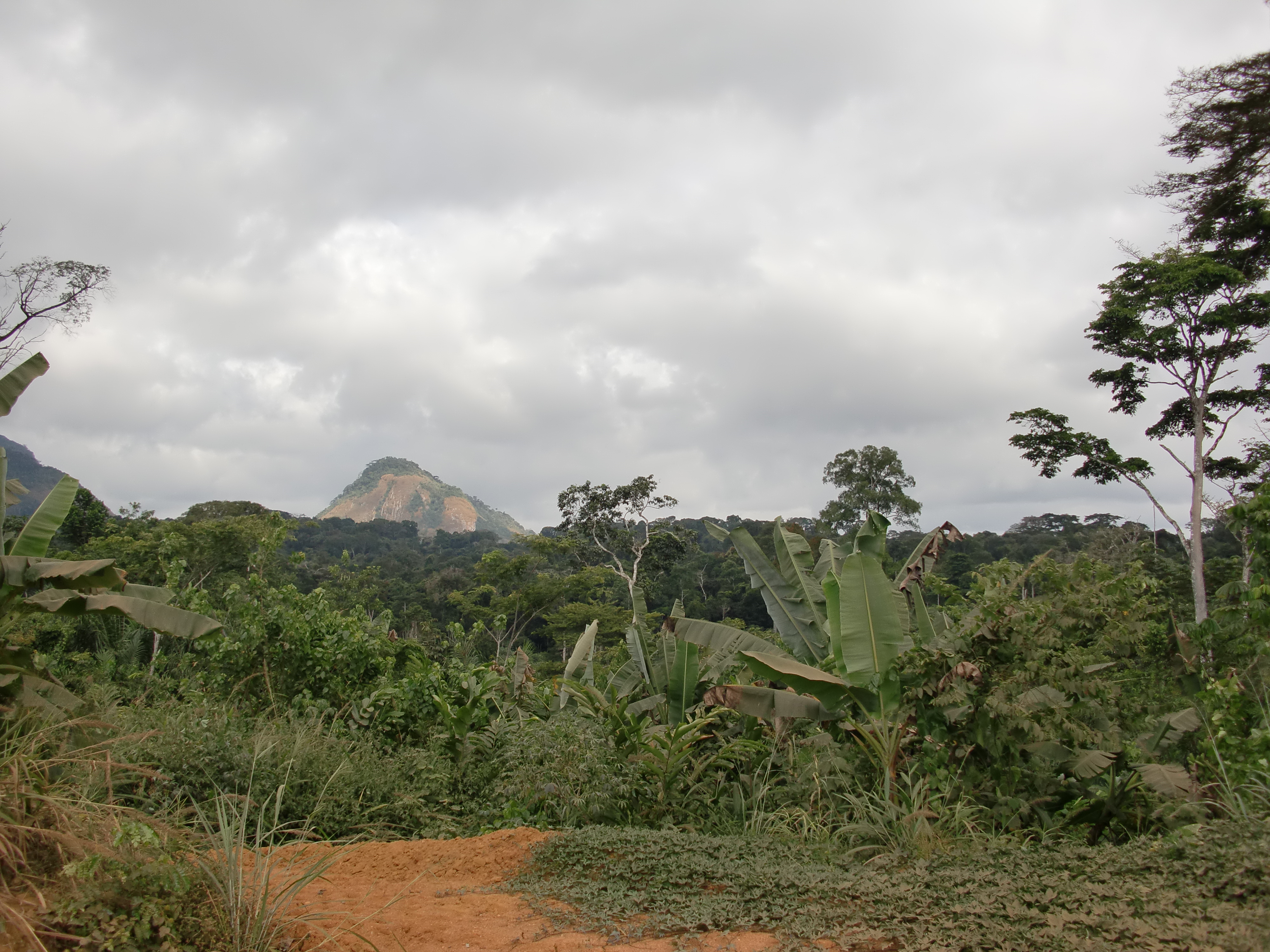
Selvas en Oyala-Ciudad de la Paz
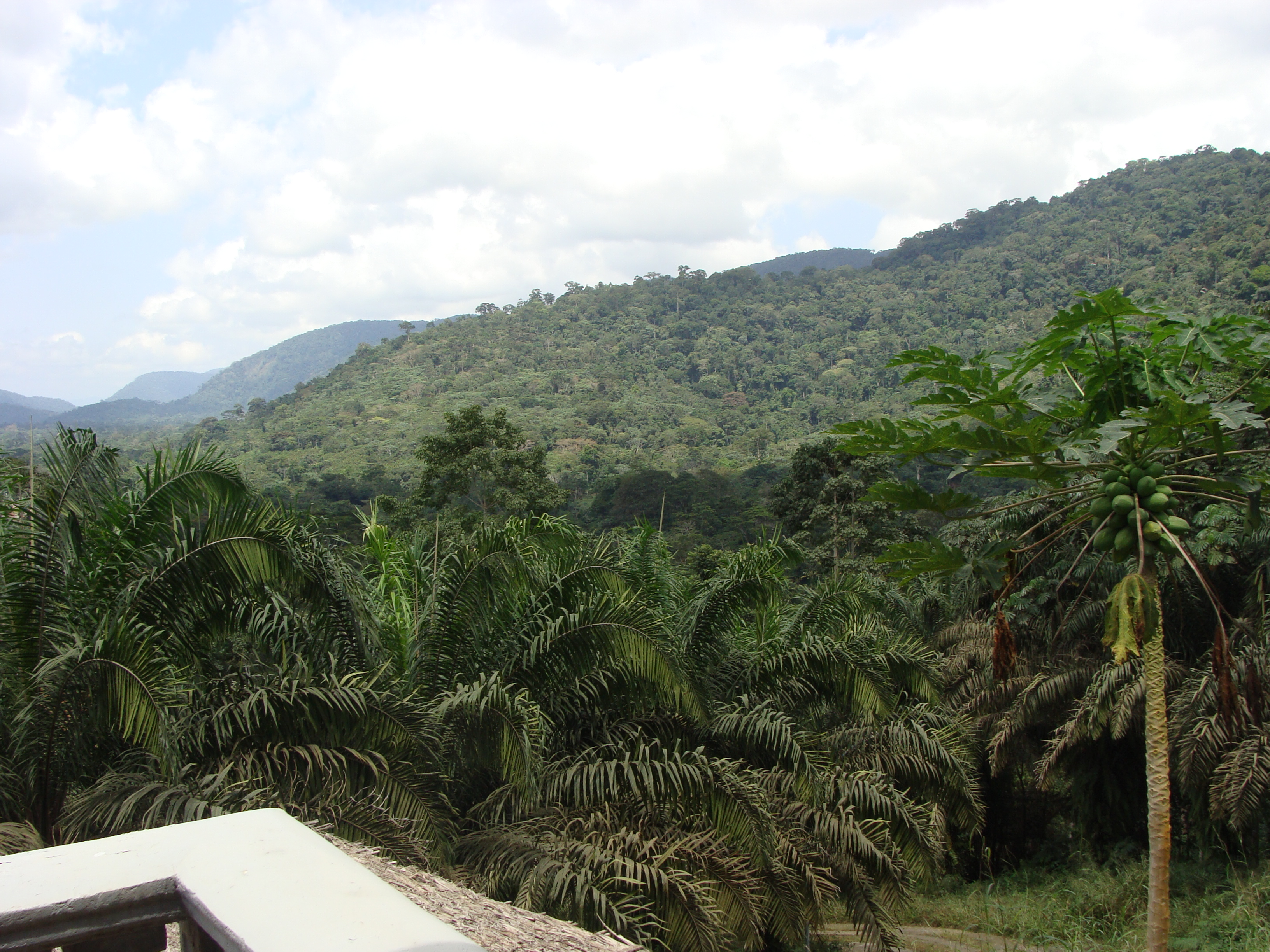
Parque nacional de Monte Alén
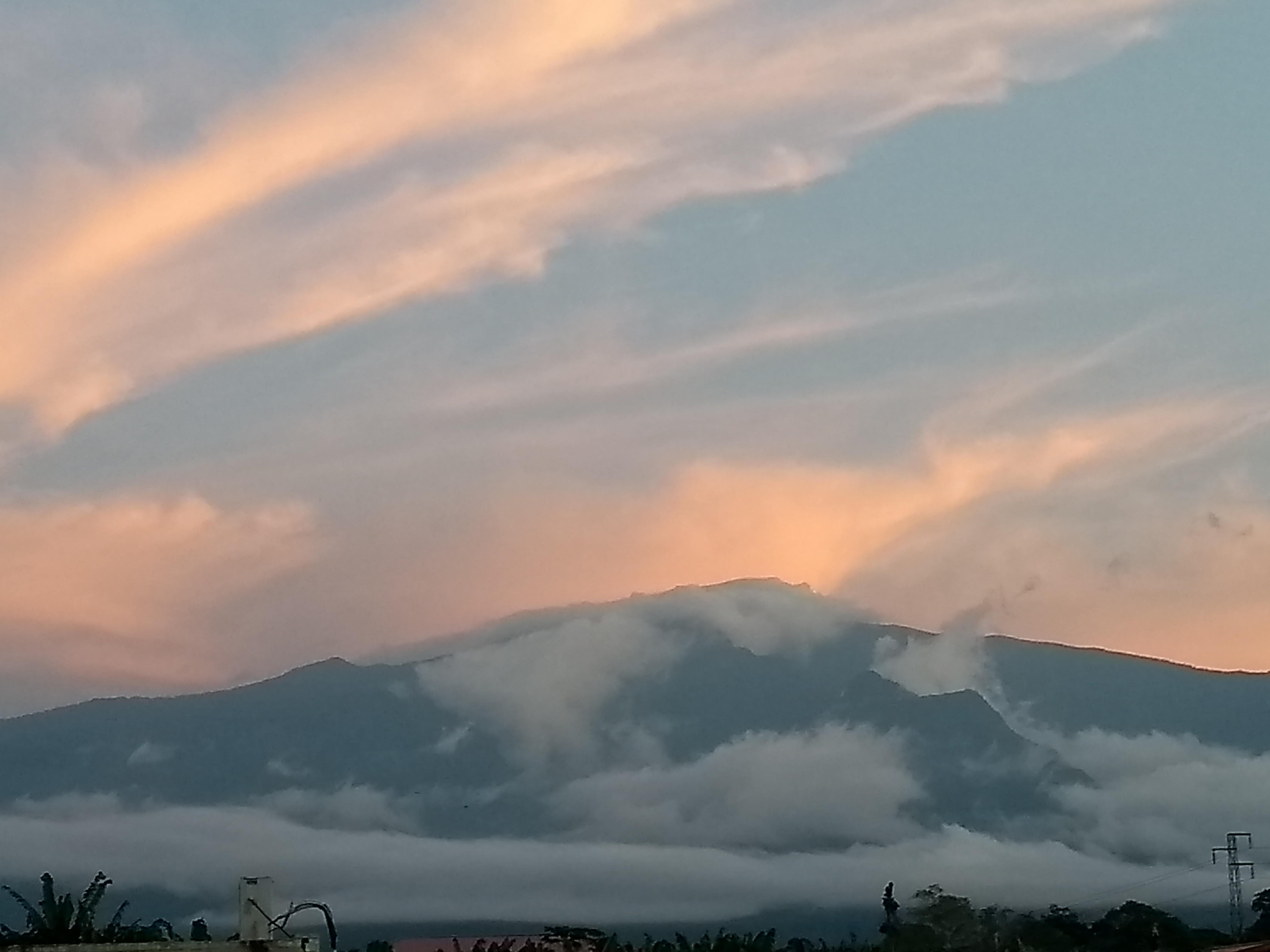
Pico Basilé

### Fronteras

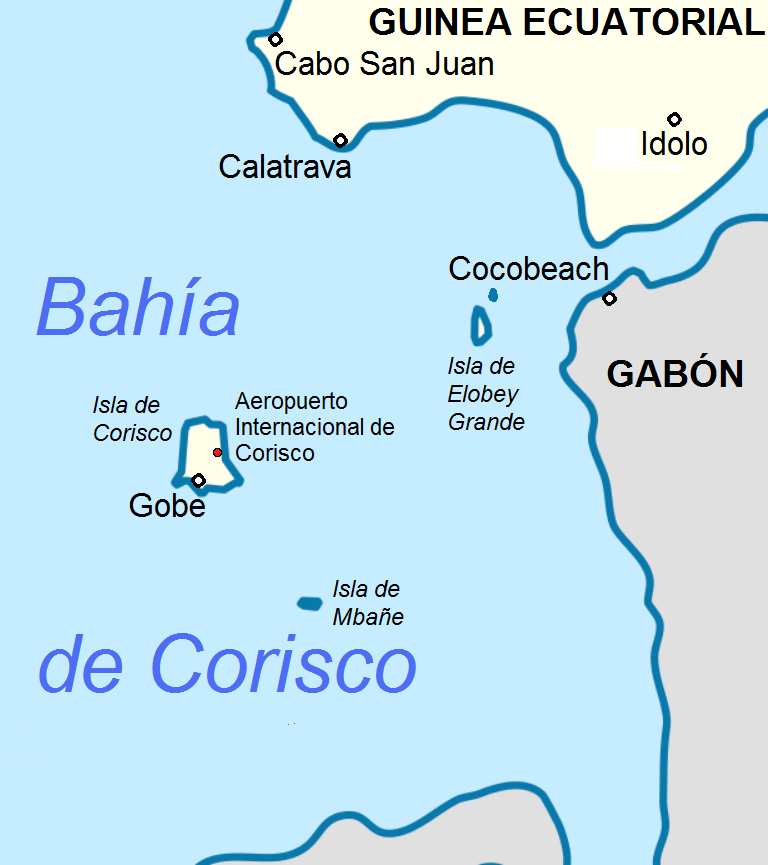
Mapa de localización de Mbañe, en la que hay una disputa territorial con Gabón.

Los límites de Guinea Ecuatorial corresponden a los de la antigua Guinea Española (1926-1968), sin embargo desde mediados de los años 70 del siglo XX Guinea Ecuatorial y Gabón se disputaban 3 islotes en la Bahía de Corisco, llamados en español Mbañé, Cocoteros y Conga (y alternativamente en francés îles Mbanié, Cocotiers et Conga) que se encuentran en medio de aguas aun por delimitar y que contienen bloques de petróleo y gas.
En 1912, refiriéndose a las colonias españolas del Golfo de Guinea, Luis Ramos-Izquierdo y Vivar escribió:

«A media milla de la isla de Corisco, y al S. de la misma, se encuentra el islote Leva, y al S.O., a más de seis millas, el islote M´bañe; el primero de ellos despoblado, y el segundo ocupado tan sólo por un plantón de la Guardia colonial, al objeto de hacer en él efectiva nuestra soberanía»

El conflicto diplomático entre ambas naciones se habría iniciado en 1972, cuando el gobierno de Guinea Ecuatorial presidido en ese entonces por Francisco Macías Nguema declaró que según el Tratado de París de 1900 firmado entre las antiguas potenciales coloniales de Francia (que colonizó Gabón) y España (que colonizó Guinea Ecuatorial) las islas se encontraban en aguas españolas y, por tanto, formaban parte ahora de Guinea Ecuatorial (que consiguió su independencia en 1968).
Se cree que las aguas de estas islas contienen importantes depósitos de petróleo. En realidad, según Gabón el interés de Guinea Ecuatorial en Mbañé está vinculado al control de las zonas marítimas entre la costa de Gabón y la isla de Santo Tomé, para las que Gabón y Guinea han concedido permisos petroleros en las mismas zonas.
El conflicto resurgió en 2003, cuando el ministro gabonés de Defensa Nacional, Ali Bongo Ondimba, realizó una visita de alto nivel a la isla de Mbañé, evento que causó la protesta del gobierno ecuatoguineano que lo consideró una invasión de su territorio.
La mediación de la ONU en 2003 no tuvo éxito y en abril de 2021, un comunicado del Ministerio de Asuntos Exteriores de Gabón confirmó que la Corte Internacional de Justicia (CIJ) de La Haya había iniciado el procedimiento. El litigio territorial estuvo en proceso en La Haya desde marzo de 2021. En abril de 2021 la corte anunció que teniendo en cuenta el acuerdo de las Partes, se fijaba el 5 de octubre de 2021 como el plazo para la presentación de los argumentos de la República de Guinea Ecuatorial, y el 5 de mayo de 2022 para la respuesta de la República Gabonesa.
En septiembre de 2024 se iniciaron las audiencias públicas en la Corte Internacional de Justicia con sede en La Haya (Países Bajos) donde los abogados de ambas partes (el gobierno de Guinea Ecuatorial y el Gobierno de Gabón) presentaron sus argumentos sobre la disputa territorial y marítima.
Mientras Guinea Ecuatorial afirmaba que debía aplicarse el Tratado de París de 1900 firmado por España y Francia, Gabón insistió en tener derechos basándose en un acuerdo de 1974 (Convención de Bata), documento que el gobierno ecuatoguineano argumentó que no tenía validez y no reconoce.
Las exposiciones de los argumentos de las partes concluyeron el 4 de octubre de 2024 con la parte gabonesa siendo la última en explicar sus planteamientos. Finalmente el 19 de mayo de 2025, la Corte Internacional de Justicia emitió su decisión de que las islas Mbañe, Cocoteros y Conga pertenecían a Guinea Ecuatorial, ya que el título legal estaba antiguamente en poder de España, que más tarde lo transfirió a Guinea Ecuatorial cuando se independizó en 1968, y no a Gabón.

### Zona Económica Exclusiva

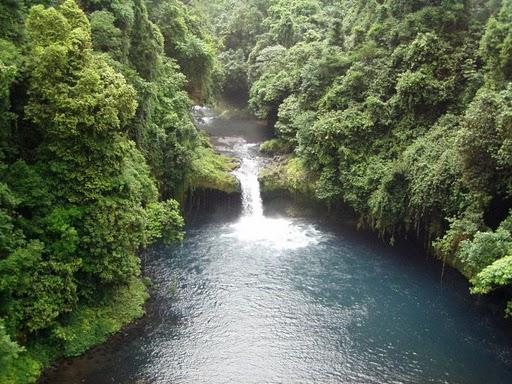
Ureka en la Isla de Bioko

Debido a que el territorio de Guinea Ecuatorial se divide entre un área continental y otra área insular (una al norte con Bioko como la isla principal y otra al sur de Santo Tomé y Príncipe con Annobón como la isla más relevante), su zona económica exclusiva aproximada también se divide en 2 partes separadas entre sí. La isla de Bioko y la parte continental forman la parte norte, que limita con las aguas de Nigeria y Camerún en su extremo septentrional, Gabón y Santo Tomé y Príncipe al Sur y con este último país de nuevo también al oeste. La segunda parte de la Zona en torno a la Isla de Annobón limita con Santo Tomé y Príncipe al Norte, Gabón al este y con aguas internacionales al oeste y al sur. Se cree que estas aguas poseen ricos recursos en petróleo y gas, además tener abundantes oportunidades para la pesca, aunque su delimitación exacta está pendiente aún. El gobierno de Guinea Ecuatorial sin embargo ya ha dividido las aguas en Bloques para su explotación, sobre todo en torno a la Isla de Bioko y a la parte continental del país.

### Geología
El basamento geológico de las regiones central y oriental de Guinea Ecuatorial se compone de rocas precámbricas que forman parte del cratón del Congo. Incluyen gneis, piedra verde, esquisto-anfibolita y granitoides. Estas rocas antiguas están recubiertas por rocas sedimentarias de edad mesozoica, neógena y cuaternaria en el oeste y a lo largo de la costa. Las islas de Pagalu y Bioko (Annobon y Fernando Poo) son de origen volcánico relativamente reciente y forman parte de la Línea Volcánica de Camerún.
La formación meso y cenozoica del evento de rifting atlántico muestra unidades sedimentarias pre, syn y post rift tectono.
La extracción de minerales en Guinea Ecuatorial no es significativa. La extracción artesanal de oro se produce en los ríos que proceden de las rocas precámbricas del Río Muni. Otros minerales extraídos son: diamantes, coltán, hierro, bauxita, estaño y wolframio.
En cambio, Guinea Ecuatorial es el cuarto exportador africano de petróleo, que contribuye significativamente al PIB del país. El país es también el séptimo productor africano de crudo y el noveno de gas natural. Las reservas se estiman en 150 Mt y 36.810 millones de m³, respectivamente. El aumento de la producción de crudo ha tenido un importante impacto positivo en la economía de Guinea Ecuatorial. Dado que Guinea Ecuatorial depende en gran medida del crudo, las caídas del precio del crudo en 2009 y 2014 tuvieron un efecto apreciable en la economía.
En las islas de Bioko y Pagalú pueden producirse erupciones volcánicas. En Bioko existen tres estratovolcanes amalgamados.
Geológicamente, Guinea Ecuatorial está separada del norte de Gabón por la zona de transferencia de Fang, a través de la cual la edad del rifting puede ser ligeramente joven hacia el norte. A principios del Aptiano, el rifting de África Occidental había dado lugar a la formación de una cuenca salina que se extendía desde Angola hasta el sur de Camerún.
Mientras que en Gabón y hacia el sur la sal persistió durante todo el Aptiense, en Río Muni el Aptiense superior está representado por areniscas lacustres y rocas madre, demostradas tanto por pozos como por afloramientos costeros.
Río Muni tiene muchos y variados yacimientos potenciales, en su mayoría aún no probados. Además de los yacimientos antes detallados, existe potencial para trampas estratigráficas relacionadas con la tectónica de la sal y yacimientos descendentes. Las arenas de canales terciarios también resultan productivas en otros lugares de África Occidental.
A pesar del alto grado de estructuración y de la variedad de yacimientos de hidrocarburos disponibles, Río Muni sigue siendo la zona menos explorada de la cuenca salina de África Occidental.

## Economía

Una representación proporcional de las exportaciones de Guinea Ecuatorial, 2019

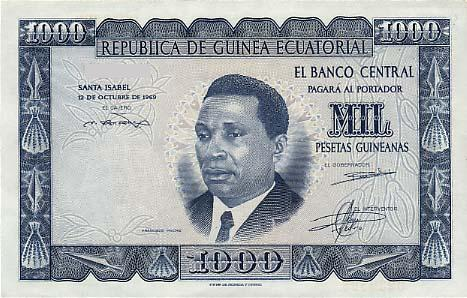
Pesetas ecuatoguineanas (1969)

La economía de Guinea Ecuatorial depende principalmente de la producción de petróleo, que representa el 60 % del producto interior bruto y el 86 % de las exportaciones del país. Otros recursos económicos son la explotación de maderas nobles, la agricultura, con productos como el cacao, algodón, café, la caña de azúcar, frutas tropicales, etc. Se practica ganadería vacuna en las tierras altas, y existe un comercio informal de minerales, en particular de metales preciosos. La emisión de sellos postales, principalmente para coleccionismo filatélico, es también una fuente de ingreso para el estado.
Desde finales del siglo XX, gracias a la puesta en explotación de yacimientos petrolíferos, Guinea Ecuatorial es el país de África con mayor renta per cápita, con unos 29 000 dólares a paridad de poder adquisitivo, un valor similar al de Portugal o Grecia. Sin embargo, esta riqueza ha sido acaparada por una pequeña élite del entorno del presidente Obiang mientras que una gran parte de la población ha permanecido en la pobreza. Guinea Ecuatorial se ha convertido en uno de los países más desigualitarios del mundo, con un coeficiente de Gini de 0,65. Esta inequidad se refleja en el bajo índice de desarrollo humano, más bajo que muchos países del norte de África que tienen una renta per cápita casi 10 veces inferior a la de Guinea Ecuatorial.
El país se encuentra en recesión desde 2013, la cual se agravó a partir de la caída del precio del petróleo en 2015. En 2017 el Fondo Monetario Internacional predijo que la economía guineana seguiría en recesión hasta al menos 2022. El gobierno ha llevado a cabo recortes de gasto que no han impedido que el déficit público aumente hasta un 16 % del PIB. El banco central agotó sus reservas de divisas extranjeras en 2016. Sin embargo, en 2018 el país nuevamente tuvo cifras positivas, llegando en 2019 a lograr por primera vez capacidad de autofinanciación.
En los últimos años diversos problemas como el agotamiento de sus reservas de petróleo y la previsión de que se desplomen otro 50 % a lo largo de la década de 2020, provocan el pronóstico de una caída significativa de la economía de este país en el futuro.
Guinea Ecuatorial es estado miembro de CEMAC. La moneda de curso legal es el franco CFA.

### Turismo

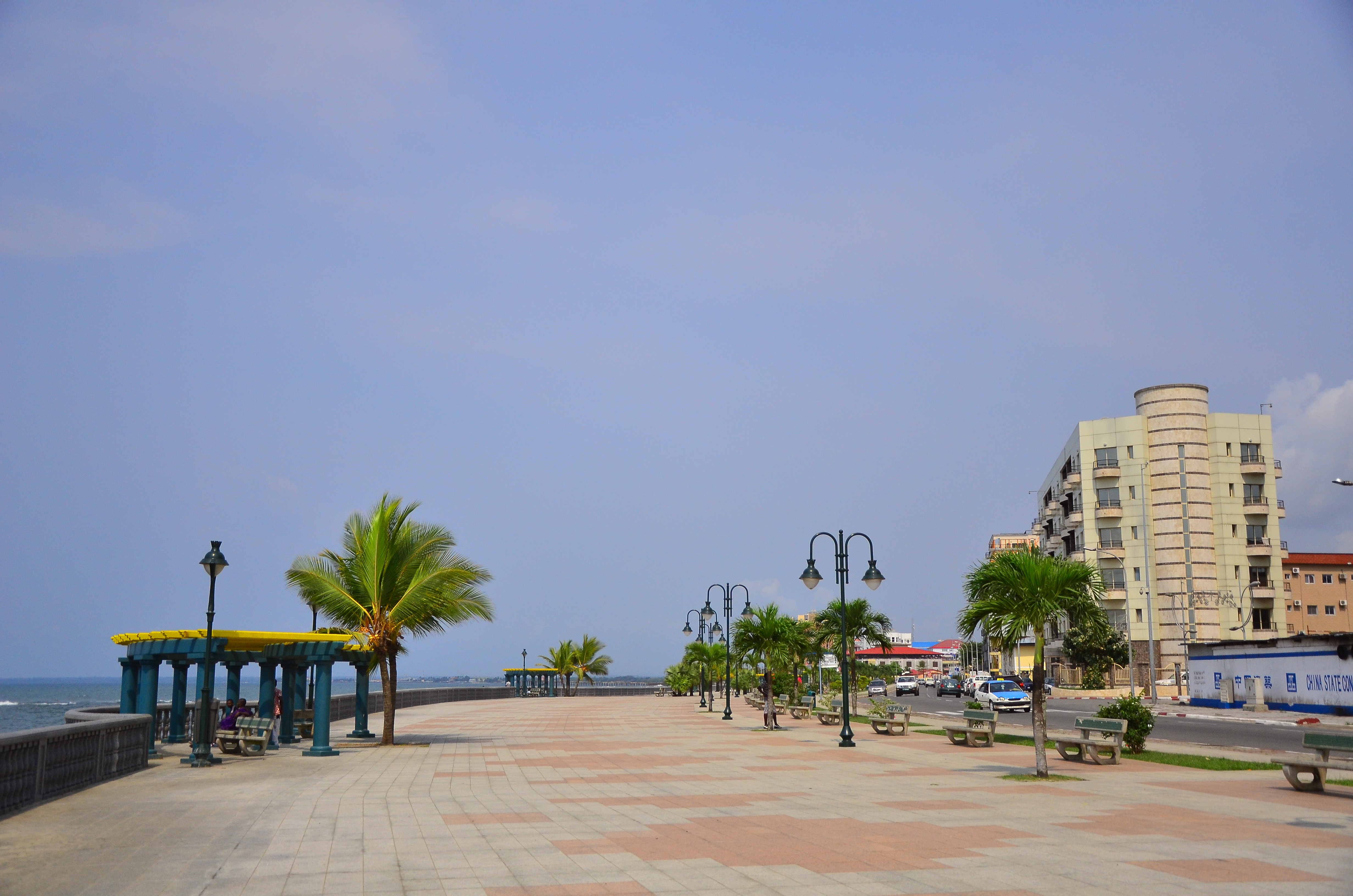
Paseo marítimo de Bata

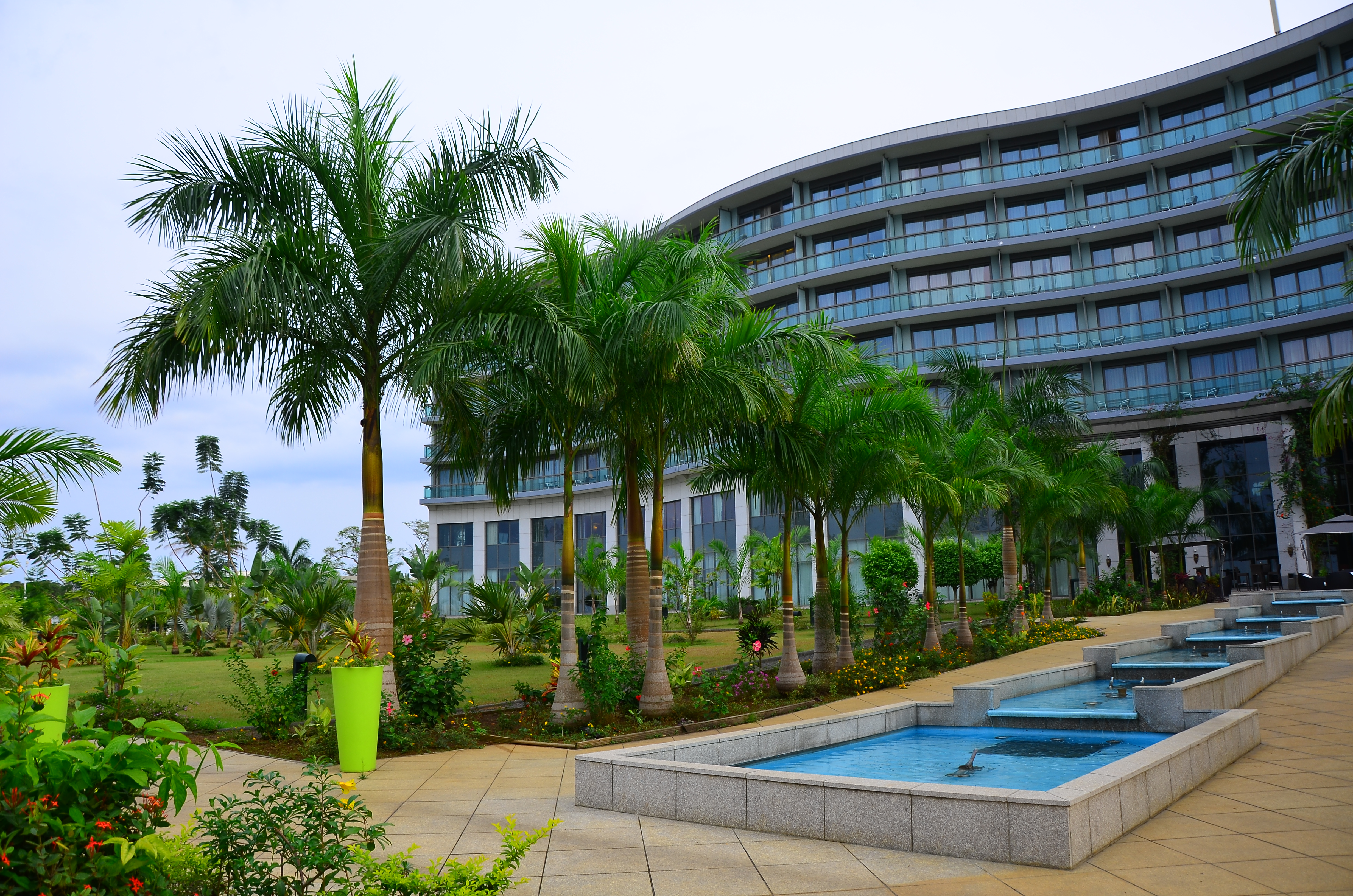
Hotel en Sipopo

Debido a que Guinea Ecuatorial ha sufrido muchos años de aislamiento internacional, su industria turística está muy poco desarrollada, con una oferta hotelera limitada en las ciudades de Malabo (Isla de Bioko) y Bata en la región continental. Las atracciones son la arquitectura colonial española de Malabo, las playas y los bosques tropicales. Se requiere un certificado de vacunación contra la fiebre amarilla. Se necesita un pasaporte válido; no hay requisitos de visado para los titulares de pasaportes estadounidenses.
En 2004, el Departamento de Estado de Estados Unidos estimó que el coste de la estancia en Guinea Ecuatorial era de 218 dólares al día. En los últimos años sin embargo se han desarrollado una serie de emprendimientos tanto públicos como privados para aprovechar la bellezas naturales del país estimulados por el bum petrolero.
Entre los lugares más visitados se encuentran Malabo, el parque nacional Alén, Moca, San Antonio de Ureca, Bata, Evinayong, Luba, Mbini, la Isla de Annobón, el parque nacional Altos de Nsork, la reserva natural del monte Temelón, la isla de Corisco, Cogo y Utonde.
Desde del 1 de julio de 2023, Guinea Ecuatorial ha implementado el visado electrónico, reemplazando el visado otorgado en las embajadas para turistas de todo el mundo y nacionalidad.

### Petróleo y gas

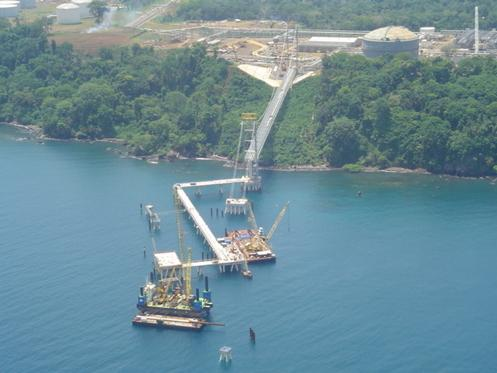
EG LNG es una compañía de gas natural licuado (GNL) de propiedad mixta (privada y pública) que opera en Malabo

Tras un lento comienzo, Guinea Ecuatorial se ha convertido en las últimas décadas en un importante productor de petróleo en el Golfo de Guinea, una de las regiones de hidrocarburos más prometedoras del mundo. Los principales yacimientos, Zafiro y Alba, se encuentran frente a la isla de Bioko. En 1999, la producción de petróleo fue aproximadamente cinco veces superior a la de 1996; el campo Zafiro, explotado por Exxon Mobil y Ocean Energy, produjo unos 100 000 barriles diarios (16 000 m3/d), y CMS Nomeco extrajo unos 6700 barriles diarios (1070 m3/d). En 2002, la producción fue de casi 200 000 barriles diarios.
En 1995, Mobil (ahora Exxon Mobil) descubrió el gran yacimiento de Zafiro, con unas reservas estimadas de 400 millones de barriles (64 000 000 m³). La producción comenzó en 1996. La empresa anunció un programa de desarrollo rápido de 3 años de duración, dotado de 1000 millones de dólares, para aumentar la producción a 130 000 barriles diarios (21 000 m3/d) a principios de 2001. El progreso se retrasó debido a una disputa contractual con el gobierno y a una geología inesperadamente difícil. La diferencia con el gobierno se resolvió finalmente.
En 1998 se introdujo un acuerdo de regulación y reparto de beneficios más liberal para las actividades de exploración y producción de hidrocarburos. Se revisó y actualizó el contrato de reparto de la producción, que hasta entonces había favorecido mucho a los operadores occidentales. Como resultado, los ingresos nacionales por petróleo aumentaron del 13 % al 20 % de los ingresos por exportación de petróleo. Sin embargo, la participación del gobierno sigue siendo relativamente pobre en comparación con los estándares internacionales.
En 1997, CMS Nomeco amplió sus operaciones con una planta de metanol de 300 millones de dólares. La planta entró en producción en 2000 y contribuyó a aumentar la producción de condensado de gas natural del yacimiento de Alba.
En agosto de 1999, el gobierno cerró la licitación de una nueva ronda de licencias petroleras para 53 bloques de aguas profundas no explorados y siete bloques de aguas poco profundas. La respuesta fue escasa debido a una combinación de factores, como la caída de los precios del petróleo, la reestructuración de la industria petrolera y la incertidumbre sobre una frontera marítima no demarcada con Nigeria (que no se resolvió hasta el año 2000).

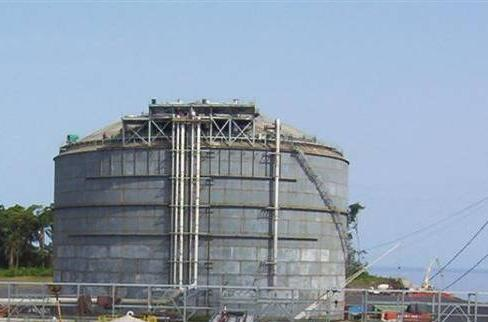
Tanque de almacenamiento de Gas de EG LNG

A finales de 1999, Triton Energy, una empresa independiente estadounidense, descubrió La Ceiba en el bloque G, en una zona totalmente nueva frente a la costa del país. Triton espera que un programa de desarrollo de 200 millones de dólares permita que La Ceiba y los campos asociados produzcan 100.000 barriles diarios (16 000 m3/d) a finales de 2001, a pesar de las decepciones y los problemas técnicos de principios de año.
Con el repunte de los precios del petróleo, la exploración se intensificó en 2000. En abril de 2000, la empresa estadounidense Vanco Energy firmó un contrato de producción compartida para el bloque marino de Corisco Deep. En mayo de 2000 se concedió a Chevron el bloque L, frente a Río Muni, y se firmaron otros tres contratos de producción compartida (para los bloques J, I y H) con Atlas Petroleum, una empresa nigeriana.
A principios de 2001, el gobierno anunció sus planes de crear una compañía petrolera nacional, para permitir a Guinea Ecuatorial una mayor participación en el sector y facilitar una transferencia más rápida de competencias. Sin embargo, los críticos temen que dicha empresa se convierta en un vehículo para la contabilidad opaca y la inercia del tipo que ha obstaculizado el desarrollo en países vecinos como Angola, Camerún y Nigeria.
Desde 2001, el gobierno maneja GEPetrol, una empresa nacional de petróleo, y Sonagas, una empresa nacional de gas natural. Se ha creado la empresa EG LNG para construir y explotar la planta y la terminal de GNL de la isla de Bioko. La planta comenzó a funcionar en mayo de 2007 y actualmente se está desarrollando una segunda planta.
Guinea Ecuatorial se convirtió en miembro de la OPEP en mayo de 2017.

## Infraestructura

### Transporte

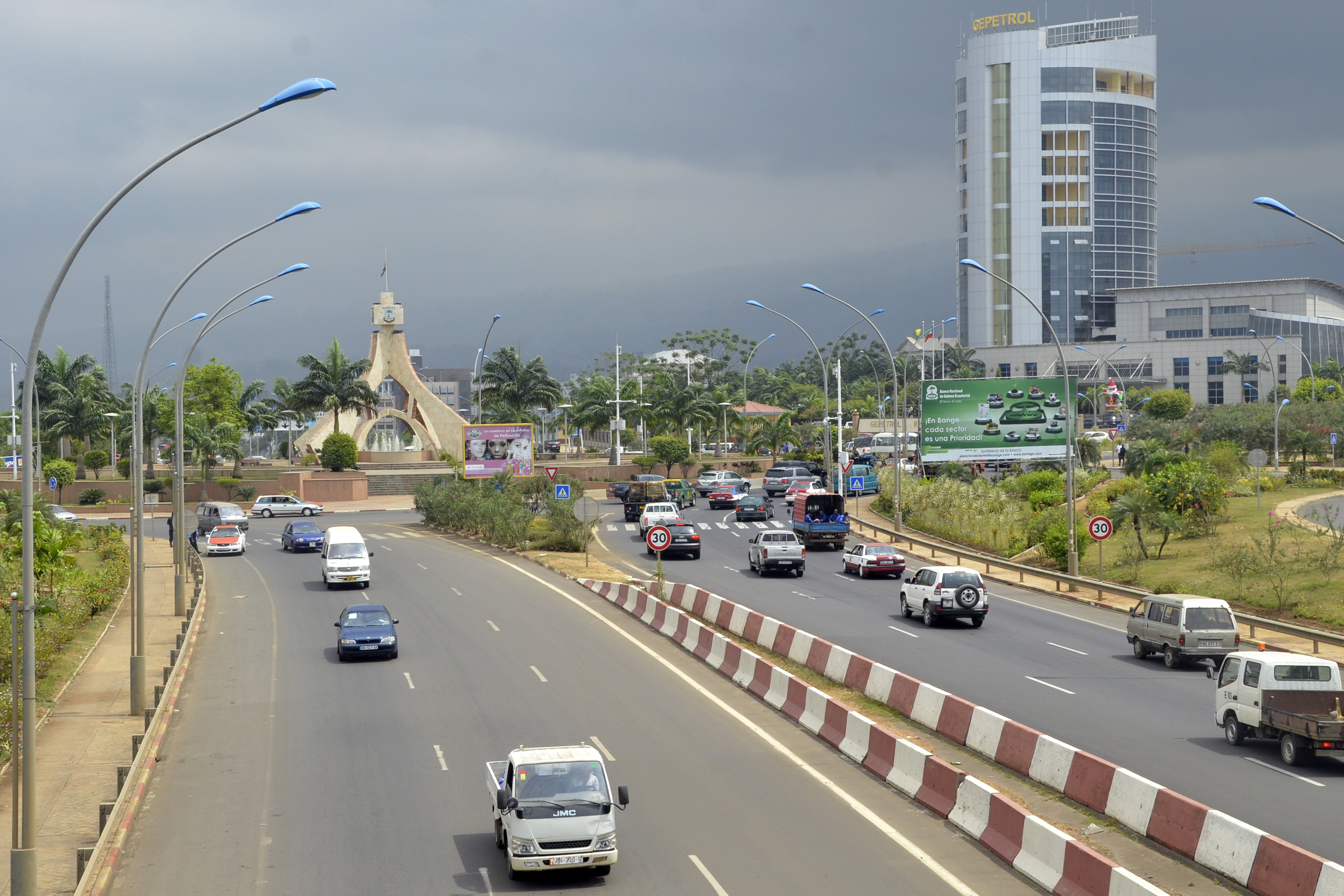
Una de las principales carreteras de Malabo en 2015

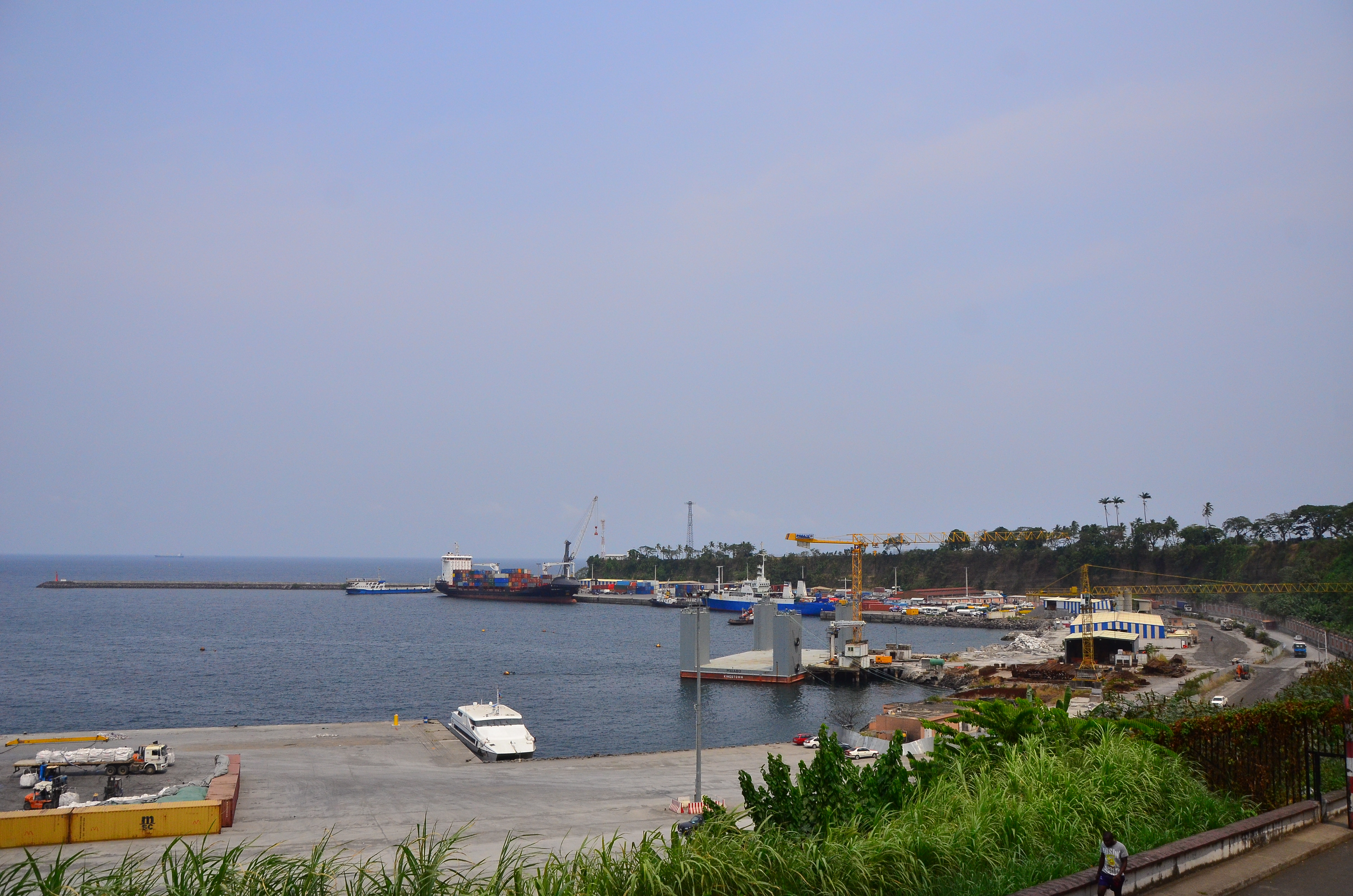
Puerto de Malabo

Prácticamente no hay ferrocarriles en Guinea Ecuatorial. Hay 2880 kilómetros (1790 millas) de carreteras y autopistas en Guinea Ecuatorial. La inversión en carreteras y autopistas ha sido constante en los últimos años. Los puertos principales son los de Bata y Mbini en Río Muni y los de Malabo y Luba en Bioko. Hay nueve puertos y cinco aeropuertos (3 internacionales) en Guinea Ecuatorial, siendo el principal el Aeropuerto de Malabo, en Punta Europa, isla de Bioko. CEIBA Intercontinental es la aerolínea bandera del país, que realiza 2 vuelos semanales entre Malabo y Madrid.

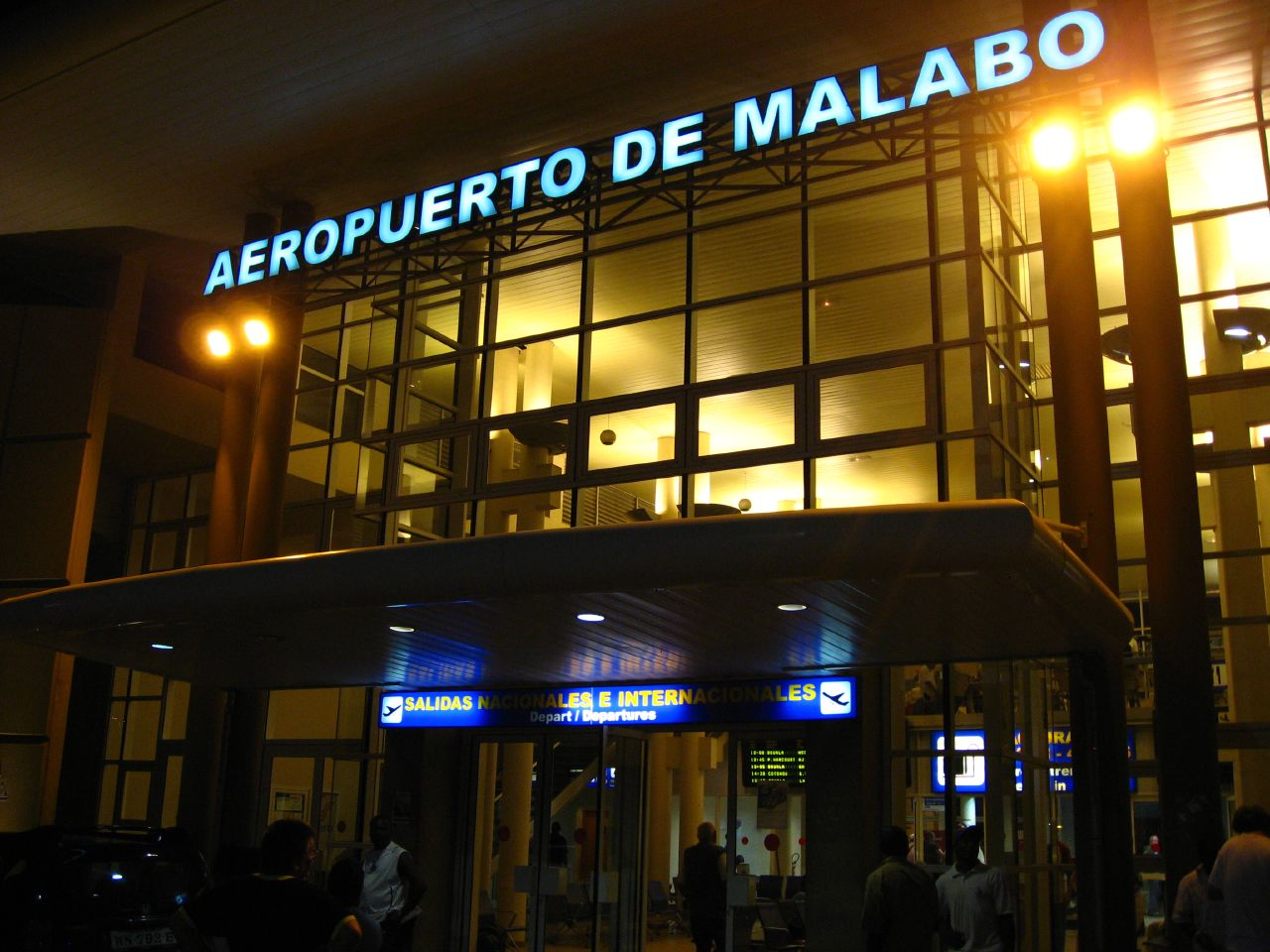
Aeropuerto de Malabo, en Punta Europa, isla de Bioko

Guinea Ecuatorial cuenta con dos de los puertos marítimos atlánticos más profundos de la región, incluida la principal ciudad portuaria comercial y de negocios, Bata. Los puertos de Malabo y Bata están muy sobrecargados y requieren una amplia rehabilitación y reacondicionamiento. La empresa británica Incat tiene un proyecto en marcha con el gobierno para renovar y ampliar Luba, el tercer puerto del país, situado en la isla de Bioko.
El gobierno espera que Luba se convierta en un importante centro de transporte para las compañías de petróleo y gas que operan en el Golfo de Guinea. Luba está situado a unos 50 kilómetros de Malabo y ha estado parcialmente inactivo, salvo para actividades pesqueras menores y un uso ocasional para descongestionar Malabo. También se está construyendo un nuevo embarcadero en el kilómetro 5, en el camino de Malabo al aeropuerto. 
Se trata de un proyecto destinado principalmente a dar servicio a la industria petrolera, pero que también puede aliviar el congestionado puerto de Malabo debido a su cercanía. El muelle petrolero del km 5 debía abrirse a finales de marzo de 2003. Riaba es el otro puerto de cierta envergadura en Bioko, pero es menos activo. Los puertos continentales de Mbini y Cogo también se han deteriorado y ahora se utilizan principalmente para actividades madereras.
Hay conexiones aéreas y marítimas entre las dos ciudades de Malabo y Bata. La mayoría de los aviones de construcción soviética han sido sustituidos, sobre todo, por ATR y Boeing, operados por varias compañías pequeñas, una de ellas estatal y las otras privadas, que constituyen la flota aérea nacional. 
La pista de Malabo (3200 m) está equipada con luces y puede dar servicio a aviones similares a los B777 e IL-76. La de Bata (2400 m) no opera de noche, pero puede acoger aviones del tamaño de un B737. Sus principales usuarios son la compañía aérea nacional (EGA) y una empresa privada (GEASA). Dos pistas de aterrizaje menores (800 m) se encuentran en Mongomo y Annobón. Desde Malabo hay conexiones internacionales con Madrid y Zúrich en Europa y con Cotonú, Duala y Libreville en África Occidental.

### Electricidad
Las ciudades más grandes de Guinea Ecuatorial disponen de electricidad gracias a tres pequeñas instalaciones hidroeléctricas sobrecargadas y a varios generadores envejecidos. En 1999, la producción nacional fue de unos 13 MWh. En Malabo, la empresa norteamericana CMS-Nomeco construyó una central eléctrica de 10 megavatios financiada por el gobierno, que entró en funcionamiento a mediados de 2000, y los planes para duplicar la capacidad están avanzando. Esta planta proporciona un mejor servicio a la capital, aunque todavía hay cortes ocasionales. En el continente, la ciudad más grande, Bata, sigue sufriendo apagones regulares.
SEGESA (siglas de Sociedad de Electricidad de Guinea Ecuatorial) es la empresa nacional de electricidad de Guinea Ecuatorial, con sede en Malabo, es el único operador del sector eléctrico de Guinea Ecuatorial.
La empresa fue creada en noviembre de 2001 mediante la fusión de la empresa nacional de electrificación rural SONER y la corporación nacional de electricidad ENERGE. En 2013 la empresa fue reorganizada en tres unidades: SEGESA Comercial para la distribución y venta, SEGESA Generación para las actividades de generación y SEGESA Transmisión para la transmisión. Las tres unidades son supervisadas por SEGESA Holding.

### Agua
El agua solo está disponible en las principales ciudades y no siempre es fiable debido al mal mantenimiento y la mala gestión. Algunas aldeas y zonas rurales están equipadas con generadores y bombas de agua, normalmente propiedad de particulares.

### Telefonía
La empresa paraestatal Getesa, con una participación minoritaria de una filial francesa de Orange, proporciona el servicio telefónico en las principales ciudades. El sistema regular está sobrecargado, pero Orange ha introducido un popular sistema GSM, que suele ser fiable en Malabo y Bata.

## Demografía

Evolución de la población ecuatoguineana entre 1960 y 2017. Población en miles de habitantes

Guinea Ecuatorial tiene una población de carácter joven (el 45 % no supera los 15 años) con una tasa de natalidad en torno al 42 por mil y una mortalidad del 16 por mil (en comparación, la mortalidad infantil en Cuba es de 5,3). La esperanza de vida es de 49 años para los hombres y 53 para las mujeres (los peores promedios dentro de la Hispanidad). Solo un 4 % de la población tiene más de 65 años. La tasa de alfabetización en los adultos estaba en 1992 en el 52 %, pero habría subido a un 87 % para 2009. La mayoría de la población vive en las zonas rurales. Según el Anuario Estadístico de Guinea Ecuatorial 2018 para 2015 Guinea Ecuatorial tiene 1 225 377 habitantes en contraste con los 1 014 999 que se contaron en 2001.

### Sanidad
En Guinea Ecuatorial hay 47 instalaciones médicas, incluidos siete hospitales regionales, once hospitales de distrito y 29 centros de salud.

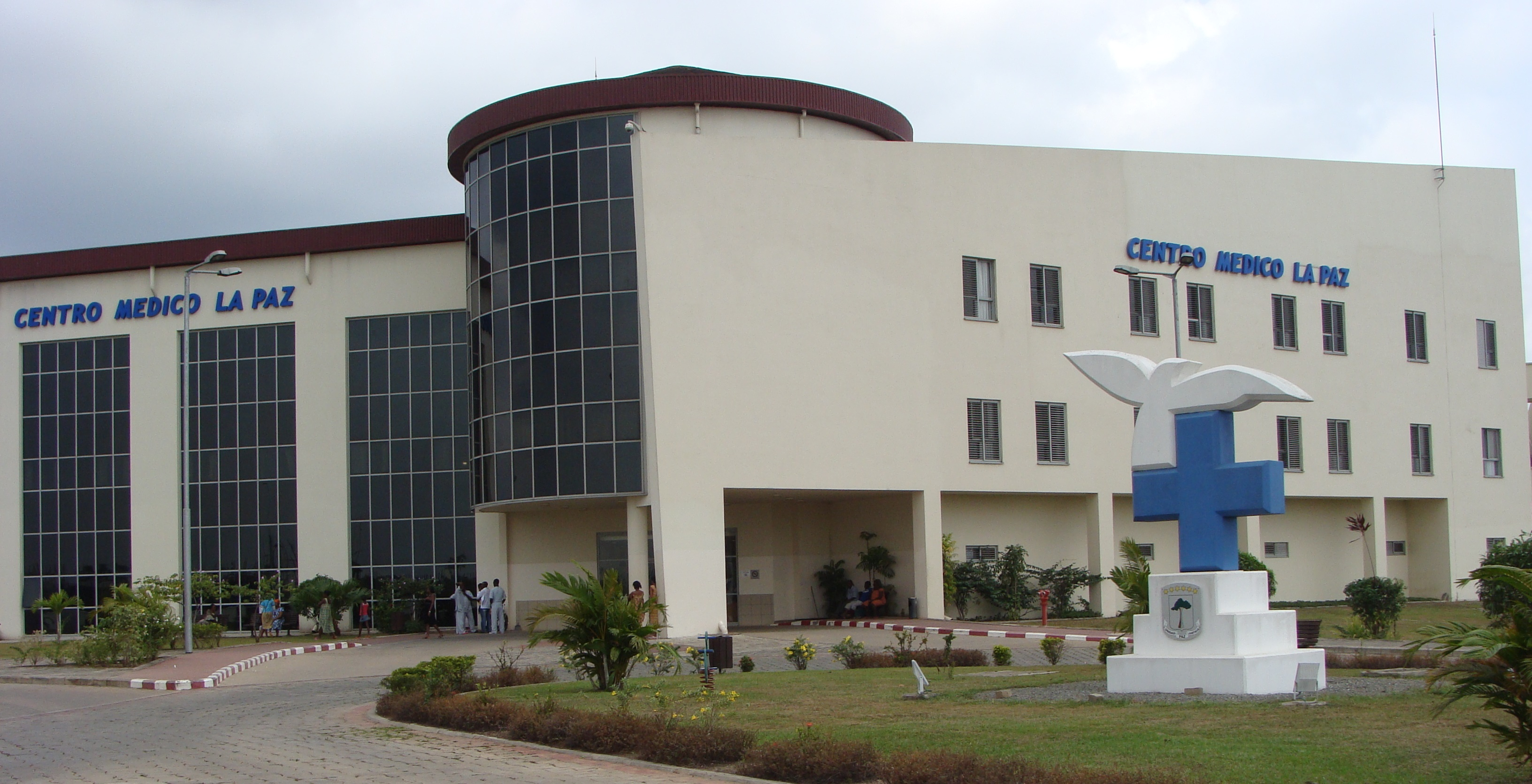
Centro Médico La Paz de Bata

Los principales hospitales son el Centro Médico La Paz de Bata ubicado en la parte continental del país, El Hospital Nuevo Inseso de la misma localidad, El Centro Médico La Paz de Malabo, en la Isla de Bioko y el Hospital General o Regional de Malabo en la misma isla. El Centro Médico de la Paz es una institución privada que fue encargada por el gobierno de Guinea Ecuatorial y construido por un estudio de arquitectura israelí. Para la adjudicación del Campeonato Africano de Fútbol de 2012, la FIFA había exigido la construcción de un hospital.
El gobierno paga todos los casos de emergencia y los pacientes derivados del Hospital General público de Bata o de otros hospitales[cita requerida]. Un helipuerto con señalización nocturna permite el transporte de pacientes desde otros hospitales (especialmente en Malabo), las islas guineanas y, por último, desde las plataformas de perforación del Golfo de Guinea.
El clima, la ubicación y las enfermedades tropicales, la logística africana y la exportación europea requieren mucha improvisación e independencia. Por ejemplo, en La Paz no se utiliza ni morfina ni opioides[cita requerida]. Por otro lado, el consumo de ketamina es diez veces mayor que en los países europeos[cita requerida].
La vacunación sistemática en el Centro La Paz contra el tétanos de todas las víctimas de accidentes tiene mucho éxito. Con 1200 vacunas al mes, el número de pacientes infectados (antes uno por semana) se ha reducido considerablemente. La mortalidad infantil es diez veces menor que en el resto del país. Médicos de todo el mundo con experiencia en los trópicos han hecho posible un tratamiento diferenciado de la malaria endémica según sus propios protocolos, teniendo en cuenta la resistencia y los grupos de edad. La piomiositis tropical es más frecuente que la lepra o la rabia. En la policlínica se atiende a unos mil pacientes al mes. Los motivos más comunes de ingreso son la malaria y las fracturas óseas.
La esperanza de vida media estimada por la CIA para 2018 en Guinea Ecuatorial era de 63,8 años para los hombres y de 66,2 años para las mujeres, para una esperanza de vida total de la población de 65 años.
La prevalencia del VIH/sida era de 6,50 por cada 100 adultos en 2017. En 2017, había aproximadamente 53 000 personas que vivían con el VIH/sida en el país. Se calcula que en 2018 se produjeron 1800 muertes por sida.

### Educación

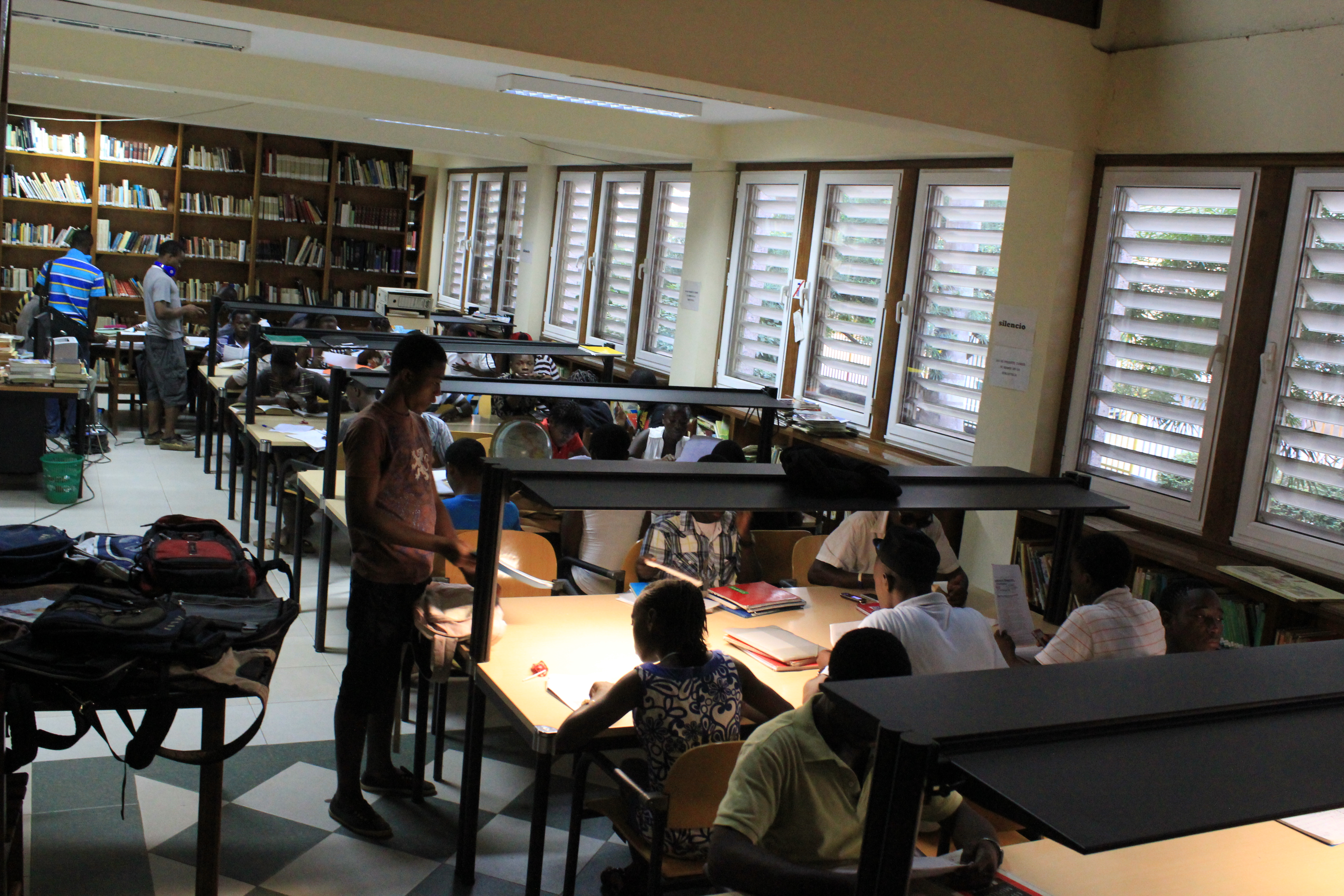
Centro Asociado de la UNED en Malabo

El país posee una universidad, la Universidad Nacional de Guinea Ecuatorial (UNGE) con campus en Malabo y una Facultad de Medicina en Bata. La Universidad Nacional de Educación a Distancia española cuenta también con una sede en Malabo y otra en Bata.
En el país están activas varias organizaciones culturales (el Centro Cultural Ecuatoguineano, Centro Cultural Español de Malabo y otros) cuyo fin principal es la alfabetización y promoción cultural de la población. La mayoría del apoyo económico en este sentido proviene del gobierno español.

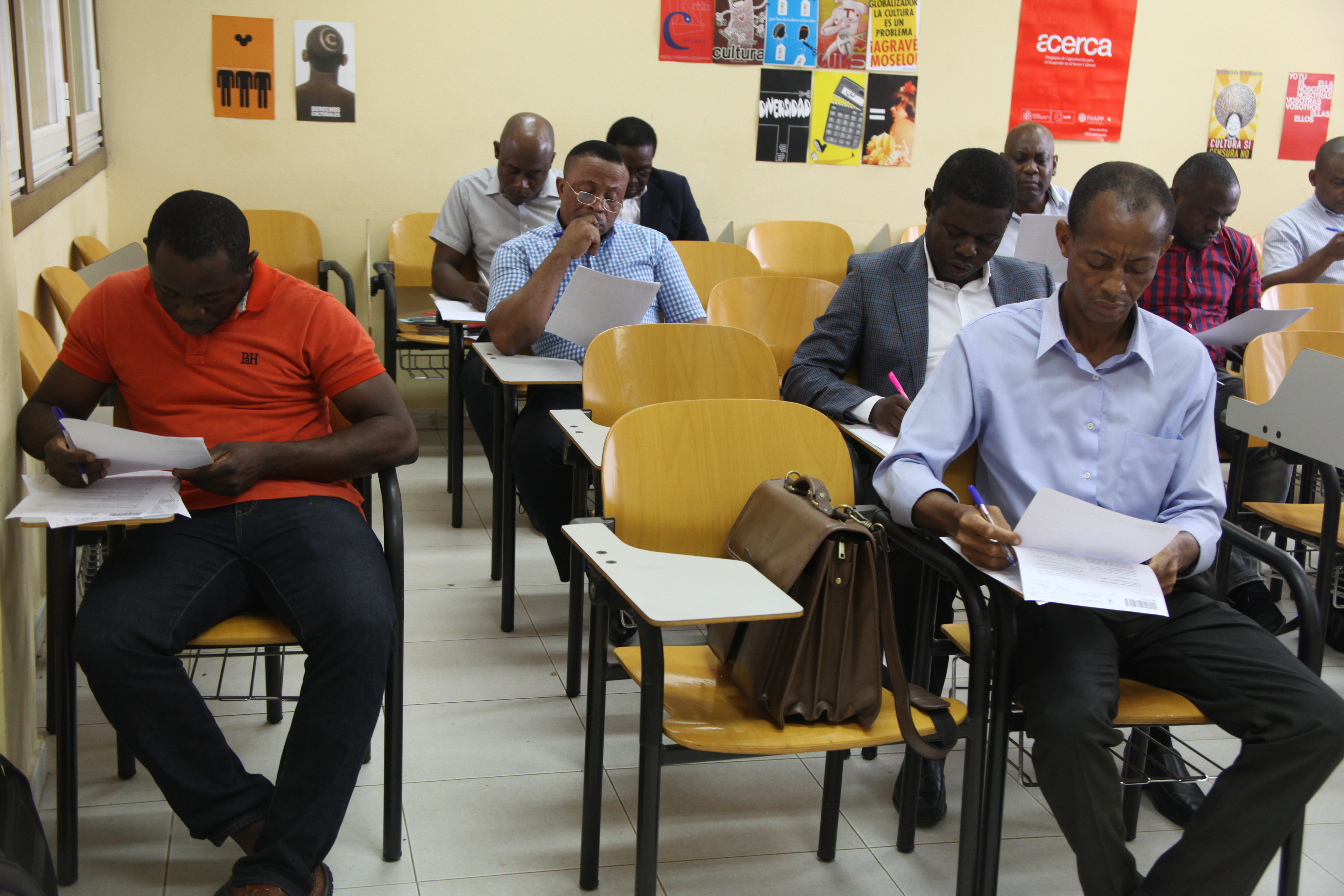
Exámenes de la UNED en el Centro Cultural de España en Malabo.

Durante el periodo de colonización, el sistema educativo de Guinea Ecuatorial estaba controlado en su mayoría por grupos misioneros católicos, en particular los claretianos. Las escuelas gestionadas por el gobierno español fomentaban el uso de la lengua española para comunicarse. Durante este periodo, la asistencia a la escuela superaba el 90 %, lo que suponía una de las tasas de asistencia más altas del continente.
Tras la independencia, Guinea Ecuatorial también tenía una de las tasas de alfabetización más altas del continente. Sin embargo, el sistema educativo se deterioró rápidamente porque había menos fondos disponibles. Además de la falta de fondos, el sistema educativo se vio afectado porque el presidente Macías consideraba a la Iglesia católica como un rival por el poder y como un símbolo del "imperialismo español". En 1978 ilegalizó las actividades católicas y cerró las escuelas católicas. Cuando Teodoro Obiang Nguema asumió la presidencia, el sistema educativo se estabilizó.

Ejemplo de Documento de Identidad Personal de Guinea Ecuatorial escrito en español

Puso mayor énfasis en el sistema creando nuevas escuelas y rehabilitando las antiguas. Aunque los ingresos del país aumentaron tras el descubrimiento de yacimientos petrolíferos en la década de 1990, el presupuesto de Guinea Ecuatorial sigue destinando solo entre el 2 % y el 3 % a la sanidad y la educación. Esta cifra está muy por debajo de la media subsahariana, que es del 16 % del presupuesto gubernamental. El sistema educativo actual es todavía bastante nuevo, ya que una ley de 2007 consideró que la educación era fundamental para todos los ciudadanos y el país empezó a seguir las normas internacionales.
En la actualidad el español es el idioma regular en todos los niveles del sistema educativo y su enseñanza es un asignatura obligatoria en el país. El sistema educativo no contempla el uso de las lenguas autóctonas locales como lenguas vehiculares, aunque en la práctica los profesores pueden usar alternativamente otras lenguas nacionales incluso si los libros de texto están en español.

### Etnografía

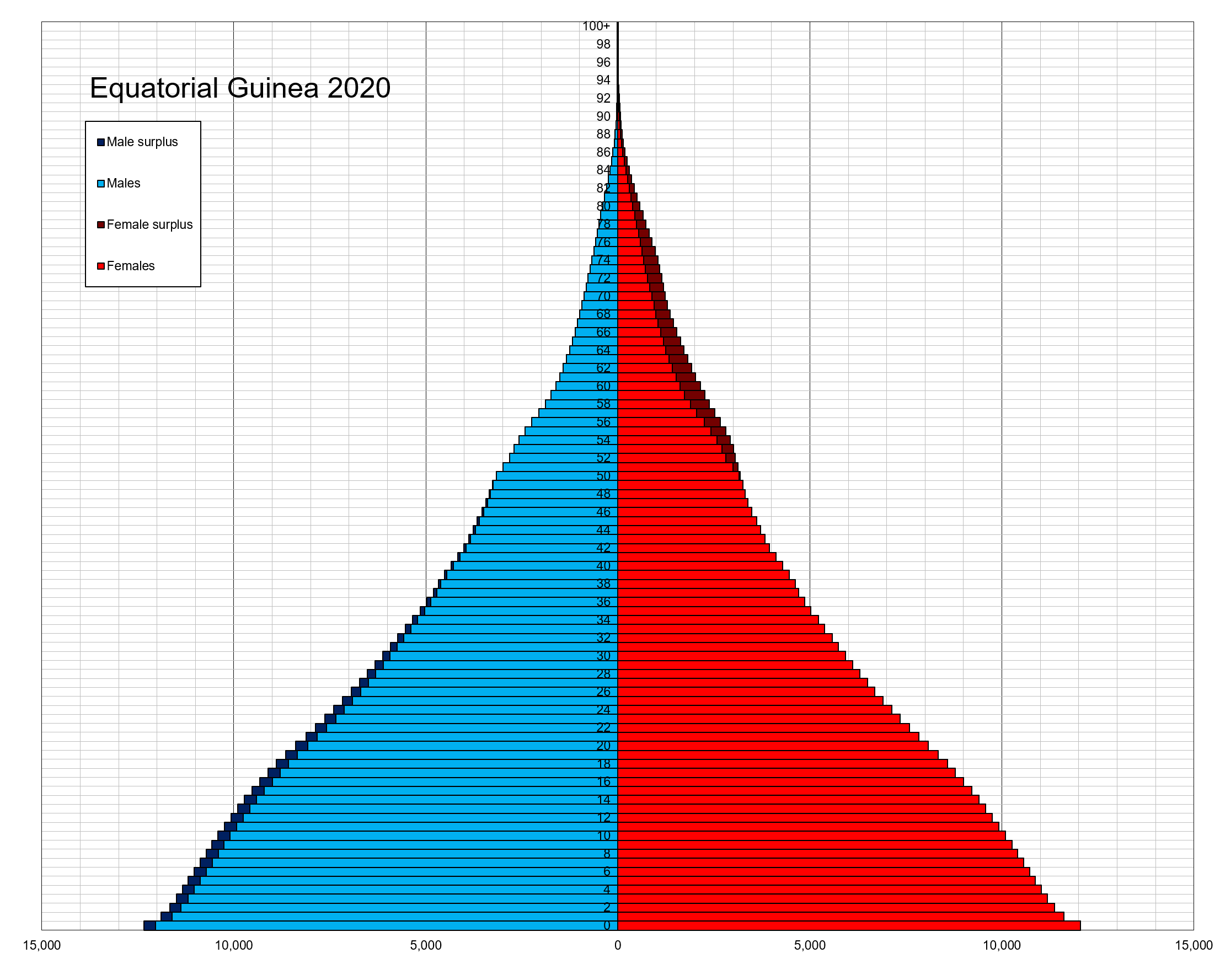
Distribución poblacional por edad y género en 2020

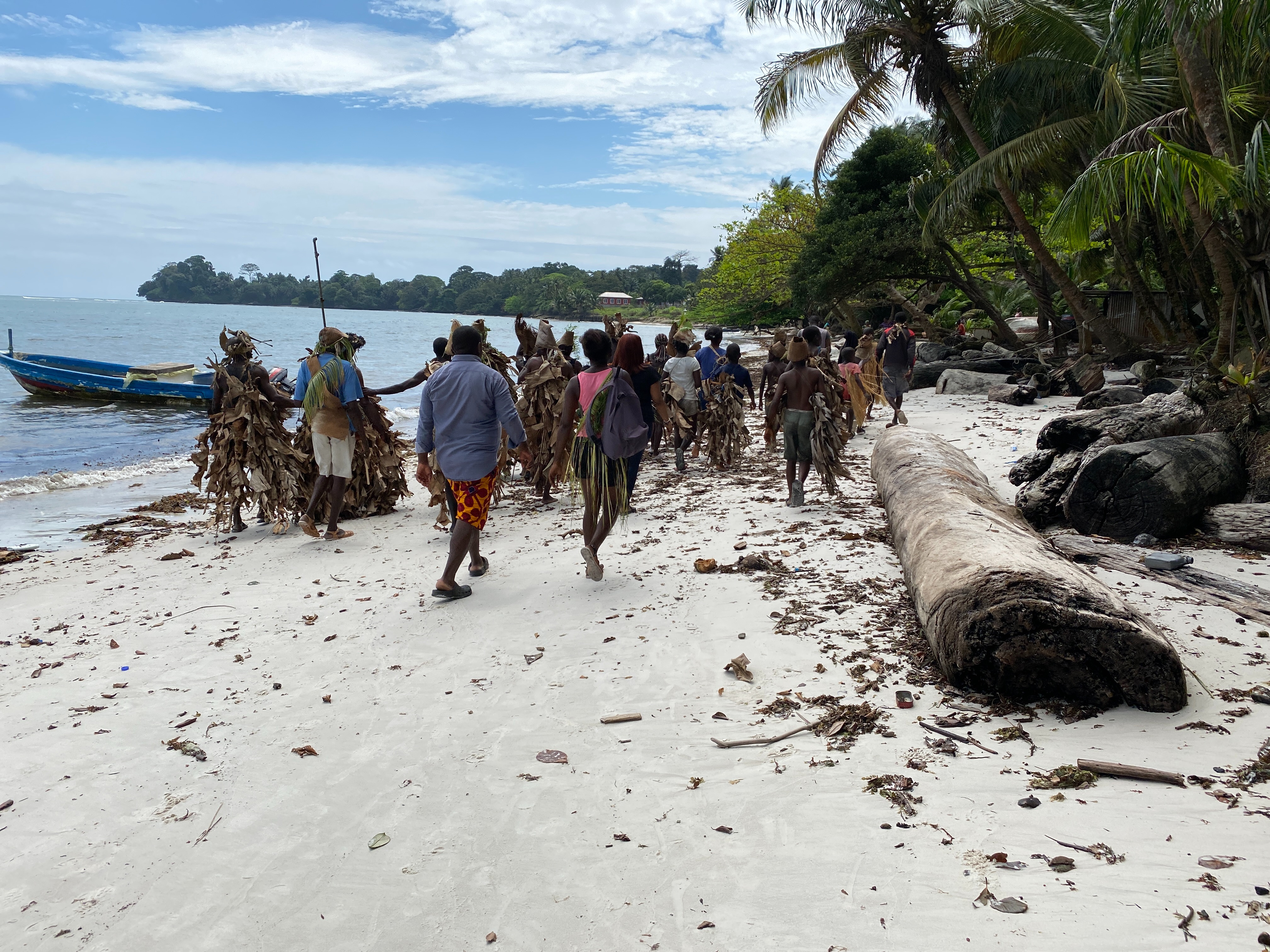
Fiesta tradicional de los bengas, en una playa de la isla de Corisco

Guinea Ecuatorial es el único país africano en cuya lengua predominante es el español. De igual forma, es el único país hispanohablante del mundo con población mayoritariamente negra, y prácticamente todos los habitantes tienen nombres españoles.
La población nacional, que representa el 99 % de la población, es esencialmente bantú: fang en Río Muni y bubi en Bioko. Los principales grupos étnicos se distribuyen de la siguiente forma: fang (72 % de la población, en Río Muni), bubi (15 %, en Bioko), fernandinos (en Bioko), bisios y ndowé en la costa de la Región Continental, antigua provincia de Río Muni y annoboneses en la isla de Annobón, el único territorio del país en el hemisferio sur. 
La minoría predominante de otra raza la constituyen los blancos europeos de ascendencia española. Guinea Ecuatorial recibió asiáticos y negro-africanos de otros países para que trabajasen en las plantaciones de cacao y café. Otros negro-africanos proceden de Liberia, Angola y Mozambique, y asiáticos que son mayoritariamente chinos. Asimismo, han llegado al país comunidades británicas, francesas y alemanas. De todos estos arribos, los únicos que no adoptaron la lengua española fueron los franceses, ya que su idioma es cooficial.
Después de la independencia, miles de ecuatoguineanos partieron a España, ya que todos los habitantes del país nacidos antes de la independencia conservaron la nacionalidad española. Alrededor de 100 000 ecuatoguineanos fueron a Camerún, Gabón y Nigeria a causa de la dictadura de Francisco Macías Nguema. Muchas de sus comunidades viven en España, Brasil, México, Estados Unidos, Portugal y Reino Unido.

### Idiomas

#### Lenguas europeas
Los idiomas oficiales son el español (español ecuatoguineano), el francés y el portugués, tal como lo refleja la Constitución del país (coincidentemente, las tres lenguas neolatinas más habladas en el mundo). 

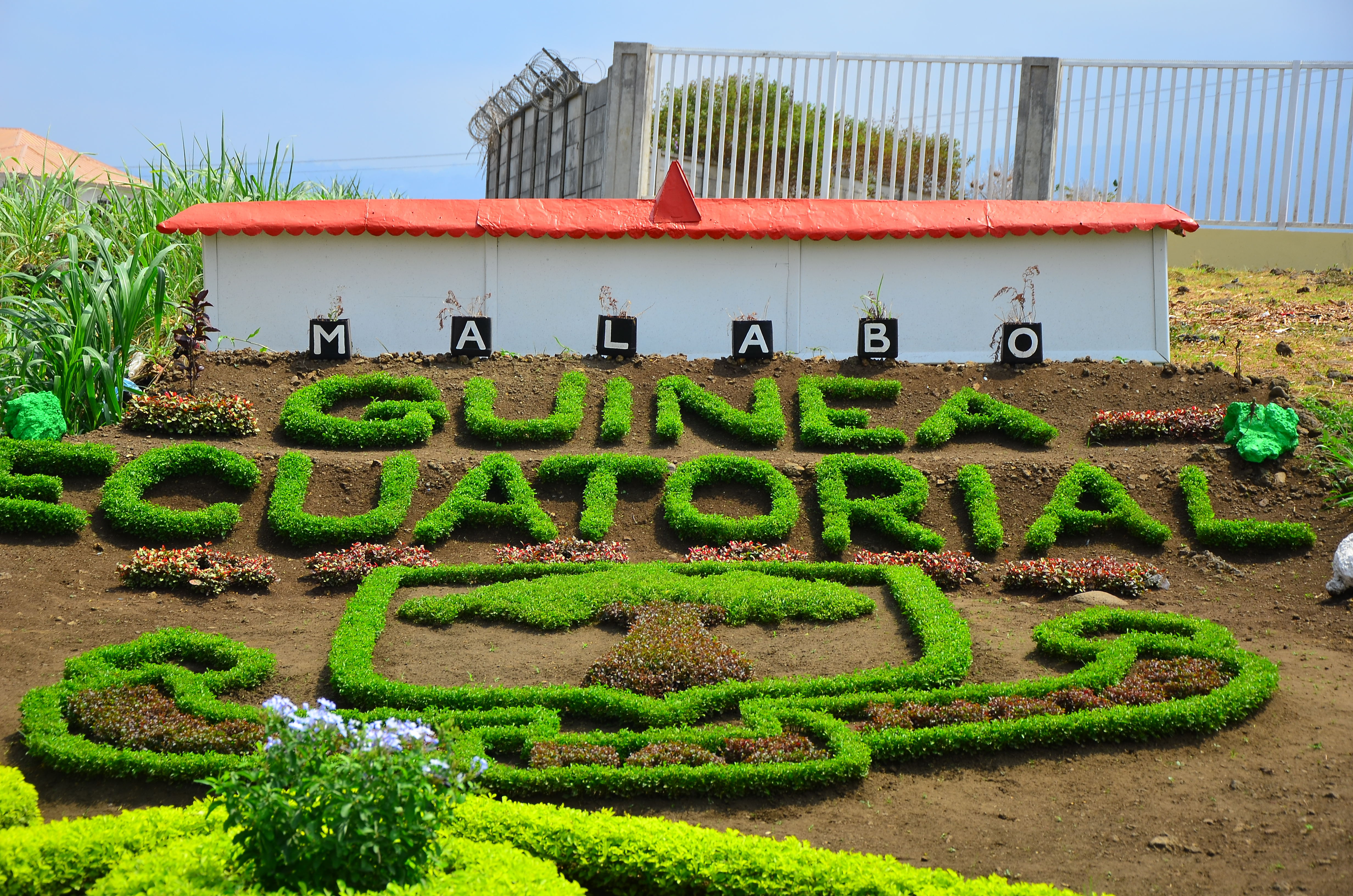
Inscripción floral con el nombre del país en idioma español en Malabo

Español. La gran mayoría de los ecuatoguineanos habla español (aunque muchas veces como segunda lengua). La región con mayor conocimiento del castellano es la capital Malabo. El español ha sido idioma oficial desde 1844, aunque durante un breve período en los años 1970 fue declarado «lengua importada» y se prohibió su uso (siendo sustituido por el fang). Es además el idioma de las autoridades, usado en la legislación, los decretos presidenciales, boletines de Estado, cartas de nombramiento y similares. A partir del 3 de agosto de 1979, tras la abolición de la Constitución de 1973, se volvió a declarar lengua oficial. Actualmente, en Guinea Ecuatorial se ha apostado por la fundación en el país de la Academia Ecuatoguineana de la Lengua Española, la cual fue finalmente creada en octubre de 2013, además de haberse establecido un programa para reforzar la difusión del español en los medios de comunicación. En esta misma línea, también se han reforzado los cursos de español para extranjeros ya establecidos por parte de la Universidad Nacional de Guinea Ecuatorial.
Francés. Una ley constitucional de 1998, que modifica el artículo 4 de la Ley Fundamental del Estado, establece que las lenguas oficiales de la República de Guinea Ecuatorial son el castellano y el francés. El francés se adoptó como lengua oficial, para poder pertenecer a la Organización Internacional de la Francofonía (OIF), con los beneficios de aperturas de mercado que ello significa, incluida la adopción del franco CFA. Según el último informe La lengua francesa en el mundo (2022), de la OIF, el idioma francés es hablado por el 29% de la población, lo que equivale aproximadamente a medio millón de francófonos ecuatoguineanos.[cita requerida]
Portugués. De manera similar, en julio de 2007 el gobierno anunció la decisión de que el portugués se convirtiera en idioma cooficial de Guinea Ecuatorial con el fin de satisfacer los requisitos para solicitar la calidad de miembro pleno de la Comunidad de Países de Lengua Portuguesa (CPLP), pese a que su uso es prácticamente inexistente salvo en la isla de Annobón, en donde se habla el annobonense, derivado del portugués. La CPLA rechazó en julio de 2012 la solicitud de Guinea Ecuatorial, menos por causa de progresos insuficientes en la introducción del portugués, y más por causa de las constantes violaciones de derechos humanos en el país. Finalmente fue admitida en 2014.

#### Lenguas autóctonas

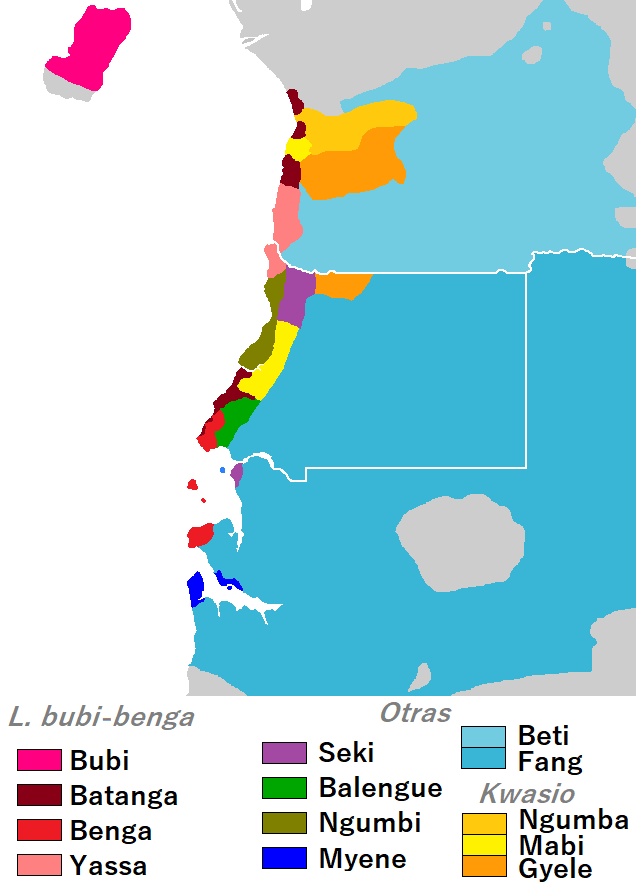
Lenguas africanas de Guinea Ecuatorial y su entorno

Se reconocen las lenguas autóctonas como integrantes de la cultura nacional (Ley constitucional n.º 1/1998 del 21 de enero): fang hablado por casi 300 000 personas como lengua materna y también se habla en zonas de Camerún, Gabón y República Democrática del Congo (el número total de hablantes supera el millón); bubi (Bioko) (50 000 hablantes); annobonense en la Isla de Annobón (9000 hablantes); balengue en la Región Continental (mil hablantes); ibo e inglés criollo (pichi), también en Bioko. La lengua ndowé (también llamada kombe, ngumbi o "playero") pertenece al grupo de los ndowé situados en la zona costera de la parte continental del país y es hablada por 4000 personas. Otras lenguas importantes son el kwasio (también llamado bisio o bujeba) con casi 9000 hablantes, el seki con 11 000 hablantes.
El fang es una lengua centroafricana hablada por cerca de un millón de personas, la mayoría de ellas en Guinea Ecuatorial y el norte de Gabón, donde es la lengua bantú dominante; el fang también se habla en el sur de Camerún, la República del Congo y pequeñas fracciones de las islas de Santo Tomé y Príncipe. Está relacionado con las lenguas bulu y ewondo del sur de Camerún.
Bajo el mandato del presidente Macías Nguema, el fang fue la única lengua oficial de Guinea Ecuatorial por un breve periodo, pero esto fue revertido tras su derrocamiento. Existen muchas variantes del fang en el norte de Gabón y en el sur de Camerún. Maho (2009) cataloga el fang del suroeste como una lengua distinta. Los otros dialectos son Ntoumou, Okak, Mekê, Atsi (Batsi), Nzaman (Zaman), Mveni y Mvaïe.
El bubi es una lengua bantú hablada por los bubis, un pueblo bantú de la isla de Bioko, y que en su día fue el principal habitante de la misma. La lengua llegó a Bioko desde el África continental hace más de tres mil años, cuando los bubis empezaron a llegar a la isla.
Tiene unos 50 000 hablantes, con tres variantes: Norte, Sur y Centro-Este. Destaca por su carácter tonal y la divergencia de palabras por género. La lengua también es hablada por los bubis de Gabón y Camerún.

### Religión

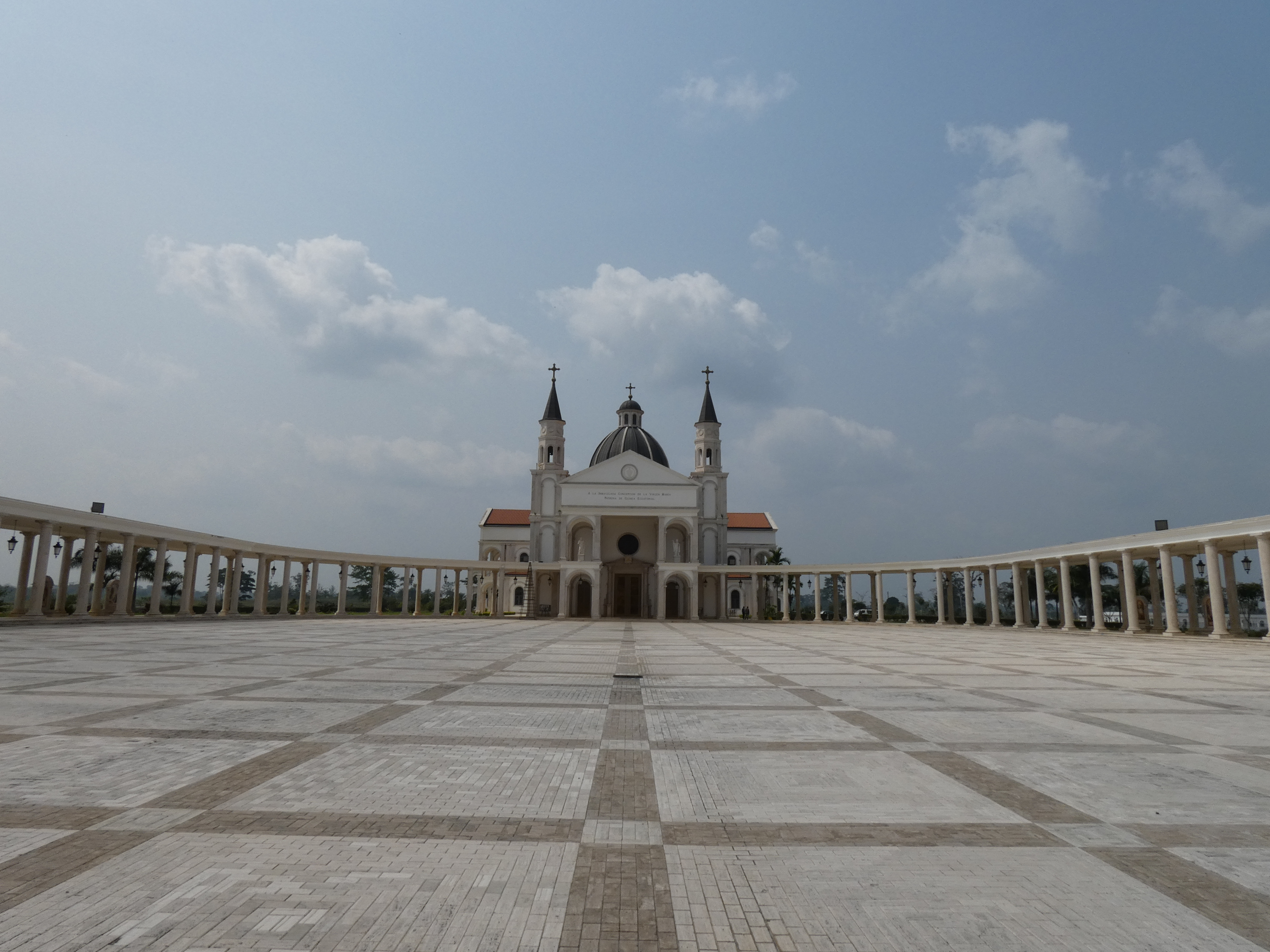
Fachada principal de la basílica de la Inmaculada Concepción de Mongomo

La catedral católica de Santa Isabel de Malabo en la plaza de la Independencia

La gran mayoría de la población pertenece a la religión cristiana en su forma católica (80,1 %), esto es un legado de la colonización española, aunque se profesan otras denominaciones cristianas (6,8 %) en su mayoría de grupos protestantes, además ciertos ritos de las religiones de los antiguos habitantes animistas son practicadas en diverso grado, y existe una pequeña minoría islámica (4 %).
Los misioneros jesuitas fueron los encargados de la evangelización empezando en la Isla de Bioko, seguidos después por los misioneros Claretianos. Durante la dictadura de Francisco Macías se vivió un sentimiento anti europeo y llegó a atacarse el cristianismo pero estas medidas fueron revertidas tras su derrocamiento. Históricamente los bautistas y anglicanos intentaron establecerse en la isla de Bioko, antes de que España prestara mayor atención al territorio y estableciera prohibiciones para otros grupos religiosos diferentes a la Iglesia católica.
En la actualidad no se observan restricciones para la actividad de grupos religiosos en el país y la Iglesia católica y otros grupos minoritarios protestantes pueden realizar sus celebraciones con normalidad.
La Iglesia católica en el país esta organizada bajo la dirección de la arquidiócesis de Malabo, sus orígenes se remontan a octubre de 1855, cuando el papa Pío IX crea el Vicariato Apostólico de Annobón, Corisco e isla de Fernando Poo (Bioko), dividiendo el territorio que antes era administrado por el Vicariato Apostólico de las dos Guineas y Senegambia. El mayo de 1902, el papa León XIII decide darle el nombre de Vicariato Apostólico de Fernando Poo. En 1966, Pablo VI lo convierte en el Vicariato de la diócesis de Santa Isabel. En 1982, el papa Juan Pablo II le da su actual estatus y realiza la primera visita a esa nación africana.

## Cultura

### Música

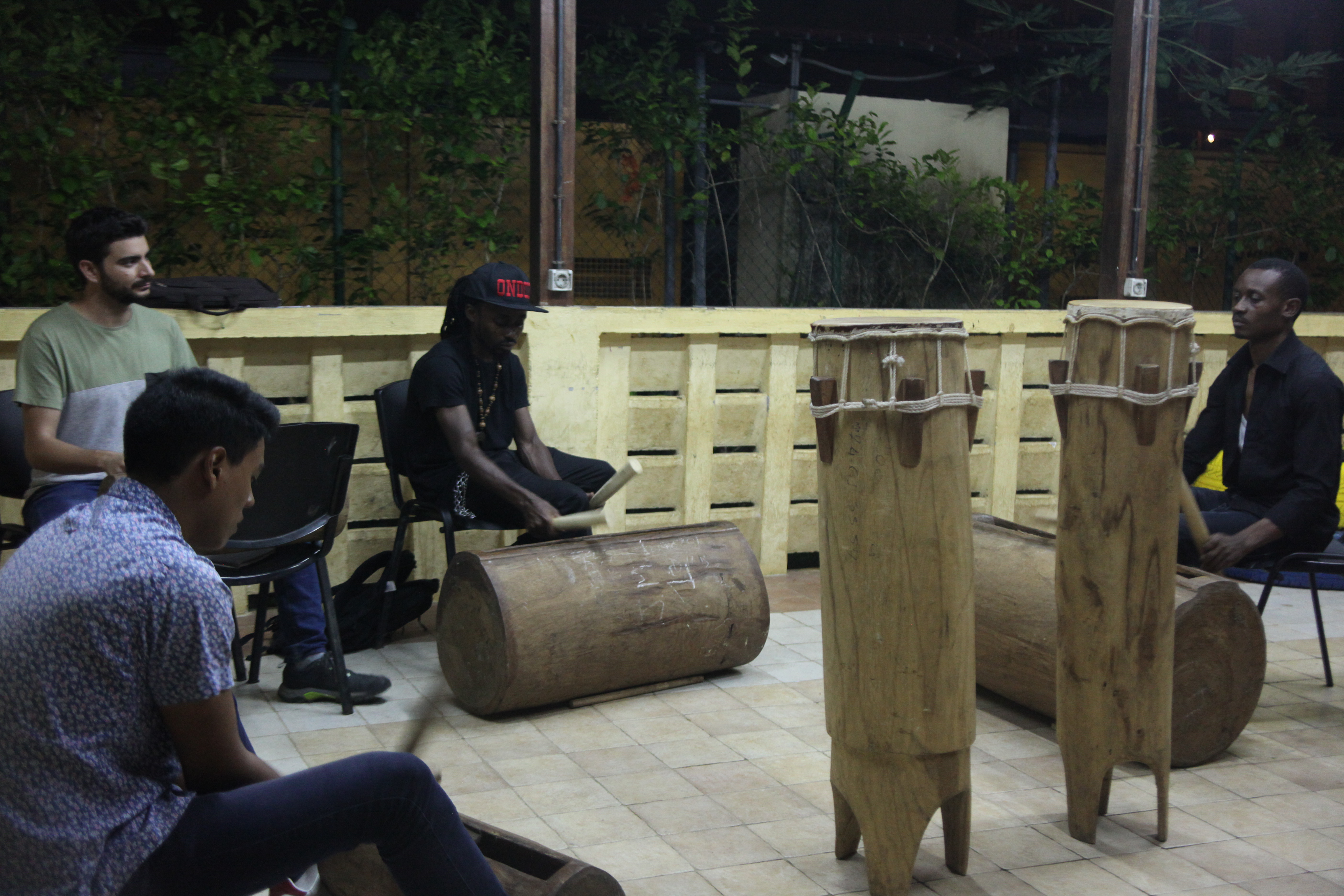
Taller de percusión tradicional de Guinea Ecuatorial en la Casa de la Palabra (Abahá) del Centro Cultural

La música en este país se caracteriza por la mezcla de influencias africanas nativas y de la cultura española. Cada grupo aporta diferentes estilos musicales. El grupo étnico más grande son los fang, aunque también hay numerosos bubi y poblaciones más pequeñas de bisio, bujeba, ndowe, combe, annoboneses y españoles. La antigua colonia y provincia española de Guinea Ecuatorial tiene una enorme riqueza en las manifestaciones musicales de sus etnias y grupos sociales. En cuanto a ritmos modernos, los géneros de este país son el reguetón, el hip hop y la mezcla de la música nativa africana con el pop (afropop).

### Literatura
Entre los principales autores del país se encuentran:
- Leoncio Evita Enoy (1929-1996)
- Juan Balboa Boneke (1938-2014)
- Raquel Ilonbé (1938?-1992)
- María Nsué Angüe (1945-2017)
- Donato Ndongo-Bidyogo (n. 1950)
- Justo Bolekia Boleká (n. 1954)
- Joaquín Mbomío Bacheng (n.1956)
- Juan Tomás Ávila Laurel (n. 1966)
- Guillermina Mekuy (n. 1982)
- Melibea Obono (n. 1982)
- Constantino Ocha'a Mve Bengobesama (19??-1991)
- César Brandon Ndjocu (Malabo, 1993)
- Silvestre Nsue Nsue Nchama (Ebibeyin, 1998)

### Gastronomía

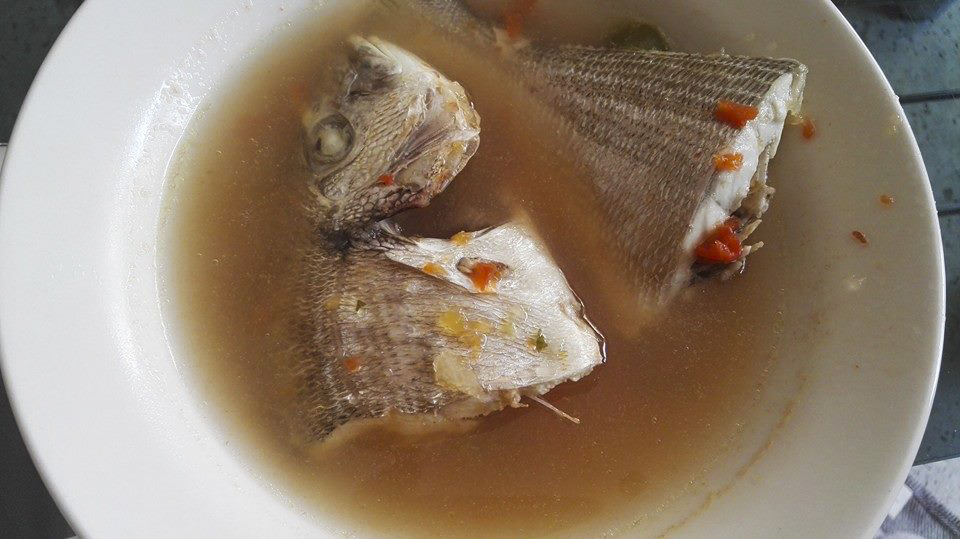
Pepesup

La dieta ecuatoguineana se basa en tubérculos como yuca, malanga o ñame, que se preparan en multitud de formas. Hervidos o fritos acompañan a casi todas las comidas. El plátano macho se cocina así también. La mayoría de platos de este país son contundentes sopas que incluyen verduras, carne o pescado y una salsa de picante (chile) y otros condimentos. Algunas de estas sopas son la salsa de cacahuete, la salsa de tomate o la salsa de chocolate. El nombre crea confusión ya que no se habla del chocolate de cacao, sino de modika, un árbol cuyos granos se tuestan y se pulverizan. Otra sopa famosa es el pepesup, que se consume tradicionalmente tras una noche de fiesta. Los dátiles de palma o palmiste se aplastan para obtener un aceite en el que se guisan carne o pescado. El abalá es una masa de yuca que se envuelve en hoja de plátano, similar al tamal americano.
En Guinea Ecuatorial existe mucha tradición pesquera; se pescan pargo, chicharro y muchos tipos de mariscos como jaibas o caracoles bilolá. También son comunes las carnes de pollo y cabra, aunque son notables también las carnes silvestres, de un olor más fuerte, como antílope, puercoespín, mono, pangolín o serpiente. Destacan los platos de carnes y pescados, abundantes en especias y frutas como los plátanos o verduras como la yuca y el ñame. Debido a la colonización, la cocina española influyó en la ecuatoguineana aportando platos como la paella, el vino o la tortilla de patatas. Una bebida popular es el vino de palma (topé), otra es la malamba de caña.

### Cine

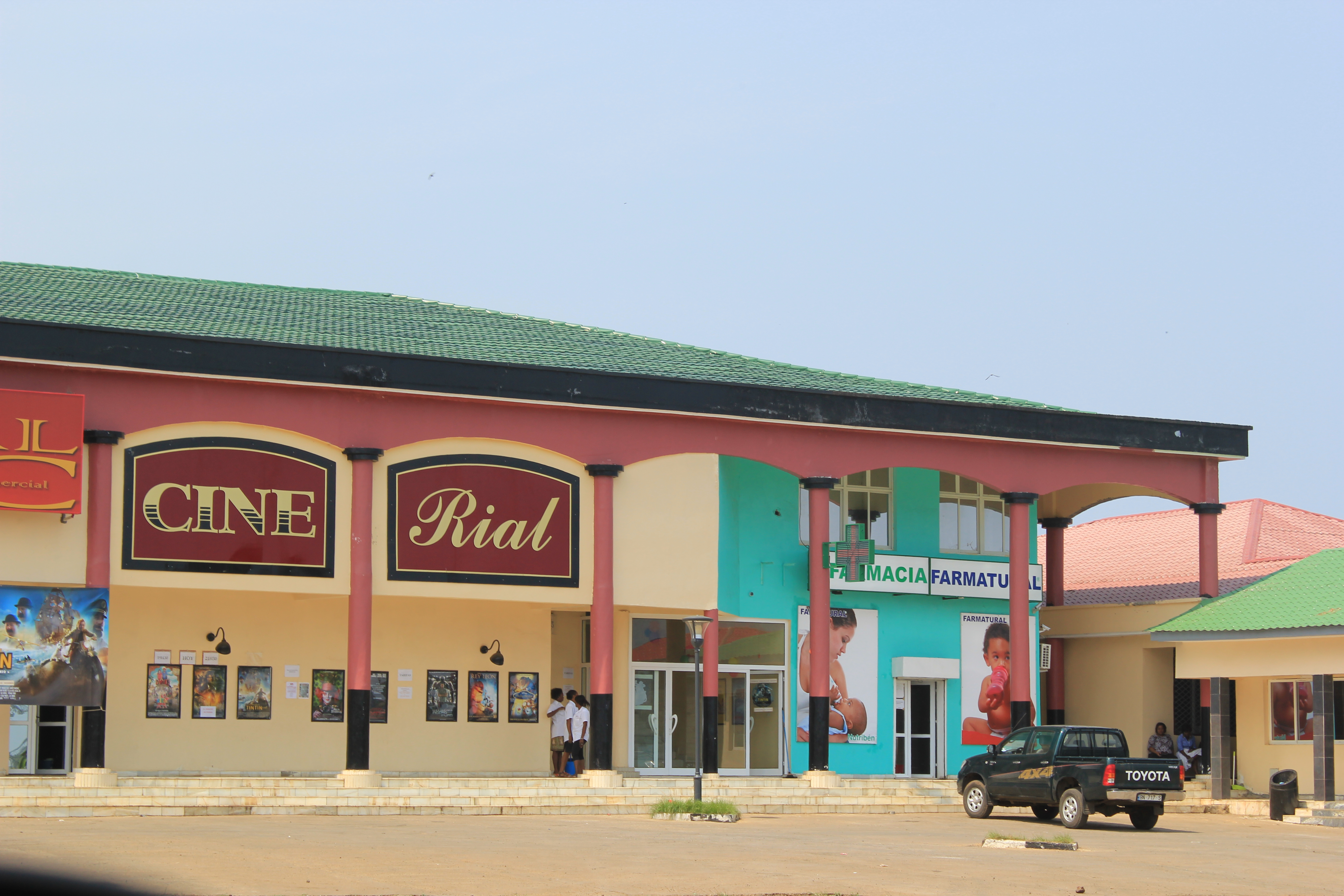
Cine Rial de Malabo

El país no dispone de cines para ver películas y sufre uno de los niveles de censura más altos del mundo, incluso en su televisión gubernamental. La película de más éxito sobre Guinea Ecuatorial es Palmeras en la nieve, basada en la novela de la escritora española Luz Gabás, que nunca ha estado en el país. La película fue rodada en España y evoca la nostalgia colonial española. El documental Un día vi 10.000 elefantes (2015) reivindica el trabajo del cineasta Manuel Hernández Sanjuán que trabajó al servicio de la dictatura franquista.
El cineasta ecuatoguineano Rubén Monsuy dirigió Feguibox (2015) y ha abierto una escuela para formar a jóvenes del país.
En 2019 se rodó por primera vez un largometraje documental crítico con su dictadura, El escritor de un país sin librerías, con presencia de su escritor más traducido, Juan Tomás Ávila Laurel. Ganador de distintos premios internacionales, se estrenó finalmente en 2021 en la televisión portuguesa y española. En 2020 se estrenó el documental experimental Anunciaron tormenta.
Dentro de la comunidad hispano-guineana hay varios actores destacados, casos de Emilio Buale y Vicenta Ndongo.

### Teatro
Una de las principales compañías del país es Bocamandja, fundada en 2008. Su director, Recaredo Silebo Boturu, codirigió con la catalana Andrea Bel la obra de teatro Annnobón, estrenada en el Festival Grec de Barcelona 2021.

### Medios de comunicación

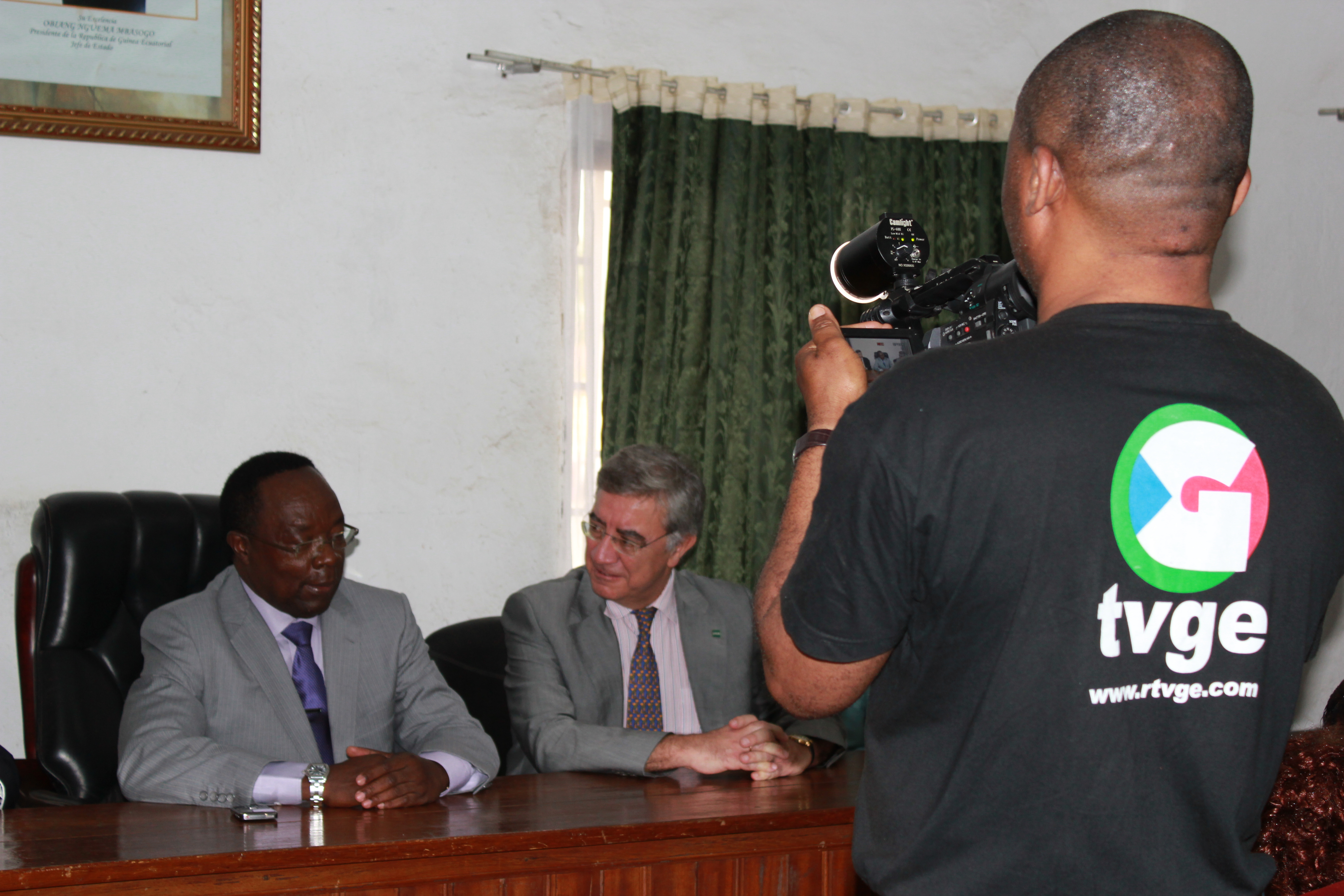
Cobertura por TVGE de los actos conmemorativos de los 30 años del campus de la UNED en Guinea Ecuatorial

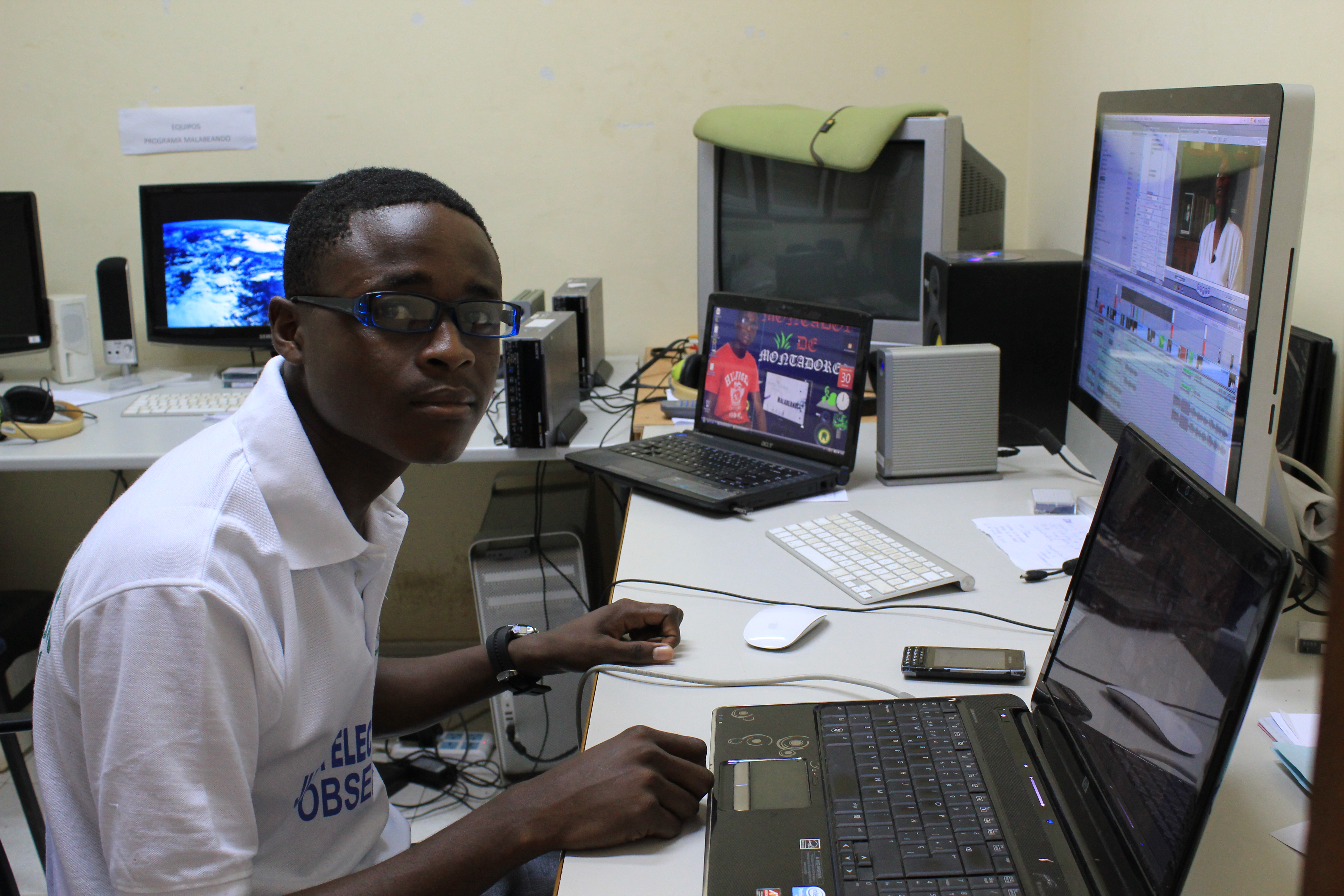
Edición del magacine televisivo Malabeando en el Centro Cultural de España en Malabo

Los principales medios de comunicación en el país son tres estaciones de radio FM con participación estatal. Existen también dos emisoras de onda corta.
En un artículo de julio de 2003 de la BBC, se señala que no existen periódicos diarios en el país y describe que un programa en idioma fang llamado Bidze-Nduan (‘sepultado por el fuego’) declaró, en una emisora estatal ampliamente escuchada, que Teodoro Obiang estaba «en contacto permanente con el Altísimo».
La mayoría de medios de comunicación practican una férrea autocensura, y está prohibido por ley criticar a figuras públicas. El Estado controla los medios públicos y la principal cadena de radio privada está dirigida por Teodorín Nguema Obiang, el hijo del presidente.
Algunos datos sobre comunicación en Guinea, según el The World Factbook:
- Sistema de teléfonos (considerado un sistema pobre pero con adecuados servicios gubernamentales):
  - Líneas telefónicas en uso: 10 000 (2005)
  - Teléfonos móviles (celulares): 346 000 (2008)
  - Comunicaciones internacionales de voz:
    - De Bata y Malabo con países africanos y europeos
    - Estación de tierra de satélite: 1 Intelsat (Océano Índico)
- Radio:
  - Emisoras de AM: 0, FM: 2, Onda corta: 5 (2001) (Radio Nacional de Guinea Ecuatorial)
  - Aparatos de radio: 180 000 (1997)
- Televisión:
  - Emisoras de TV: 2 Televisión Guinea Ecuatorial (TVGE) (2001) y Asonga Televisión
  - Aparatos de TV: 4000 (1997)
- Internet
  - Dominios de Internet: 81 (2007)
  - Usuarios de Internet: 12 000 (2008)

### Filatelia

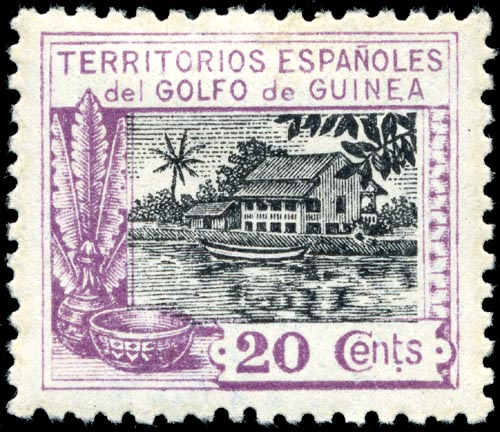
Sello de 20 céntimos de peseta de 1924

La región estuvo bajo gobierno español hasta 1968. Los sellos de esta época reflejan la evolución en la nomenclatura de la colonia y posterior provincia.
- Entre 1868 y 1902 se usó la denominación Fernando Poo en todo el territorio.
- Entre 1903 y 1908 se usaron las denominaciones Fernando Poo en Bioko, Elobey, Annobón y Corisco en las demás islas y Guinea Continental Española en el sector continental.
- Entre 1908 y 1951 se usó la denominación Territorios Españoles del Golfo de Guinea en todo el territorio.
- Entre 1951 y 1959 se usó la denominación Guinea Española en todo el territorio.
- Entre 1960 y 1968 se usaron las denominaciones Fernando Poo en las islas y Río Muni en el sector continental.
- Desde 1968, el nombre es República de Guinea Ecuatorial.

En 1968 se declaró independiente. La emisión de sellos siguió a cargo de la Fábrica Nacional de Moneda y Timbre, de España. Pero en 1971 se realizó un contrato con diversas empresas y empezaron a emitirse cientos de sellos con fines exclusivamente filatélicos.
Esta manía de emisiones compulsivas continuó hasta 1979, año en que un golpe de Estado derrocó al gobierno y anuló los contratos de emisiones postales. Se devolvió el control de las mismas a la Fábrica Nacional de Moneda y Timbre, que limitó la cantidad de emisiones.
La cantidad de emisiones en el período 1972-1979 es tan grande que los catálogos internacionales no las muestran, solo las mencionan rápidamente. Y los catálogos españoles saltan del año 1972 a 1980 directamente (ignorando todas las emisiones no realizadas en la FNMT).

## Deportes

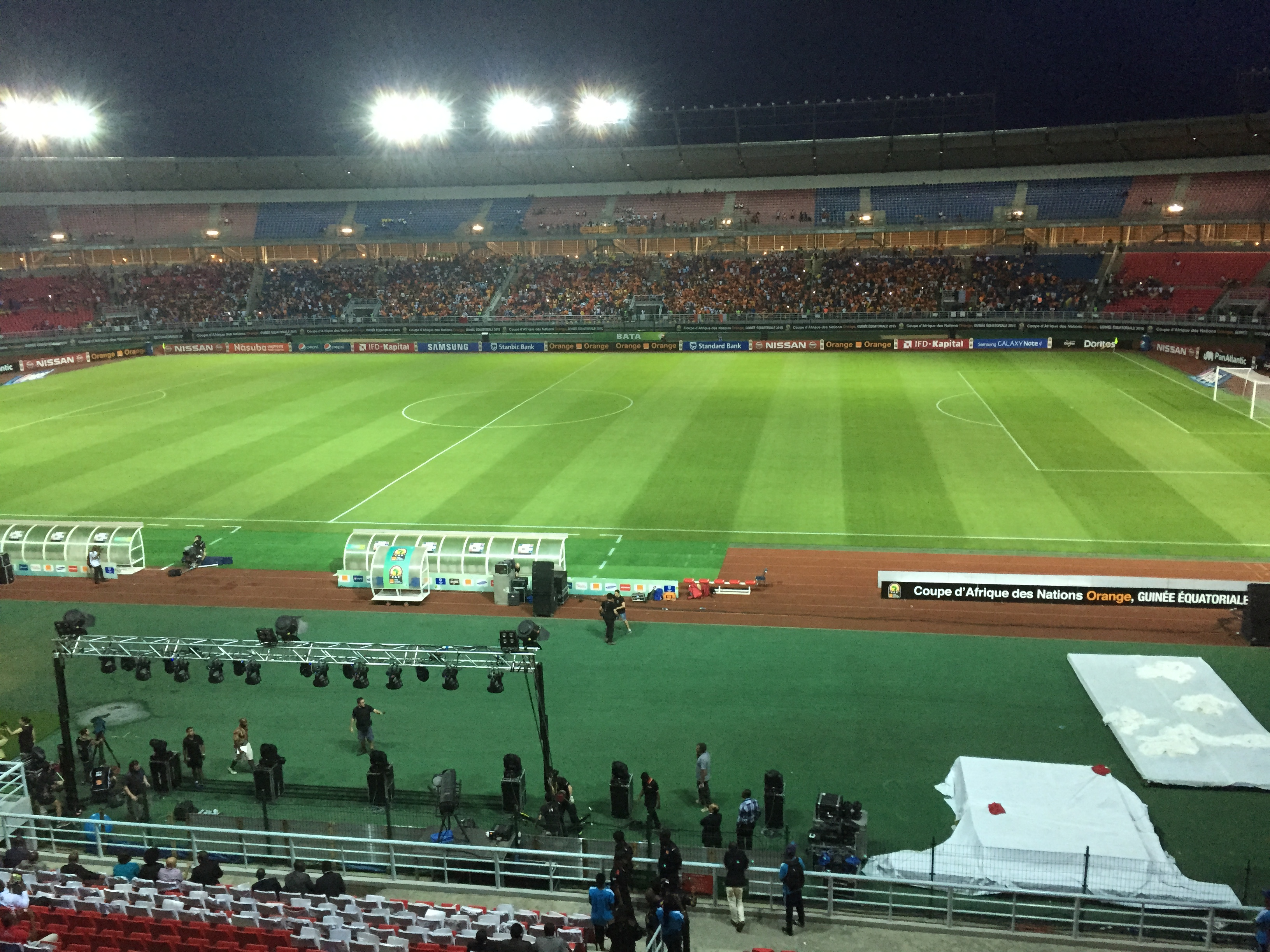
Estadio de Bata durante la Copa Africana de Naciones de 2015

En fútbol, Guinea Ecuatorial ha sido elegida para albergar la Copa Africana de Naciones 2012 conjuntamente con el país vecino Gabón, y la Copa Africana de Naciones 2015.[cita requerida] En la primera llegó a los cuartos de final, y en la segunda llegó al cuarto lugar volviéndose la sorpresa del torneo.

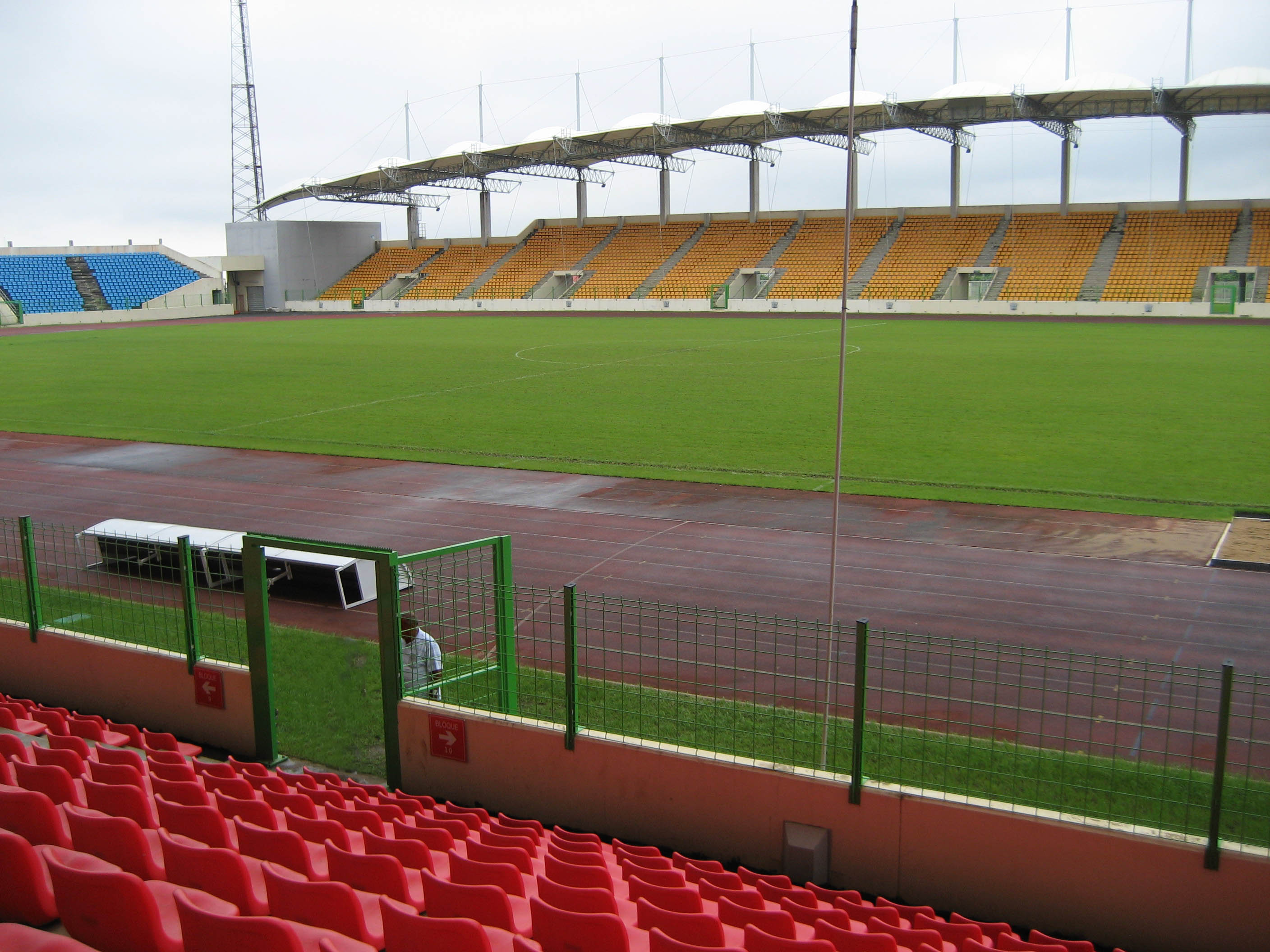
Estadio de Malabo

También ha organizado la versión femenina en dos ocasiones (2008 y 2013), y resultado campeón de esos dos torneos, además de haber sido subcampeón de la edición 2010 convirtiéndose en la segunda mejor selección del torneo, nada más superada por Nigeria. Aparte de eso, Guinea Ecuatorial clasificó al Mundial Alemania 2011, y varias categorías inferiores también han llegado a torneos internacionales, y por ende la selección Femenina de Guinea Ecuatorial está entre las más fuertes del continente africano, aunque es una de las más débiles a nivel mundial.
Además del fútbol, en Guinea Ecuatorial también es popular el baloncesto.

## Días festivos
| Fecha           | Nombre en castellano                   | Nombre local                                    |
| --------------- | -------------------------------------- | ----------------------------------------------- |
| 1 de enero      | Año Nuevo                              | Día del Año Nuevo y la Nochevieja               |
| 1 de mayo       | Día del Trabajo                        | Día del Trabajo y festivos                      |
| 5 de junio      | Cumpleaños de Teodoro Obiang Nguema    | Día del Nacimiento del Grande Obiang Nguema     |
| 3 de agosto     | Día del Golpe de Libertad              | Día de Libertad y Golpismo                      |
| 15 de agosto    | Día de la Constitución                 | Día de Leyes y Constitución                     |
| 12 de octubre   | Día de la Independencia                | Día de la Independencia de Guinea Ecuatorial    |
| 8 de diciembre  | Festividad de la Inmaculada Concepción | Día de la Santa Concepción                      |
| 10 de diciembre | Día de los Derechos Humanos            | Día de Deberes, Derechos y Obligaciones Humanas |
| 25 de diciembre | Navidad                                | Día de la Nochebuena                            |